# Bắc Ngụy
Nhà Bắc Ngụy (tiếng Trung: 北魏朝, bính âm: běi wèi cháo, 386–535), còn gọi là Thác Bạt Ngụy (拓拔魏), Hậu Ngụy (後魏) hay Nguyên Ngụy (元魏), là một triều đại thời Nam Bắc triều trong lịch sử Trung Quốc, được cai trị bởi thị Thác Bạt của người Tiên Ti. Sự kiện đáng chú ý nhất của triều đại này là việc thống nhất miền bắc Trung Quốc năm 439.
Nhà nước này cũng tham gia mạnh mẽ vào việc tài trợ cho nghệ thuật Phật giáo nên nhiều đồ tạo tác cổ và tác phẩm nghệ thuật từ thời kỳ này còn được bảo tồn. Năm 494, triều đại này di chuyển kinh đô từ Bình Thành (nay là Đại Đồng, tỉnh Sơn Tây) về Lạc Dương và bắt đầu cho xây dựng hang đá Long Môn. Trên 30.000 tượng Phật từ thời kỳ của triều đại này còn được tìm thấy trong hang. Người ta cho rằng triều đại này bắt nguồn từ bộ Thác Bạt của tộc Tiên Ti. Dưới ảnh hưởng của Phùng thái hậu và Ngụy Hiếu Văn Đế, Bắc Ngụy đẩy mạnh Hán hóa, thậm chí đổi họ hoàng tộc từ Thát Bạt sang Nguyên. Việc áp đặt Hán hóa gây mâu thuẫn sâu sắc giữa giới quý tộc Bắc Ngụy tại Lạc Dương và người Tiên Ti ở 6 quân trấn (lục trấn) phương bắc - là 6 tiền đồn lập lên nhằm phòng thủ người Nhuyễn Nhuyên (còn gọi Nhu Nhiên) - dẫn đến việc nổi loạn của người lục trấn, làm suy sụp hệ thống lưới cai trị từ Lạc Dương. Sau một thời gian xung đột, Bắc Ngụy bị phân chia thành Đông Ngụy và Tây Ngụy vào năm 534.

## Sự trỗi dậy của thị tộc Thác Bạt

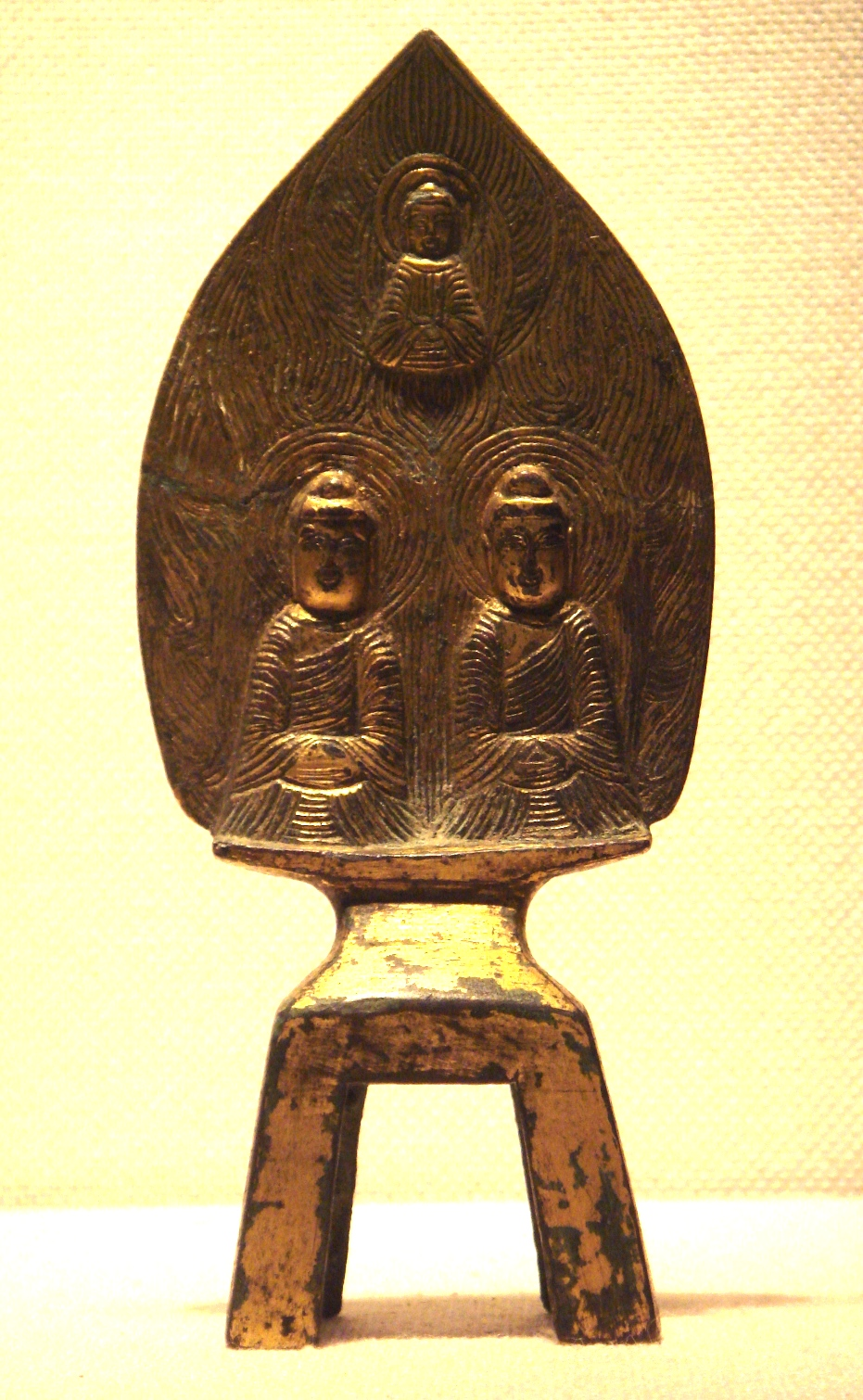
Tượng Phật thời Bắc Ngụy. Niên đại khoảng năm 489. Bảo tàng quốc gia Tokyo.

Nhà Tây Tấn (265-420) đã gây dựng một liên minh với thị tộc Thác Bạt để chống lại nhà nước của người Hung Nô là Hán Triệu. Năm 315, thủ lĩnh Thác Bạt đã được phong làm Đại vương. Tuy nhiên, sau cái chết của người lập ra vương quốc là Thác Bạt Ỷ Lư, nước Đại bị trì trệ và tồn tại chủ yếu dưới dạng nửa liên minh, nửa chư hầu đối với Hậu Triệu và Tiền Yên, cuối cùng mất về tay Tiền Tần năm 376.
Thời Ngụy Tấn, tại vùng phía bắc và đông bắc có đông người Tiên Ti sinh sống, trong đó có họ Mộ Dung và họ Thác Bạt lớn mạnh. Bắc Ngụy xuất xứ tại núi Tiên Ti thuộc Bắc Lộc, dãy Đại Hưng An.
Họ Thác Bạt trấn trị phía bắc, xen lẫn với người Hung Nô. Ngay từ thời Hán Hòa Đế, đại tướng Đậu Hiến đánh bại Hung Nô, Tiên Ti thừa cơ chiếm lĩnh đất cũ của Hung Nô, hơn mười vạn hộ Hung Nô tự xưng là Tiên Ti, gia nhập tộc Tiên Ti cùng với văn hóa Hung Nô và sự sùng bái nguyên thủy của người Hung Nô. Do đó Tiên Ti lại là dân tộc hỗn hợp Đông Hồ và Tiên Ti. Thác Bạt bộ Tiên Ti cực kỳ hung hãn, nhưng văn hóa Tiên Ti lạc hậu, chữ viết chưa có. Thế nhưng họ có tính cách mạnh mẽ và cái đầu thông minh như sói thảo nguyên Mông Cổ, tài năng quân sự siêu việt, là một chi cự phách trong Đông Hồ.
Nước Đại là một nhà nước của thị tộc Thác Bạt thuộc bộ lạc Tiên Ti tồn tại trong thời kỳ Thập lục quốc ở Trung Quốc. Quốc gia này tồn tại từ khoảng năm 310-315 tới năm 376, với kinh đô đặt tại Thịnh Lạc (ngày nay gần huyện Hòa Lâm Cách Nhĩ, Hô Hòa Hạo Đặc, Nội Mông).
Sau khi hoàng đế Tiền Tần Phù Kiên bị quân Đông Tấn đánh bại tại trận Phì Thủy trong cố gắng không thành để thống nhất Trung Quốc, Tiền Tần bắt đầu tan rã. Nhiều tướng lĩnh Tiền Tần li khai, các bộ lạc bị chinh phục cũng nổi dậy. Dưới quyền của Thác Bạt Khuê, thủ lĩnh bộ tộc Thác Bạt là ba anh em Trưởng Tôn Tung, Trưởng Tôn Phổ Lạc và Trưởng Tôn Đạo Sinh, các mưu sĩ người Hán Trương Cổn và Hứa Khiêm. Năm 386, Thác Bạt Khuê, cháu trai Thác Bạt Thập Dực Kiện (Đại vương cuối cùng), đã giành lại độc lập của người Thác Bạt ban đầu như là vương quốc Đại. Sau đó ông đổi tước hiệu của mình thành Ngụy vương, sau này triều đại của ông được gọi là Bắc Ngụy.

## Thống nhất phương Bắc

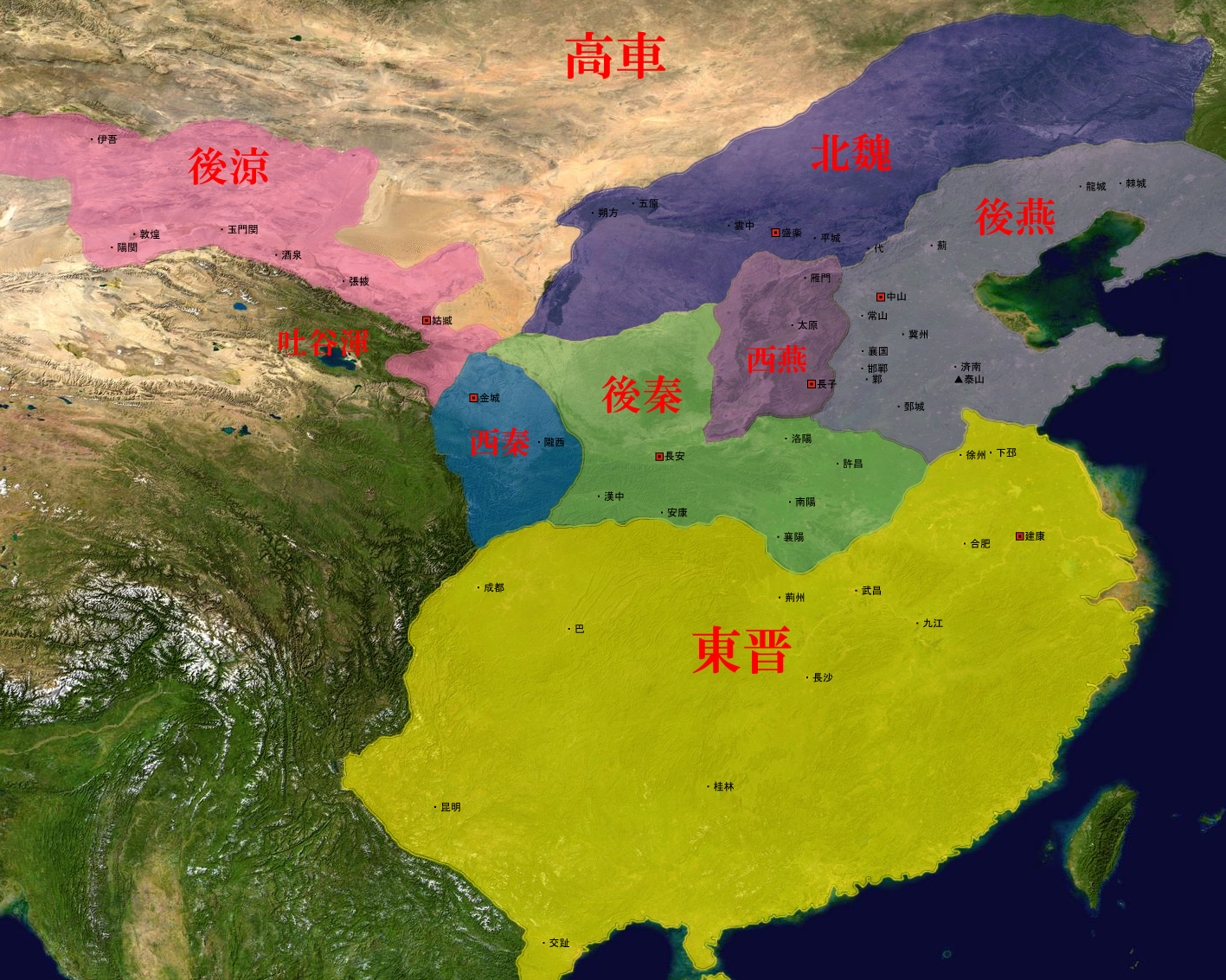
Thời kỳ 386-394
Bắc Ngụy
Đông Tấn
Hậu Yên
Tây Yên
Hậu Tần
Tây Tần
Hậu Lương

Lúc bấy giờ Thác Bạt Khuê phải đối phó với các thế lực khác: Phía nam có bộ lạc Độc Hồ, phía bắc có bộ tộc Hạ Lan, phía đông có Khố Xa Khê, phía tây một dải Hoàng Hà có Thiết Phất bang của tộc Hung Nô, ở Âm Sơn lại có bộ tộc Nhu Nhiên và Cao Xa. Năm 391, Thác Bạt Khuê đánh bại các bộ lạc Nhu Nhiên và giết chết thủ lĩnh của họ là Yujiulü Heduohan (Uất Cửu Lư Hạt Đa Hãn), buộc người Nhu Nhiên phải chạy về phía tây.
Ban đầu Bắc Ngụy là chư hầu Hậu Yên, nhưng vào năm 395 đã nổi dậy chống Hậu Yên vào năm 398 đã xâm chiếm phần lớn lãnh thổ Hậu Yên về phía bắc sông Hoàng Hà. Cùng năm, ông lập kinh đô tại Bình Thành (Sơn Tây, Trung Quốc). Sự lớn mạnh và xâm thực của Thác Bạt Khuê khiến nước Hậu Yên hùng mạnh của Mộ Dung Thùy bị suy sút thảm hại. Sau khi Thùy chết, Hậu Yên từ một cường quốc phương Bắc sau khi Tiền Tần tan rã bị cắt làm hai nước nhỏ bé: một nửa theo ngành chính chạy lên tận Long Thành ở Liêu Đông phía đông bắc, một nửa do Mộ Dung Đức cầm đầu chạy về Hoài Bắc (Nam Yên).
Năm 399, Thác Bạt Khuê tự xưng là Đạo Vũ Đế. Cùng năm ông đánh bại các bộ lạc Cao Xa gần sa mạc Gobi.
Về đại thể, Thác Bạt Khuê đã lập nền tảng cho sự cai trị ở Trung Nguyên của nhà Bắc Ngụy. Mặc dù sau đó, trong cuộc chiến tàn khốc của Ngũ Hồ, một số quốc gia mới xuất hiện như Hạ của họ Hách Liên hoặc mất đi do cuộc Bắc tiến của Lưu Dụ nhà Đông Tấn như Nam Yên và Hậu Tần nhưng vị thế Bắc Ngụy không hề bị suy giảm.
Khi Lưu Dụ cướp ngôi nhà Tấn, lập ra nhà Lưu Tống (420), trên bản đồ phía bắc chỉ còn các nước: Bắc Ngụy, Bắc Yên, Hạ, Bắc Lương, Tây Tần.
Qua thời con ông là Minh Nguyên Đế Thác Bạt Tự đến thời cháu ông là Thái Vũ Đế Thác Bạt Đảo, Bắc Ngụy đã hoàn thành cuộc thống nhất toàn miền bắc Trung Quốc.
Năm 431, vua Hạ là Hách Liên Định mang quân diệt Tây Tần. Cùng năm 431, Thái Vũ Đế điều quân đánh Hạ. Nước Hạ vừa qua chiến tranh với Tây Tần, bị quân Ngụy diệt gọn.
Năm 436, Thái Vũ Đế đánh Bắc Yên, bắt vua Yên là Phùng Hoàng. Nước Bắc Lương còn lại trơ trọi cũng không tồn tại được lâu. Năm 439, Thác Bạt Đào đánh Bắc Lương, bắt vua Lương là Thư Cừ Mục Kiền. Cục diện Ngũ Hồ loạn Hoa hơn 100 năm với hơn 20 quốc gia chấm dứt.
Toàn thể phương bắc được thống nhất trong tay Bắc Ngụy. Miền nam trong tay nhà Lưu Tống. Cục diện đối lập giữa Bắc Ngụy ở miền bắc và các triều đại miền nam duy trì khá lâu và được sử sách gọi thời Nam Bắc triều (420 - 589).
Biên giới nhà Bắc Ngụy khi đó rất rộng lớn: đông bắc đến Liêu Tây, tây đến miền đông Tân Cương, nam đến Hoài Nam, bắc đến thảo nguyên Mông Cổ.

## Chiến tranh với Lưu Tống

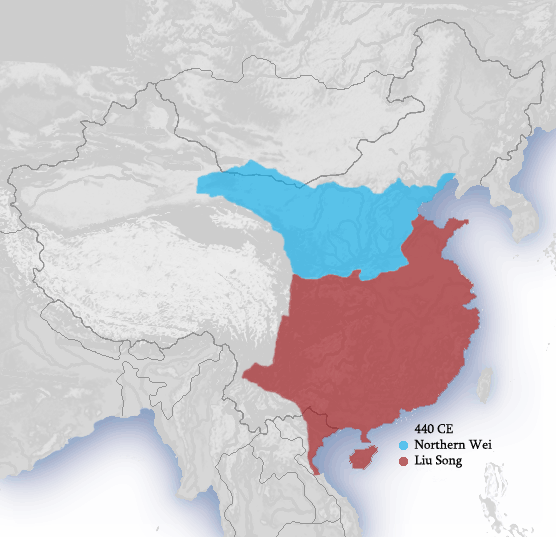
Năm 440:
Lưu Tống
Bắc Ngụy

Xem chi tiết: Chiến tranh Lưu Tống - Bắc Ngụy

### Lần thứ nhất
Chiến tranh giữa Ngụy và Tống bùng nổ ngay khi Ngụy chưa thống nhất được miền bắc. Năm 422, nhân lúc Tống Vũ Đế Lưu Dụ mới mất, Ngụy Minh Nguyên Đế phát động Nam tiến, sai Hề Cân đánh chiếm Hoạt Đài, đánh Hổ Lao; sai Thúc Tôn Kiến mang quân từ Bình Nguyên qua sông Hoàng Hà đánh các quận Thái Sơn, Cao Bình, Kim Hương; phía đông quân Ngụy tiến vào Thanh Châu, Đông Dương.
Tháng 1 năm 423, quân Ngụy hạ được thành Kim Dung, Lạc Dương và Lâm Tri. Các thành của Tống chỉ có Đông Dương và Hổ Lao còn cầm cự.
Tướng Tống là Đàn Đạo Tế mang quân cứu ứng, thấy Đông Dương yếu hơn và gần hơn nên cứu trước. Quân Ngụy đúng lúc đó bị dịch bệnh nên thấy viện binh phải lui. Đàn Đạo Tế không được cấp nhiều lương nên phải dừng lại không truy kích được. Thành bị phá nặng nên tướng trấn thủ Đông Dương là Trúc Quỳ phải dời tới thành Bất Kỳ.
Hổ Lao ở xa, các cánh quân của Đạo Tế ở Hồ Lục, của Lưu Túy ở Hạng Thành, của Thẩm Thúc Ly ở Cao Kiều nhưng không dám tới cứu vì sợ thế lớn của Bắc Ngụy. Do không được cứu nên tới tháng 4 năm 424, thành bị hạ. Quân Ngụy tuy lấy được thành nhưng tổn thất khá nhiều.
Sau lần chiến tranh đó, Lưu Tống bị mất vùng đất từ Hồ Lục, Hạng Thành trở lên phía bắc.

### Lần thứ hai
Ngụy Thái Vũ Đế lên ngôi năm 425 lúc tình hình Lưu Tống cũng đã ổn định dưới thời Văn Đế. Nhân lúc Bắc Ngụy phải đối phó với Nhu Nhiên ở phía bắc, năm 429 Tống Văn Đế đòi Ngụy trả đất Hà Nam. Ngụy Thái Vũ Đế không chịu.
Năm 430, Tống Văn Đế sai Đáo Ngạn Chi mang quân Bắc phạt. Tháng 7 quân Tống tới Tu Xương. Quân Ngụy ở 4 thành Cao Ngao, Hoạt Đài, Hổ Lao và Kim Dung ít quân nên chủ động rút lui. Ngạn Chi thu 4 trấn rồi tiến đến bến Linh Xương và chia quân tiến sang Đồng Quan phía tây.
Thôi Hạo của Bắc Ngụy thấy quân Tống mắc sai lầm chí mạng là chỉ có 5 vạn mà dàn ngang 2.000 dặm đông-tây nên lực lượng rất yếu ớt. Tháng 10 cùng năm, Bắc Ngụy phản công, lấy lại được Lạc Dương và Hổ Lao.
Tháng 11, Tống Văn Đế lại sai Đàn Đạo Tế đi tiếp ứng. Nhưng Đạo Tế chưa tới thì Ngạn Chi bị mất 2 thành đã hoảng sợ, hạ lệnh đốt thuyền, bỏ giáp nặng rút về Bành Thành. Quân Ngụy đuổi theo đến Lịch Thành, thái thú Tế Nam của Tống là Tiêu Thừa Chi chỉ có vài trăm quân nhưng dụng "không thành kế", cho mở toang cổng thành. Quân Ngụy sợ có phục binh không dám vào thành. Các nhà sử học Trung Quốc cho rằng chính mưu kế này gợi ý cho La Quán Trung ghép vào chuyện không thành kế của Gia Cát Lượng lừa Tư Mã Ý trong tiểu thuyết Tam Quốc diễn nghĩa.
Tháng 2 năm 431, quân Ngụy giao tranh với Đàn Đạo Tế lên bắc cứu Hoạt Đài. Hai bên đánh nhau 30 trận, đều bị tổn thất nặng. Thúc Tôn Kiến bèn dùng kế đánh úp đường vận lương của quân Tống khiến Đạo Tế bị thiếu lương. Đạo Tế phải rút quân. Quân Ngụy truy kích bắt được Chu Tu Chi.
Cuộc bắc phạt của Tống Văn Đế thất bại.

### Lần thứ ba
Chiến sự Tống - Ngụy tạm ngừng trong nhiều năm. Bắc Ngụy tập trung tiêu diệt các nước Ngũ Hồ còn lại như Hạ, Bắc Yên, Bắc Lương.
Sau khi củng cố thực lực, năm 450 Thái Vũ Đế điều 10 vạn quân vây đánh Huyền Hồ. Tướng Tống là Trần Hỷ chỉ có 1.000 quân chống trả trong 42 ngày, quân Ngụy bị thiệt hại hơn 1 vạn nhưng không hạ được thành. Tuy vậy, các thành xung quanh đều sợ thế Ngụy và bỏ thành rút chạy.
Lưu Tống yếu thế hơn, nhưng vua Tống vẫn muốn ra quân. Tháng 7 năm 450, quân Tống xuất phát. Phía đông, Vương Huyền Mô và Thẩm Khánh Chi cầm quân thủy; phía tây, hoàng tử Lưu Đãn cùng Liễu Nguyên Cảnh đánh chiếm Hoằng Nông.
Chiến sự phía đông
Tướng Ngụy ở các thành Cao Ngao, Nhạc An đều bỏ thành chạy. Huyền Mô đánh Hoạt Đài một tháng nhưng không hạ được. Tháng 9, Thái Vũ Đế đích thân Nam tiến cứu Hoạt Đài, phao tin là có trăm vạn quân. Vương Huyền Mô bỏ lỡ mấy cơ hội hạ thành, nghe tin đó hoảng sợ, rút quân. Quân Ngụy truy kích giết hơn vạn quân Tống.
Tổng chỉ huy Tiêu Bân nghe tin Huyền Mô thua trận, định đi cứu thì Mô đã chạy về đến nơi. Thấy quân Ngụy thế lớn, các tướng Tống phải bàn nhau rút về cố thủ ở Cao Ngao, Thanh Khẩu, Lịch Thành. Sau vì vị trí của Cao Ngao đặc biệt nên quân Tống phải bỏ Cao Ngao.
Chiến sự phía tây
Tướng Tống là Liễu Nguyên Cảnh cùng lão tướng Bàng Quý Minh tiến đánh Lư Thị rồi hạ được Hoằng Nông, tiến đánh Đồng Quan và Thiểm Châu. Tướng Ngụy là Trương Thị Liên Đề không chống nổi, tử trận cùng 3.000 quân. Hai vạn quân Ngụy bị bắt, được Nguyên Cảnh cho thả hết.
Thiểm Thành bị mất khiến Đồng Quan bị mất theo. Quân Tống uy hiếp phía tây dữ dội. Hào kiệt người Hán ở Quan Trung cũng như người Khương (một trong Ngũ Hồ) hưởng ứng quy hàng. Cùng lúc đó, tướng Tống là Lưu Khang Tổ cũng hạ được Trương Xã rồi tiến đánh Hổ Lao.
Nhưng lúc đó tin bại trận của Vương Huyền Mô phía đông báo về Kiến Khang. Tống Văn Đế lại cho rằng cánh này bị thua nặng thì phía tây cũng không nên đơn độc vào sâu đất địch nên hạ lệnh lui quân. Các tướng Tống đành rút về Tương Dương. Phía tây Bắc Ngụy qua được nguy hiểm.

### Lần thứ tư
Thái Vũ Đế thấy quân Tống rút lui, bèn khởi đại quân Nam tiến. Tướng Ngụy là Thác Bạt Nhân đánh Thọ Dương, hạ Huyền Hồ và Hạng Thành. Tống Văn Đế điều Lưu Khang Tổ cứu Thọ Dương. Quân Tống chỉ có 8 nghìn, đụng 8 vạn quân Ngụy ở Úy Vũ. Chiếm ưu thế quân số, Thác Bạt Nhân tiêu diệt toàn bộ cánh quân này, giết chết Khang Tổ.
Tướng giữ Thọ Dương của Tống là hoàng tử Lưu Thước cố thủ không đánh, quân Ngụy không hạ được.
Thái Vũ Đế đích thân cầm quân chủ lực đánh Bành Thành. Các vương tử Lưu Nghĩa Cung (em Tống Văn Đế) và Lưu Tuấn (con Văn Đế) cố thủ không ra, quân Ngụy không hạ được. Tháng 12 năm 450, Tống Văn Đế sai Tang Chất đi cứu Bành Thành. Chất chỉ có 1 vạn quân, đụng đại quân Ngụy, bị giết gần hết, chỉ còn 800 quân chạy vào Vu Thai.
Ngụy Thái Vũ Đế cho một cánh quân nhỏ vây Vu Thai mà cất đại quân Nam tiến tiếp. Rằm tháng chạp, quân Ngụy tới Qua Bộ, ông ra lệnh phá nhà dân làm bè, phao tin quân Ngụy muốn vượt Trường Giang vào Kiến Khang. Kinh thành nhà Tống rơi vào tình trạng khẩn cấp, phải điều động cả con em vương công ra trận. Nhưng đến ngày 2 tháng 1 năm 451, Thái Vũ Đế hạ lệnh lui quân, chỉ bắt theo dân Tống mang về.
Ngụy Thái Vũ Đế quay trở lại Vu Thai, đòi tướng Tống Tang Chất dâng rượu. Chất sai mang bình nước tiểu cho Vua Ngụy. Thái Vũ Đế nổi giận hạ lệnh đánh thành, không tiếc mạng quân sĩ cố đánh cho được. Sau đó Vua Ngụy lại gửi thư hăm dọa Tang Chất. Chất cũng cứng cỏi, gửi thư mắng lại, lại chép giải thưởng của triều đình Lưu Tống vào thư: 
"Ai chém được Phật Ly (tức Thái Vũ Đế), phong hầu vạn hộ, thưởng 1 vạn tấm vải!"
Thái Vũ Đế càng tức giận, thúc quân đánh rát, nhưng hơn 1 tháng quân Ngụy hao tổn nhiều vẫn không hạ được thành. Lúc đó Bành Thành vẫn trong tay quân Tống, Thái Vũ Đế sợ quân địch hợp hai mặt đánh lại nên đành giải vây Vu Thai, rút về bắc.
Lúc quân Ngụy rút về qua Bành Thành, hoàng thân Lưu Nghĩa Cung không dám ra đánh. Sau đó vua Tống phát lệnh truy kích tới, quân Ngụy bèn giết hơn 1 vạn dân Tống bắt theo về vì họ đi chậm rồi toàn quân rút mau.
Chiến tranh Tống - Ngụy kết thúc năm 451. Cả hai bên đều bị thiệt hại nặng nề. Quân dân Tống bị chết không thể đếm hết, người ngựa của Bắc Ngụy cũng tổn thất một nửa; trên thực tế cả Ngụy và Tống đều là người thua.

## Chính sách
Thời kỳ đầu trong lịch sử Bắc Ngụy, nhà nước này vẫn tiếp tục thực hiện một loạt các truyền thống từ lịch sử ban đầu của mình như là bộ lạc Tiên Ti, và một số trong số này là bất thường, theo quan điểm Trung Hoa truyền thống:
- Các quan lại không nhận lương, mà trưng thu những vật dụng thiết yếu cho cuộc sống của họ trực tiếp từ những người dân do họ quản lý. Theo tiến trình phát triển của đế quốc, điều này dường như là yếu tố chính góp phần vào sự tha hóa của các quan chức. Vì thế chỉ sau hơn 100 năm kể từ khi ra đời, nhà nước này đã phải cung cấp lương bổng cho các quan lại.
- Các hoàng hậu không được chỉ định theo sự yêu mến của hoàng đế hay đẳng cấp khi sinh ra, mà các ứng viên được đưa ra xem xét trong một nghi lễ, theo đó họ phải đích thân rèn các bức tượng vàng, như là cách thức của ân huệ thần thánh. Chỉ có bà vợ nào thành công trong việc rèn tượng vàng mới có thể trở thành hoàng hậu.
- Tất cả đàn ông, không phụ thuộc vào sắc tộc, phải tết tóc thành một bím tóc và sau đó cuộn lại để đặt trên đỉnh đầu, và có một chiếc mũ đội trùm lên.
- Khi thái tử được chỉ định, mẹ của ông ta, nếu còn sống, bị buộc phải tự tử (Một số sử gia không tin rằng đây là tập tục truyền thống của người Thác Bạt, mà tin rằng nó là truyền thống được Đạo Vũ Đế đặt ra, dựa trên việc Hán Vũ Đế cho tử hình người thiếp yêu của ông là Câu Dực Phu nhân Triệu Tiệp dư, mẹ đẻ của người con trai bé nhất của ông là Lưu Phất Lăng (tức Hán Chiêu Đế sau này), trước khi chỉ định Phất Lăng làm hoàng thái tử nhằm tránh sự can thiệp của ngoại thích vào công việc triều chính.
- Do các hoàng đế không còn mẹ đẻ, vì thế khi lên ngôi, họ thông thường sẽ phong tặng cho bảo mẫu của mình tước hiệu "Bảo thái hậu" (保太后). Do vậy, Bắc Ngụy có 3 dạng hoàng thái hậu, một là mẹ đẻ của hoàng đế (truy phong), hai là bảo mẫu của hoàng đế và ba là (cựu) hoàng hậu của hoàng đế tiền nhiệm.

Khi quá trình Hán hóa của nhà nước Bắc Ngụy tăng lên thì các truyền thống tập tục này dần dần bị bãi bỏ.

### Luật pháp
Trong thời kỳ đầu, Đạo Vũ Đế dựa vào nguyên tắc giản dị để tiến hành sửa chữa pháp luật cũ ở Trung Nguyên. Ba mươi năm, sau Thái Vũ Đế sai Thôi Hạo là thủ lĩnh sĩ tộc người Hán tiến hành chỉnh lý pháp luật gồm 391 điều, trong đó những dấu vết cũ của người Tiên Ti không còn nhiều nữa. Năm 477 Hiếu Văn Đế chủ trì việc chỉnh lý pháp luật nhiều lần cùng các đại thần thảo luận việc chỉnh lý pháp luật, đích thân chấp bút để soạn thảo pháp luật. Năm 491, Bắc Ngụy ban hành bộ luật có 20 chương, 832 điều, đồng thời ban hành Ngụy lệnh.

#### Tổ chức nông dân
- Chế độ tam trưởng chế.

Năm gia đình tạo thành một lân có lân trưởng đứng đầu
- Năm lân tạo thành một lý có một lý trưởng đứng đầu.
- Năm lý tạo thành một Đảng có một Đảng trưởng đứng đầu.

Ở mỗi cấp này, những người đứng đầu đều do chính quyền trung ương chỉ định. Nhờ đó nhà nước quản lý được số hộ toàn quốc, trực tiếp quản lý thuế đến từng hộ. Các lân trưởng, lý trưởng, Đảng trưởng được hưởng đặc quyền không phải đi phu, chỉ lo việc lập hộ tịch, thu thuế và khuyến khích làm ruộng, chăn tằm trong địa phận. Tam trưởng chế xoá bỏ chế độ tôn chủ đốc bộ trước đó, ảnh hưởng đến quyền lợi của địa chủ người Tiên Ti và người Hán.

#### Chế độ quân điền
Nhằm đảm bảo cho nhà nước có thể khai hoang và cải tạo các khu vực đất đai khô cằn, hoang vu, cằn cỗi, Bắc Ngụy đã phát triển hệ thống này bằng cách chia nhỏ đất đai theo số lượng đàn ông của từng độ tuổi để gieo trồng trên đất ấy, đây là chế độ quân điền. Nhà Tùy và nhà Đường sau này đã phục hồi lại chế độ quân điền này trong thế kỷ 7.

#### Di dân
Trong thời kỳ trị vì của Đạo Vũ Đế (386-409), tổng lượng dân cư phải di dời từ các khu vực phía đông Thái Hành Sơn (lãnh thổ cũ Hậu Yên) tới Bình Thành ước chừng khoảng 460.000. Các cuộc di dời nói chung được thực hiện khi Bắc Ngụy chiếm lĩnh thêm được các lãnh thổ mới.
| Di dân thời Bắc Ngụy |                                           |                 |                   |
| Năm                  | Người                                     | Số lượng        | Nơi đến           |
| 398                  | Tiên Ti ở Hà Bắc và miền Bắc Sơn Đông     | 100.000         | Bình Thành        |
| 399                  | Các gia đình Trung Quốc lớn               | 2.000 gia đình  | Bình Thành        |
| 399                  | Nông dân Trung Quốc từ Hà Nam             | 100.000         | Sơn Tây           |
| 418                  | Tiên Ti ở Hà Bắc                          | ?               | Bình Thành        |
| 427                  | Dân cư vương quốc Hạ (Thiết Phất)         | 10.000          | Sơn Tây           |
| 432                  | Dân cư Liêu Ninh                          | 30.000 gia đình | Hà Bắc            |
| 435                  | Dân cư Thiểm Tây và Cam Túc               | ?               | Bình Thành        |
| 445                  | Nông dân Trung Quốc từ Hà Nam và Sơn Đông | ?               | Bắc sông Hoàng Hà |
| 449                  | Thợ thủ công từ Trường An                 | 2.000 gia đình  | Bình Thành        |

### Dời đô

#### Đến Bình Thành
Sau khi Đạo Vũ Đế Thác Bạt Khuê chuyển kinh đô đến Bình Thành vào năm 398 và bắt đầu áp dụng phong tục và luật lệ của người Hán (quản lý hành chính, cấu trúc bộ máy nhà nước, nghi lễ nhà nước, hệ thống tiêu chuẩn đo lường cân nặng, lịch pháp, thành lập trường học Nho giáo, buộc người Thác Bạt để tóc và đội mũ như người Hán.
Năm sau, Đạo Vũ Đế tổ chức lại chính quyền, mở rộng bộ máy chính quyền, thu thập các loại sách vở trong toàn quốc và chở về Bình Thành. Những người sử dụng đất đều được đăng ký (hộ) và các khu đất xung quanh kinh thành được phân chia cho nông dân tự canh canh tác. Phần lớn diện tích đất nông nghiệp ở miền bắc được dùng làm đồn điền quân sự, số khác được sử dụng làm mục trường chăn thả gia súc.
Bắc Ngụy mở rộng lãnh thổ, lấy Hà Tây làm mục trường rộng lớn để nuôi ngựa. Ngụy thư có ghi: "Hà Tây có nước có cỏ tốt bèn lấy làm nơi chăn thả súc vật, sinh sản nhanh chóng, ngựa có đến 2 triệu con".

#### Đến Lạc Dương
Năm 493, Hiếu Văn Đế trên danh nghĩa là đánh miền nam đã cho mang đến Hà Dương (Hà Nam) 2 triệu con ngựa, tổ chức quân túc vệ 15 vạn thường trú tại Lạc Dương, dời hộ tịch toàn bộ người vùng Đại tới Lạc Dương. Hành động này không phải chỉ là chuỵên dời đổi kinh đô mà còn có ý nghĩa chuyển đổi văn hóa quan trọng, vì Đại Đồng là đất nằm phía bắc dãy Hồng Sơn, lọt vào vùng đất chịu nhiều ảnh hưởng của văn hóa du mục, còn Lạc Dương ở vào trung tâm Thần Châu thời cổ, là kinh đô Đông Chu, Đông Hán, Ngụy, Tấn. Lạc Dương phía đông có Thánh Cao, phía tây có Hào Sơn, Dẫn Trì, sau lưng là Hoàng Hà, quay mặt sang các sông Y, sông Lạc. Dời kinh đô đến đây là để hiển thị Bắc Ngụy là chính quyền chính thống của Trung Quốc và có lợi cho việc hấp thụ mau lẹ văn hóa Hán tộc.
Chính ở cố đô Lạc Dương này, Hiếu Văn Đế tiến hành cải cách các lãnh vực kinh tế, kiến trúc thượng tầng văn hóa. Ông hạ lệnh cấm dùng chữ Hồ, ăn mặc theo lối Hồ (Hồ là khái niệm chỉ chung những dân tộc ít người phương bắc Trung Quốc), buộc nhân dân phải dùng rộng rãi tiếng Hán. Hễ bất cứ quan viên người Tiên Ti nào dưới 30 tuổi mà nói tiếng Tiên Ti trong triều đình đều bị gián chức trừ quan.
Kinh thành Lạc Dương đầu đời Bắc triều bị Ngũ Hồ tàn phá, chỉ còn có một trăm nhà, năm 494 được xây dựng lại. Vòng thành có 12 cửa, ở giữa là cung điện. Ở phía nam là khu hành chính. Trong thành và ngoài thành dân số rất đông đúc. phía tây là một chợ lớn, phía đông là một chợ nhỏ bán ngũ cốc và súc vật, phía nam là một chợ bán cá và những sản phẩm nhập khẩu. Các thương nhân nước ngoài tới ở khu riêng gọi là Tứ Di quán. Đô thành Lạc Dương có đến 10 vạn hộ, số dân khoảng trên 50 vạn người. Lạc Dương trở thành trung tâm thương mại thịnh vượng trao đổi hàng hóa với Trung Á và Tây Á.

### Hán hóa

#### Tôn giáo
Khi nhà nước Bắc Ngụy phát triển, các hoàng đế dần dà ưa thích các thể chế của người Hán và các quân sư cũng gia tăng. Thôi Hạo (381-450), một quân sư của triều đình Bắc Ngụy tại Bình Thành đóng một vai trò quan trọng trong tiến trình này. Ông giới thiệu các phương thức quản lý của người Hán cũng như luật lệ cho triều đình Bắc Ngụy, cũng như sáng tạo ra Thiên Sư đạo (một kiểu thần quyền Đạo giáo), kéo dài tới tận năm 450. Sức lôi cuốn của các sản phẩm của người Hán, khiếu thẩm mỹ hoàng gia đối với xa xỉ phẩm, uy tín của văn hóa Trung Hoa vào thời gian đó và Đạo giáo tất cả hợp lại đều là những yếu tố trong ảnh hưởng của người Hán tại nhà nước Bắc Ngụy.
Các đền chùa Phật giáo bắt đầu xuất hiện ở nhiều nơi, thay thế dần cho Đạo giáo trong vai trò của quốc giáo.
Phật giáo cũng phát triển mạnh trong giai đoạn này với 2 triệu người tu hành, 3 vạn ngôi chùa được xây. Các hang động Phật lớn như Đôn Hoàng, Long Môn được xây dựng quy mô dưới sự bảo trợ của nhà nước. Lạc Dương có đến 1.367 ngôi chùa với 3.000 nhà sư nước ngoài đến kinh thành.
Ảnh hưởng của người Hán còn gia tăng trong quá trình di chuyển kinh đô tới Lạc Dương năm 494 và Hiếu Văn Đế còn tiếp tục điều này bằng cách thiết lập chính sách Hán hóa có hệ thống, được những vị hoàng đế sau ông thực hiện tiếp. Các truyền thống Tiên Ti dần dà bị xóa bỏ.

#### Đổi họ
Hoàng gia còn đẩy quá trình Hán hóa xa hơn một bước khi đổi họ Thác Bạt của mình thành họ Nguyên. Những người họ Thác Bạt xa thì đổi làm Trưởng Tôn, họ Ất Phiên đổi thành Thúc Tôn. Các họ kép (hai chữ) đều đổi thành họ đơn (một chữ), trong đó 8 họ sang nhất là: Mục, Lục, Hạ, Lưu, Lâu, Vũ, Hệ, Uất. Sĩ tộc người Hoa thì có 4 hộ lớn nhất là Lư, Thôi, Trịnh, Vương ở Phạm Dương, Thanh Hà, Vinh Dương, Thái Nguyên; họ Lý ở Lũng Tây, Triệu Quận kém hơn một bậc. Các họ người Hán này cũng được coi là quý tộc, con gái được tuyển vào cung vua.
Các sĩ tộc khác cũng được phân chia lại theo đẳng cấp rõ ràng. Hôn nhân với các gia đình người Hán được khuyến khích. Sĩ tộc và sĩ tộc Hán dựa theo dòng dõi và đẳng cấp mà gả con cái cho nhau.

### Chế độ quân điền
Nhà Bắc Ngụy ban hành "quân điền chế", ban bố "tam trường chế" thực hành "quan lộc chế", tiến hành một loạt cải cách.
Năm 491 cho ban hành một bộ luật mới có 20 chương, 832 điều. Các quan chức trong bộ máy nhà nước được nhà nước trả lương, đó là chế độ quan lộc chế. Năm 483 ban hành quan lộc chế, chính thức cấp bổng lộc cho quan lại quy định mỗi hộ dân phải nộp hàng năm 3 xấp lụa, 2 hộc 9 đấu lúa làm nguồn để trả lương. Quan lại nếu tham ô có giá trị ngang 1 xấp lụa thì bị tử hình, năm đó nhà nước tiến hành giám sát quan viên các nơi phát hiện tại 40 nơi có quan viên tham nhũng, tất cả đều bị xử tử.

### Quân đội
Ảnh hưởng lớn của người Hán có ảnh hưởng chính đối với triều đình và tầng lớp trên của giai cấp quý tộc Thác Bạt. Quân đội bảo vệ biên cương phía bắc đế quốc và người Tiên Ti ít Hán hóa hơn bắt đầu thể hiện cảm giác thù nghịch đối với triều đình quý tộc và tầng lớp trên của xã hội dân sự. Thời kỳ đầu trong lịch sử Bắc Ngụy, phòng thủ ở biên giới phía bắc chống lại người Nhu Nhiên là quan trọng hơn cả và nghĩa vụ quân sự trên biên cương phía bắc từng được coi là danh giá và được đánh giá cao.
Trên tất cả, trong suốt lịch sử từ khi thành lập cho tới các giai đoạn đầu của nhà nước này, sức mạnh của đao kiếm và cung tên đã tạo ra và duy trì nó; nhưng khi quá trình Hán hóa của Hiếu Văn Đế được bắt đầu một cách nghiêm túc thì nghĩa vụ quân sự, cụ thể là tại biên cương phía bắc, đã không còn được coi là danh giá và các gia đình chiến binh Tiên Ti truyền thống ở biên giới phía bắc đã không còn được kính trọng và không nhận được nhiều đặc quyền đặc lợi như trước đây nữa. Các gia đình này trước đó được coi là tầng lớp trên thì hiện tại lại bị coi là tầng lớp dưới trong hệ thống cấp bậc xã hội.

### Xây dựng chính quyền và thực hiện cải cách
Văn Thành Đế lại rất sùng bái và có công trong việc phát triển Phật giáo, củng cố chính quyền trung ương. Sau khi Văn Thành Đế qua đời, nhờ sự giúp đỡ của quần thần, Phùng Hoàng hậu (Phùng Thục Nghi, cháu gái Phùng Hoằng - vua Bắc Yên) tiêu diệt triệt để âm mưu cướp ngôi của Thái Nguyên vương Ất Phất Bộ Hồn, hỗ trợ cho Hiến Văn Đế còn nhỏ tuổi. Phùng Hoàng hậu được tôn làm Phùng Thái hậu, lần đầu tiên chính thức lâm triều. Nhà nước Bắc Ngụy được củng cố mạnh mẽ dưới thời gian Phùng Thái hậu nhiếp chính và tiếp sau đó là Hiếu Văn Đế.
Dưới sự dẫn dắt và ủng hộ của Phùng Thái hậu, Hiếu Văn Đế quyết chí cải chính, phú quốc cường binh, khiến cho Bắc Ngụy ngày càng hùng mạnh, kinh tế và văn hóa phát triển từ trước tới nay chưa từng có.

### Cải cách của Hiếu Văn Đế
Nhà Bắc Ngụy từ khi dựng nước đến khi thống nhất phương bắc luôn luôn gây ra chiến tranh cướp đoạt, chiếm giữ súc vật và người rồi ban chiến lợi phẩm ấy cho tôi thần làm tài sản và nô lệ. Sự thống trị của chính quyền Bắc Ngụy vô cùng tàn bạo, áp bức giai cấp và áp bức dân tộc đan xen vào nhau. Vì vậy bị nhân dân các tộc phản kháng dữ dội mà điển hình là cuộc nổi dậy phản kháng của Cái Ngô trong thời Thái Vũ Đế. Các cuộc nổi dậy đấu tranh ấy của các dân tộc xảy ra liên miên khiến cho chính quyền Bắc Ngụy không thể không thay đổi. Vì thế mà có một loạt biện pháp biến pháp quân điền của Bắc Ngụy Hiếu Văn Đế.
Hiếu Văn Đế Nguyên Hoằng (Thác Bạt Hoằng), lên ngôi lúc mới 4 tuổi, nhưng đến năm 23 tuổi mới thực sự nắm quyền. Hiếu Văn Đế là một đế vương có hùng tâm đại chí.
Trong thời gian các năm 472 – 487, nhà Bắc Ngụy dưới sự chấp chính của Phùng Thái hậu đã ban hành quy định giải phóng thợ thủ công, cấm nhà giàu và quý tộc nuôi nô bộc, cấm phát triển nô tì, cấm bắt lương dân làm nô tì, cấm bắt người đang có tang làm nô tì, người nào phạm tội bị tử hình, vương công phạm pháp thì bị bãi bỏ tước vị, bãi bỏ độc quyền công nghiệp của nhà nước.
Chính sự thời Hiếu Văn Đế được đánh giá là đạt đến cực thịnh của thời Bắc Ngụy. Ba chính sách cải cách lớn: tam trưởng chế, quân điền chế, xâu thuế đã giảm nhẹ mâu thuẫn xã hội, tăng cường sức mạnh nhà nước trung ương tập quyền cho triều đình Bắc Ngụy. Sau khi Hiếu Văn Đế chết, số lượng hộ tăng lên gấp đôi so với lúc toàn thịnh của Tây Tấn, tổng cộng có 5 triệu hộ (khoảng 30 triệu dân), vương triều Bắc Ngụy kho lẫm đầy ắp. Năm 477, sứ thần Nhu nhiên đến Bắc Ngụy có đề nghị được dẫn đi xem các thứ quý giá của nước Ngụy. Triều đình liền cho mở kho đủ các loại châu báu khiến cho sứ giả thán phục: "Đại quốc thật hết sức giàu, trong đời chưa từng thấy".
Cuộc cải cách của họ Thác Bạt Tiên Ti tương đối thành công, chính trị Bắc Nguỵ ổn định, kinh tế phồn vinh, dân số tăng vọt, quan hệ quốc tế rộng rãi mang dáng dấp một nước lớn ở phương Đông. Hơn nữa, văn hoá phát triển, Phật giáo thịnh hành, các hang động Vân Cương, Long Môn đến nay vẫn khiến người ngưỡng mộ, khiến các quốc gia Hán tộc Nam triều hủ bại, nội loạn triền miên không thể so sánh với Bắc Ngụy, đến nỗi người Trung Quốc sau này phần lớn chỉ biết đến Bắc Nguỵ tiếng tăm lừng lẫy, mà rất ít biết những nước của người Hán cùng thời ở Nam triều như Tống, Tề.
Ông đặt ra chế độ Hán hóa và đồng hóa và tạo quyền lợi cho các sĩ tộc người Hán nhằm mục đích chia quyền lợi ngang bằng giữa người Tiên Ti và người Hán, ngăn ngừa sự chia rẽ chủng tộc làm phát sinh biến loạn.
Chính sách ưu đãi sĩ tộc của nhà Bắc Ngụy thực chất chính là sự kế tục đường lối của một số quốc gia Ngũ Hồ như Hán Triệu, Hậu Triệu, Tiền Tần, Tiền Yên, Hậu Tần... thời Ngũ Hồ thập lục quốc. Chính vì vậy, trong các cuộc khởi nghĩa chống đối của nông dân sau này, các sĩ tộc Hán không hề tham gia.

## Biến loạn cung đình
Nhà Bắc Ngụy ngay trong thời kỳ xây dựng và hưng thịnh đã xảy ra những biến cố trong cung đình.
Khi Đạo Vũ Đế Thác Bạt Khuê (386 - 409) cơ bản xây dựng được nền móng cai trị ở Trung Nguyên và mong muốn cải cách thì có những người phản đối. Điển hình trong số đó là hoàng thân Thác Bạt Nghi và Tham Sùng. Hai người vì muốn chống lại ý tưởng cải cách đã định ám hại Đạo Vũ Đế. Thác Bạt Khuê phải lo lắng đối phó với phe chống đối nên lâm bệnh. Tháng 10 năm 409, người con thứ của ông là Thác Bạt Chiêu muốn giành ngôi nên đã ám sát ông. Đạo Vũ Đế lúc đó 39 tuổi.
Con trưởng Đạo Vũ Đế là Thác Bạt Tự dẹp loạn và lên ngôi, tức là Minh Nguyên Đế (409 - 423).
Con Minh Nguyên Đế là Thái Vũ Đế Thác Bạt Đào (423 - 451) có nhiều tham vọng, trọng dụng Thôi Hạo đã xây dựng nước Bắc Ngụy giàu mạnh, thống nhất cả miền Bắc Trung Quốc. Do nghe theo lời gièm pha của hoạn quan Tông Ái, ông giết công thần Thôi Hạo và Ưu Ni Đạo Thành. Cái chết của các đại thần có quan hệ gần gũi với thái tử Thác Bạt Hoảng khiến thái tử buồn rầu lâm bệnh mất. Sau đó, Thái Vũ Đế hối hận. Tông Ái sợ mình bị liên lụy nên nhân cơ hội Thái Vũ Đế say rượu ngủ bèn đột nhập cung cấm giết vua. Năm đó ông 44 tuổi.
Tông Ái lập con Thái Vũ Đế là Nam An vương Thác Bạt Dư lên ngôi, được vài tháng lại giết đi. Quần thần rất bất bình. Trung Hội cùng Nguyên Hạ, Lục Lệ đồng mưu bắt giết Tông Ái và đón con thái tử Hoảng là Thác Bạt Tuấn mới 12 tuổi lên ngôi, tức là Ngụy Văn Thành Đế.
Văn Thành Đế chỉ sống tới 25 tuổi thì chết yểu năm 465. Con là Thác Bạt Hoàng lên thay, tức là Ngụy Hiến Văn Đế. Vì vua mới 11 tuổi nên mẹ là Phùng thái hậu nhiếp chính. Mấy năm sau, dù vua đã lớn nhưng thái hậu vẫn muốn nắm quyền không trao lại cho con, đồng thời không từ bỏ chuyện tư tình trong cung cấm. Hiến Văn đế buồn bực, muốn nhường ngôi cho chú là Tử Thôi nhưng Tử Thôi không nhận, vì thế năm 471, ông truyền ngôi cho con là Thác Bạt Hoằng mới 4 tuổi (Ngụy Hiếu Văn Đế) để lên làm thượng hoàng. Khi đó thượng hoàng mới 17 tuổi.
Năm 472, quân Nhu Nhiên ở phương bắc sang quấy phá biên giới. Thượng hoàng Hoàng thay con cầm quân đi đánh bại được Nhu Nhiên. Phùng thái hoàng thái hậu ở nhà lại cùng anh em Lý Phu, Lý Dịch tư thông. Năm 476, Thác Bạt Hoàng trở về triều, nghe chuyện không hay của mẹ, bèn bắt chém anh em Phu, Dịch. Phùng thái hoàng thái hậu tức giận về chuyện đó, bèn sai cận thần bày tiệc hạ độc giết chết thượng hoàng Thác Bạt Hoàng. Năm đó thượng hoàng mới 22 tuổi.
Như vậy ngay trong thời hưng thịnh, Bắc Ngụy đã có tới 4 vua bị giết trong cung đình, kể cả vua khai quốc Đạo Vũ Đế lẫn vua thống nhất phương bắc Thái Vũ Đế. Biến loạn chỉ trong phạm vi cung thất nên không ảnh hưởng nhiều tới tình hình xã hội, ít gây xáo trộn đời sống. Sang đầu thế kỷ 6, xung đột lan ra bên ngoài, nhiều vị vua khác liên tiếp bị sát hại và Bắc Ngụy lâm vào đại loạn.

## Suy yếu và chia cắt

### Hồ thái hậu và sự khởi đầu bạo loạn

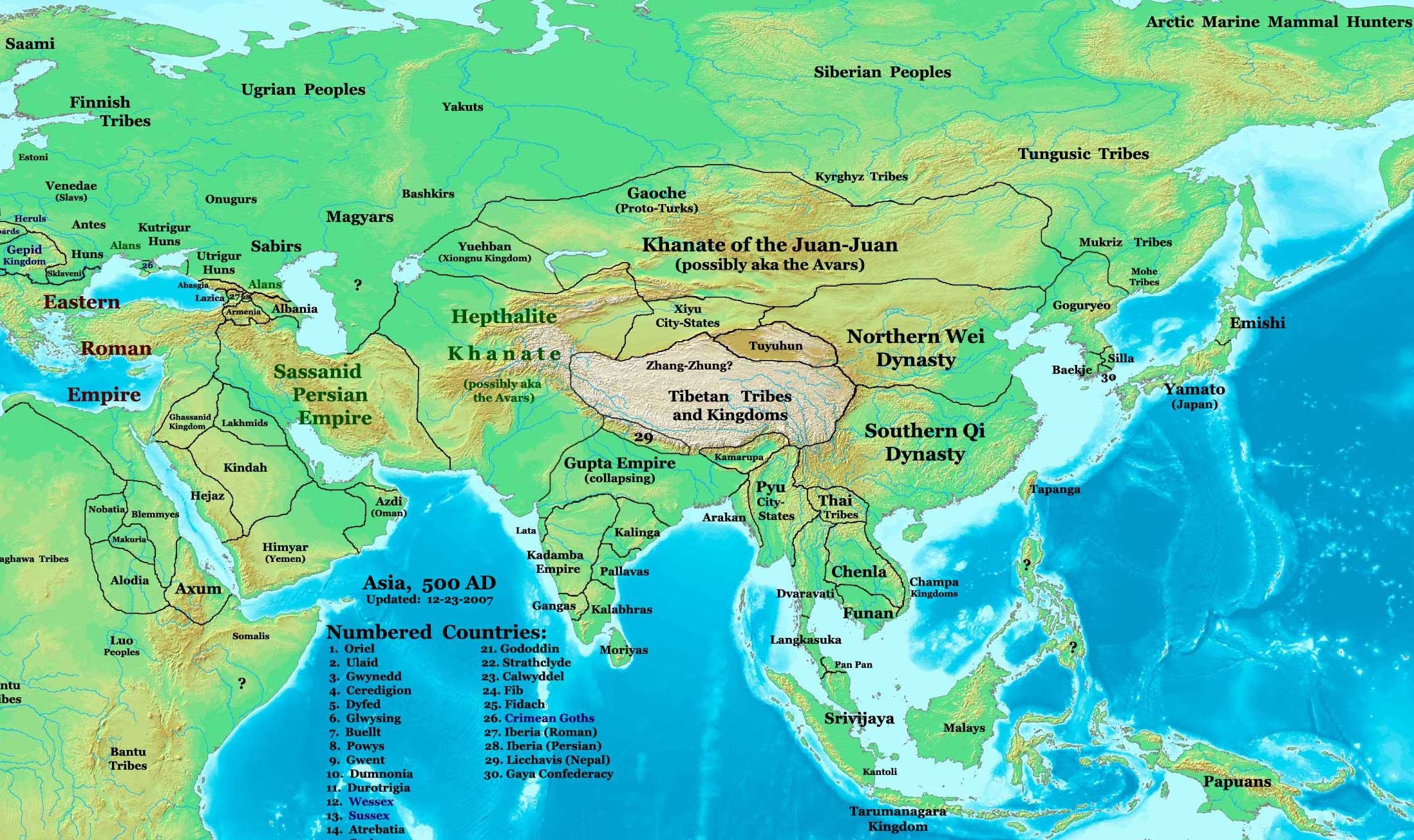
Châu Á năm 500, chỉ ra lãnh thổ của Bắc Ngụy và các quốc gia láng giềng.

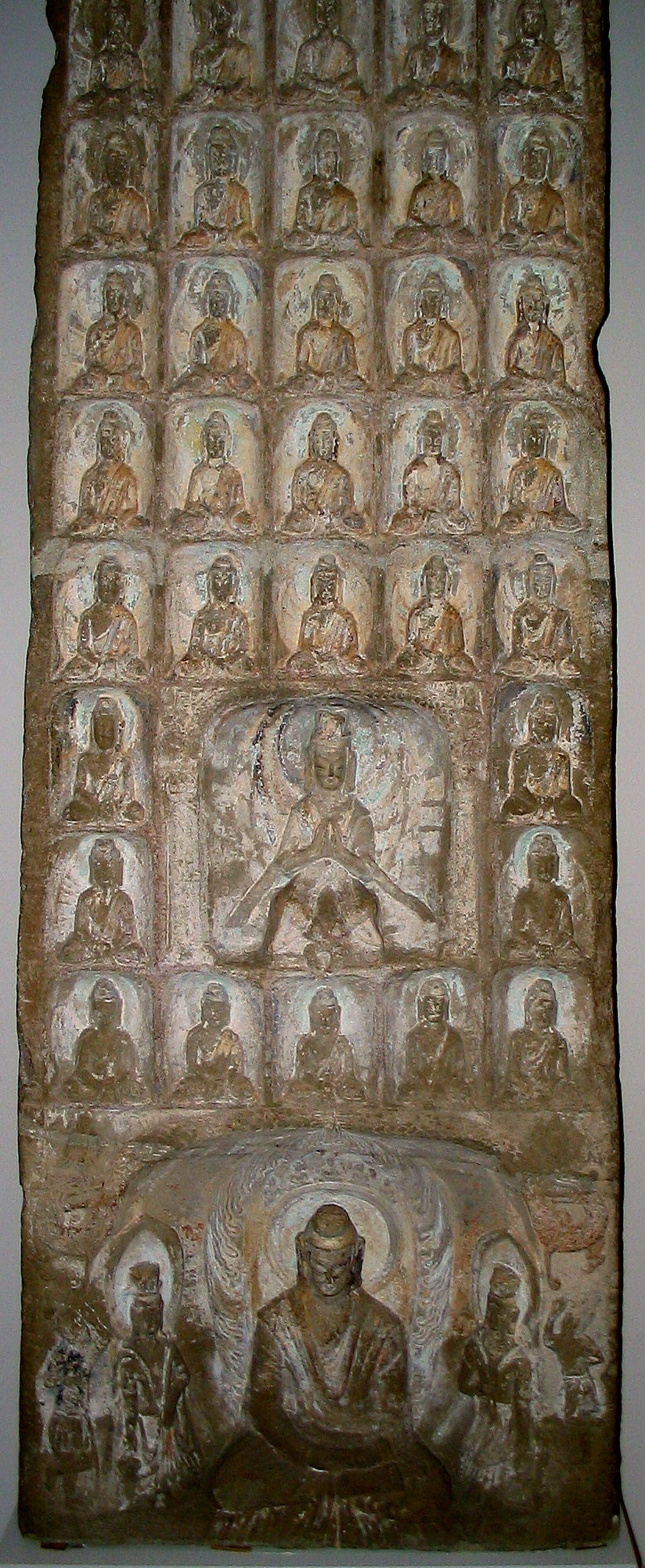
Bia mộ Phật giáo thời Bắc Ngụy, xây dựng khoảng đầu thế kỷ 6.

Mặc dù Bắc Ngụy đã có lệ xử tử mẹ thái tử nhưng đến Tuyên Vũ Đế Nguyên Khác (499 - 515) lại bỏ lệ đó, cho mẹ thái tử Nguyên Hủ là Hồ thị khỏi chết. Hồ thị được cất nhắc từ bậc thừa hoa lên sung hoa. Hồ thị lại được các hoạn quan Lưu Đằng, Hầu Cương và các đại thần Vu Trung, Thôi Quang ra sức bảo vệ nên tránh được lệ xử chết. Năm 515, Bắc Ngụy Tuyên Vũ Đế chết, con là Nguyên Hủ mới 6 tuổi lên thay, tức Bắc Ngụy Hiếu Minh Đế (515 - 528). Hồ thị được tôn làm hoàng thái phi, rồi hoàng thái hậu, nắm quyền điều hành triều đình.
Nắm được quyền hành, Hồ thái hậu mời các hoàng thân Cao Dương vương Nguyên Ung, Nhiệm Thành vương Nguyên Trừng, Thanh Hà vương Nguyên Dịch vào nắm quyền, rồi đẩy đại thần Vu Trung từng ủng hộ mình ra làm quan ở ngoài.
Hồ thái hậu cùng các thân vương đại thần ham hưởng lạc xa hoa, xây cất nhiều để thưởng ngoạn khiến dân bị lao dịch nặng. Thái hậu còn bày ra việc dắt hơn 100 vương công đại thần tới xem kho vải rồi bảo ai muốn lấy bao nhiêu cứ lấy. Kết quả là Lý Sùng và Nguyên Dung vì tham lấy nhiều nên vác quá nặng và bị ngã. Lý Sùng bị vẹo lưng, còn Nguyên Dung bị trật chân, thành trò cười nổi tiếng ở kinh thành lúc đó. Hà Gian vương Nguyên Thám lại cùng với Cao Dương vương Nguyên Ung thách nhau về sự giàu có như Thạch Sùng và Vương Khải nhà Tấn trước đây.
Giới quý tộc sống trong cảnh xa hoa nhờ tham nhũng. Hà Gian vương Nguyên Thám của cải chất đống không ai đếm xuể, còn giàu hơn cả Thạch Sùng đời Tây Tấn. Nguyên Thám cho xây Văn Bá đường tương tự như điện Huy Âm trong hoàng cung. Trong nhà có giếng ngọc, chai vàng, ngay cả sợi dây thừng để múc nước giếng cũng làm bằng một loại vàng ngũ sắc. Nguyên Thám lấy bạc làm máng ngựa, lấy vàng làm khâu mồm ngựa, khi có yến tiệc bày la liệt hơn 100 cái lọ vàng và hũ bạc, dùng bát thủy tinh, chén mã não, chén ngọc đỏ để uống rượu. Khi ăn uống xong dẫn khách đi xem các kho tàng chứa đầy vàng bạc châu báu và tơ lụa sản xuất ở các nơi. Trong nhà có hơn 300 kỹ nữ toàn người quốc sắc thiên hương. Chương Vũ vương Nguyên Dung cũng giàu có không kém. Nhưng tất cả đều không sánh được với thừa tướng Cao Dương vương Nguyên Ung (con thứ sáu của Hiến Văn Đế): trong nhà có 6.000 gia nhân, 500 mỹ nữ, dinh thự đẹp hơn cả hoàng cung, tài sản ngang với ngân khố quốc gia.
Thanh Hà vương Nguyên Dịch đẹp trai và có tài, được thái hậu yêu và cho làm phụ chính, thường hạn chế quyền hành của hoạn quan Lưu Đằng (người bảo vệ Hồ thái hậu thời trước) và Nguyên Xoa là hoàng thân họ xa và là em rể Hồ thái hậu. Nguyên Xoa và Lưu Đằng căm ghét Nguyên Dịch. Tháng 7 năm 520, hai người cùng nhau bàn mưu nói Dịch mưu phản cướp ngôi, phát động chính biến, giết chết Dịch và bắt giam Hồ thái hậu.
Thứ sử Tương Châu Trung Sơn vương Nguyên Hy phản đối việc giết Nguyên Dịch, bèn dấy quân chống Nguyên Xoa nhưng bị thủ hạ phản lại nên bị Nguyên Xoa giết chết. Năm 521, tướng Hề Khang Sinh cùng phe với Hồ thái hậu nổi dậy chống lại cũng bị giết.
Dù mời Cao Dương vương Nguyên Ung cùng nhiếp chính nhưng trên thực tế quyền hành trong tay Nguyên Xoa và Lưu Đằng. Hai người tham lam, ăn nhiều tiền đút lót để bán quan chức nên chính sự càng ngày càng rối.
Năm 523, Lưu Đằng chết. Bộ tộc Nhu Nhiên ở phía bắc nhân lúc Bắc Ngụy rối ren bèn mang quân quấy phá. Dân chúng ở vùng biên bị đói, thỉnh cầu triều đình phát lương nhưng không được đáp ứng, sáu trấn biên giới là Ốc Dã, Hoài Sóc, Vũ Xuyên, Phủ Minh, Nhu Huyền và Hoài Hoang bèn nổi dậy giết chết tướng sở tại Vu Cảnh mà khởi nghĩa. Đây là sự kiện lục trấn khởi nghĩa.

### Lục trấn khởi nghĩa
Bắc Ngụy có lập các trấn ở miền biên giới phía bắc Bình Thành, tập trung trọng binh trấn thủ để phòng ngừa người Nhu Nhiên. Các trấn đó là Hoài Sóc, Vũ Xuyên, Phủ Minh, Nhu Huyền, Hoài Hoang, Ốc Dã. Quân đồn trú đều là người dân tộc thiểu số. Bọn quan lại trấn thủ rất tham tàn, chúng chiếm hết ruộng tốt, chỉ để lại ruộng xấu và ruộng hoang cho binh sĩ và dân chúng canh tác. Ngoài ra bọn chúng còn bắt binh sĩ trồng trọt, đẵn cây, đập sắt, ăn bớt tiền lương của quân sĩ. Bắt đầu từ năm 519, các thủ lĩnh quân sự người Tiên Ti đã liên minh với nhau và nổi loạn. Năm 523, nhân dân hai trấn Hoài Hoang (huyện Cô, Hà Bắc) và Ốc Dã (Hữu Dực Kỳ, Ngạc Nhĩ Đa Tư, Nội Mông) khởi nghĩa, sau đó kéo theo lục trấn khởi nghĩa tại phía bắc Thiểm Tây. Nghĩa quân Hoài Hoang trấn giết chết quan trấn thủ Vu Cảnh, được người Tiên Ti và người Hán hưởng ứng. Nghĩa quân nhiều lần đánh bại quân triều đình, về sau phát triển thành cuộc khởi nghĩa nông dân ở Hà Bắc có quy mô lớn hơn.
Năm 525, Hiếu Minh Đế đã 16 tuổi. Hồ thái hậu bị giam cầm, năn nỉ vua con Nguyên Hủ nói với Nguyên Xoa cho ra ngoài. Nguyên Xoa không nghi ngờ, bèn thả Hồ thái hậu ra. Hai mẹ con đồng mưu với Cao Dương vương Nguyên Ung để đối phó với Nguyên Xoa, bày ra việc có người tố cáo Xoa câu kết với quân sáu trấn làm phản. Kết quả Xoa bị bắt xử tử.
Nhà Lương ở phía nam nhân lúc Bắc Ngụy khó khăn, Lương Vũ Đế Tiêu Diễn bèn tấn công lên phía bắc. Năm 526, quân Lương chiếm 52 thành ở Thọ Dương của Bắc Ngụy, triều đình Ngụy không có phương kế nào chiếm lại.
Hồ thái hậu trở lại nắm quyền hành chỉ lo hưởng lạc, tư thông với đại thần Trịnh Nghiễm. Hiếu Minh Đế khi đó đã lớn, không cam chịu bị mẹ sai khiến. Hồ thái hậu tìm cách gạt bỏ hoặc giết chết những người gần gũi với vua con nên quan hệ mẹ con ngày càng xấu.
Hiếu Minh Đế muốn dựa vào tù trưởng bộ lạc Tú Dung là Nhĩ Chu Vinh để chống lại phe thái hậu. Tháng 1 năm 528, Nhĩ Chu Vinh nghe theo mưu kế của thủ hạ Cao Hoan, chuẩn bị dấy binh đánh vào Lạc Dương với danh nghĩa "dẹp trừ Trịnh Nghiễm để làm sạch chỗ bên cạnh vua". Vinh chưa kịp phát binh thì trong triều xảy ra chính biến. Hồ thái hậu sai người hạ độc giết chết vua con Nguyên Hủ - lúc đó mới 19 tuổi - và lập cháu nội Hiếu Văn Đế là Nguyên Chiêu mới lên 3 tuổi làm vua.

### Nhĩ Chu Vinh
Xem chi tiết: Nhĩ Chu Vinh.
Lương quận công Nhĩ Chu Vinh (493 - 530), một đại tướng đang cầm quân ở Tinh Châu đã đem quân vào kinh thành can thiệp.
Nhĩ Chu Vinh tự là Thiên Bảo, người tộc Khiết Hồ ở vùng bắc Tú Dung (bắc huyện Sóc, Sơn Tây), do tổ tiên cư trú ở vùng Nhĩ Chu Xuyên nên lấy tên địa phương làm họ. Ông tổ Nhĩ Chu Vinh là Nhĩ Chu Vũ Kiện lúc Thái tổ Thác Bạt Khuê mới lên ngôi đã dẫn 1.700 võ sĩ theo giúp bình định Tấn Dương và Trung Sơn, được phong tán kỵ thường thị, phong đất 300 dặm. Đến đời ông của Nhĩ Chu Vinh là Nhĩ Chu Đại Cần được Hiếu Văn đế phong tước Lương quận công. Nhĩ Chu Vinh có tài quân sự đem quân đánh dẹp các cuộc khởi nghĩa của lục trấn, Mạc Chiết Thái Đề, Khất Phục Mạc Vu, Vạn Sĩ Ngọc Chân, Tố Hòa Bà Luân. Do có công lao nên nhà Bắc Ngụy phong làm Bác Lăng quận công, thực ấp 1.500 hộ.

#### Thao túng triều đình Lạc Dương
Nhĩ Chu Vinh nhân đó bèn khởi binh, lấy cớ "hỏi thị thần về lý do hoàng đế băng hà", phát binh từ Tấn Dương, lập Trường Lạc vương Nguyên Tử Du làm vua mới, tức Ngụy Hiếu Trang Đế (528 - 530). Trịnh Nghiễm cùng các thuộc hạ vội bỏ trốn, để mặc Hồ thái hậu. Hồ thái hậu hoảng sợ, vội bắt các cung nữ cũ của vua con Nguyên Hủ xuống tóc, bản thân mình cũng xuống tóc để xuất gia mong trốn tránh. Nhĩ Chu Vinh kéo thẳng vào kinh thành Lạc Dương. Trăm quan sợ uy thế của Vinh phải ra nghênh đón vua mới Hiếu Trang Đế. Nhĩ Chu Vinh sai bắt Hồ thái hậu và vị hoàng đế nhỏ tuổi mới Nguyên Chiêu đến Hà Âm rồi dìm chết tại sông Hoàng Hà. Còn khoảng 2.000 cận thần khác, trong đó có Cao Dương vương Nguyên Ung, cũng bị dẫn giải tới bờ sông và bị tàn sát. Đó là Sự kiện Hà Âm nổi tiếng trong lịch sử Trung Quốc.
Quân Nhĩ Chu Vinh tiến vào Lạc Dương, cướp bóc tàn phá kinh thành, dân chúng kéo nhau bỏ trốn. Nhĩ Chu Vinh gả con gái cho Hiếu Trang Đế và rút về Tấn Dương, nhưng thực tế vẫn kiểm soát triều đình.

#### Dẹp Cát Vinh
Ngoài 6 trấn biên giới dấy loạn trong thời Hiếu Minh Đế, quân nhiều nơi cũng phản triều đình. Năm 524, Hách Liên Ân người Cao Bình (Cố Nguyên, Ninh Hạ) khởi binh làm loạn, đề cử tù trưởng Sắc Lặc là Hồ Thâm lên làm Cao Bình Vương. Tại Tần Châu (Thiên Thủy, Cam Túc), Mạc Chiết Thái Đề cử binh nổi loạn, giết chết thứ sử Tần Châu chiếm thành trì. Mạc Chiết Thái Đề dẫn binh đánh chiếm Cao Bình trấn, giết quan trấn thủ Bắc Ngụy, xưng Tần Đế. Mạc Chiết Thái Đề chết, người con Mạc Chiết Niệm Sanh lên nối ngôi, tự xưng thiên tử, đặt niên hiệu Thiên Kiến (524 -527), thiết lập bá quan. Tựu Đức Hưng xưng vương ở Doanh Châu, Đỗ Lạc Chu xưng vương ở Thượng Cốc, Lưu Lãi Thăng xưng đế ở Phần Châu, Khất Phục Mạc Vu nổi dậy ở Tú Dung. Năm 526, Tiên Vu Tu Lễ dấy quân ở Tả Nhân, Định Châu. Tại Nam Tú Dung, Mặc Kỳ Ngọc Chân cũng khởi binh nổi loạn. Tại Tinh Châu, Tố Hòa Bà Luân Hiểm cũng cử binh nổi loạn.
Khi Nguyên Hủ còn sống, nhà Bắc Ngụy dùng Tiêu Bảo Dần là con Nam Tề Minh Đế làm tướng (Nhà Nam Tề bị nhà Lương cướp ngôi, Tiêu Bảo Dần bỏ chạy sang hàng Bắc Ngụy), dẹp được Mạc Chiết Niệm Sinh, lại quay sang đánh Hồ Thám. Hồ Thám tử trận nhưng thủ hạ vẫn kế tục chống lại, Bảo Dần không dẹp nổi, bị thua nhiều lần sợ bị hỏi tội bèn phản lại Bắc Ngụy, tự xưng Tề Đế ở Trường An.
Các lực lượng chống Bắc Ngụy không có sự liên hệ chặt chẽ với nhau chỉ muốn cát cứ một vùng nên Bắc Ngụy vẫn đứng vững được. Các cuộc khởi nghĩa đó tuy bị Nhĩ Chu Vinh đàn áp, song đã làm lung lay nền thống trị của nhà Bắc Ngụy.
Sau khi Hồ Thâm bị Phá Lục Hàn Bạt Lăng giết, lực lượng Hồ Thâm do Mặc Kỳ Sửu Nô thống lĩnh nổi dậy ở Lũng Tây (Thiểm Tây, Cam Túc), kiểm soát Thiểm Tây và Đông Cam Túc.
Năm 525, lực lượng vũ trang chống Bắc Ngụy mạnh nhất trong số các trấn là trấn Ốc Dã, Hoài Sóc (tây bắc Bao Đầu, Nội Mông), Vũ Xuyên (Nội Mông) do thủ lĩnh Phá Lục Hàn Bạt Lăng làm thống soái, giết tướng giữ trấn, xưng là Nguyên Chân vương, đặt niên hiệu Trấn Vương (523 - 525). Bắc Ngụy một mặt chiêu dụ các bộ tộc hưởng ứng khởi nghĩa như Sắc Lặc, một mặt câu kết với tộc Nhu Nhiên do A Na Khôi thống lĩnh cùng trấn áp quân khởi nghĩa. Năm 525, A Na Khôi thống lĩnh 10 vạn quân cùng quân Bắc Ngụy tấn công từ hai phía, Phá Lục Hàn Bạt Lăng tử trận, hơn 20 vạn trấn binh buộc phải đầu hàng nhà Bắc Ngụy, cuộc khởi nghĩa tan rã.
Cùng năm 526, Tiên Vu Tu Lễ bị thủ hạ Nguyên Hồng Hiển giết chết, một thủ hạ khác là Cát Vinh lại giết Hiển mà làm thủ lĩnh quân khởi nghĩa. Lực lượng Cát Vinh tập hợp các cánh quân khởi nghĩa khác, ngày càng lớn mạnh, xưng là Tề Đế.
Năm 528, khi Nhĩ Chu Vinh tiến vào Lạc Dương là lúc Cát Vinh phát triển lực lượng mạnh nhất, có vài chục vạn quân. Năm ấy Cát Vinh hạ thành Tín Đô, vây đánh Nghiệp Thành nhưng không hạ được.
Tháng 8 năm 528, Cát Vinh vây đánh Nghiệp Thành lần thứ 2. Tháng 9 năm đó, Nhĩ Chu Vinh cùng thủ hạ Hầu Cảnh suất lĩnh mang quân cứu Nghiệp Thành. Cát Vinh cậy quân đông có ý khinh địch. Nhĩ Chu Vinh cho quân khua khoắng bụi bay mù khiến quân địch không biết rõ quân mình nhiều hay ít rồi chia quân vây bọc đánh địch từ mấy phía. Quân Cát Vinh thua to. Cát Vinh bị bắt tại trận, thủ hạ thấy vậy đều xin hàng. Nhĩ Chu Vinh cho những người đầu hàng tùy ý giải tán, hàng chục vạn người tan đi trong một ngày. Ông lại lựa các hàng tướng có tài cất nhắc, sai quản lý những quân lính đầu hàng còn ở lại. Cát Vinh bị áp giải về Lạc Dương và bị xử chém.

#### Quyền lớn bị giết
Năm 529, Lương Vũ Đế Tiêu Diễn lại sai đại tướng Trần Khánh Chi mang quân đưa một hoàng thân Bắc Ngụy đã hàng Lương là Bắc Hải vương Nguyên Hạo về làm vua Ngụy.
Bắc Hải vương Nguyên Hạo (cháu Hiến Văn Đế) năm 528 giữ chức phiêu kị đại tướng quân, thứ sử Tương Châu , thấy xảy ra sự biến Hà Âm, liền chạy sang phía nhà Lương. Mùa đông năm 528, Lương Vũ Đế lập Nguyên Hạo làm Ngụy vương, dự định đưa về làm vua Ngụy, cho Nguyên Hạo mượn quân. Vũ Đế phái trực các tướng quân Trần Khánh Chi đem 7.000 quân đưa Nguyên Hạo về nước. Mặc dù Trần Khánh Chi chỉ mang theo ít quân song liên tiếp giành thắng lợi, sau khi xâm nhập lãnh thổ Bắc Ngụy đã đánh chiếm Truất Thành, biến nơi đây thành bàn đạp tiến quân. Hiếu Trang Đế phái Thượng Đảng vương Nguyên Thiên Mục đem quân chủ lực đánh dẹp Hình Cảo lúc đó cát cứ Sơn Đông xưng Hán vương, làm cho hậu phương Bắc Ngụy trống rỗng. Nguyên Hạo xua quân chiếm Huỳnh Thành, Đại Lương , mặc dù tướng Khâu Đại Thiên có 7 vạn quân giữ thành song không chống nổi sức tấn công mãnh liệt của Nguyên Hạo và đầu hàng. Đến mùa xuân năm 529, sau khi Trần Khánh Chi chiếm được Tuy Dương, Nguyên Hạo tuyên bố mình là vua Bắc Ngụy, đổi niên hiệu Hiếu Cơ.
Nhà Bắc Ngụy vội vàng phái đại đô đốc Đông Nam đạo Dương Dục trấn giữ Vinh Dương, thượng thư bộc xạ Nhĩ Chu Thế Long trấn giữ Hổ Lao, Tỵ Thủy, thị trung Nhĩ Chu Thế Thừa trấn giữ Ngạc Bản để bảo vệ Lạc Dương.
Tại Vinh Dương, Dương Dục bị Trần Khánh Chi bắt sống. Thượng Đảng vương Nguyên Thiên Mục sau khi đánh dẹp xong Hình Cảo kéo quân tới Vinh Dương, bị Trần Khánh Chi đánh bại. Nhĩ Chu Thế Long ở Hổ Lao nghe tin thất lợi liền bỏ thành chạy trốn. Sau khi Vinh Dương và Hổ Lao thất thủ, Lạc Dương không còn cứ điểm nào che chở, triều thần Bắc Ngụy hoang mang định dời về Trường An nhưng trung thư xá nhân Cao Đạo Mục đề nghị Hiếu Trang Đế lui về quận Hà Nội, xuống chiếu cần vương.
Sau 47 trận đánh thắng liên tiếp, Trần Khánh Chi chiếm được 32 thành của Bắc Ngụy. Mùa hè năm 529, khi quân Ngụy không chống nổi sức tấn công của quân Lương, Hiếu Trang Đế đã phải dời bỏ kinh đô Lạc Dương đến quận Hà Nội, và Nguyên Hạo tiến vào Lạc Dương. Tại Lạc Dương, Lâm Hoài vương Nguyên Úc, An Phong vương Nguyên Diên Minh và văn võ bá quan niêm phong phủ khố đón Nguyên Hạo vào thành. Nguyên Hạo phong Trần Khánh Chi làm thị trung kiêm xa kị tướng quân. Các châu quận ở nam Hoàng Hà đua nhau quy phục Nguyên Hạo. Nguyên Hạo thỏa chí, ngày đêm chìm đắm trong tửu sắc.
Tuy nhiên lúc này Nguyên Hạo không muốn phụ thuộc nước Lương nữa, chuẩn bị thoát li khỏi sự ràng buộc của nhà Lương. Trần Khánh Chi nhận thấy điều đó nên đã có sự cảnh giác, nội bộ xuất hiện nghi kị, rạn nứt.
Tháng 6 nhuận năm đó, Nhĩ Chu Vinh từ Tấn Dương mang quân phản công đánh Lạc Dương, đánh tan quân Nguyên Quán Thụ (con Nguyên Hạo), bắt sống Nguyên Quán Thụ. Đại quân Nhĩ Chu Vinh đánh thốc về Lạc Dương và tái chiếm Lạc Dương không gặp trở ngại nào, Nguyên Hạo tập hợp được mấy trăm quân kỵ bỏ Lạc Dương chạy về phía nam đến Lâm Dĩnh  thì bị lính huyện ở đây giết chết. Quân Trần Khánh Chi thất bại phải rút về nước, chạy đến sông Tung Cao, Khánh Chi phải cạo râu tóc giả làm hòa thượng mới thoát về đến nước Lương.
Sang năm 530, các thủ hạ của Nhĩ Chu Vinh lần lượt dẹp được các trấn làm phản từ thời Nguyên Hủ. Tiêu Bảo Dần cũng bị bắt sống ở Bình Thành. Vinh đã tái thống nhất phần lớn Bắc Ngụy như thời hòa bình trước đây. Công lao và quyền lực của Nhĩ Chu Vinh rất cao. Ông chi phối mọi công việc triều chính, vị Hoàng đế mới lập trên thực tế không có quyền hành thực sự và phần lớn các quyết sách đều qua tay Nhĩ Chu Vinh. Hiếu Trang Đế không cam tâm bị cướp quyền, bèn lập mưu trừ khử.
Tháng 9 năm 530, Nhĩ Chu Vinh vào triều, bị Hiếu Trang Đế sai mấy thân tín phục binh chém chết.

### Cao Hoan diệt họ Nhĩ Chu
Xem chi tiết: Cao Hoan.

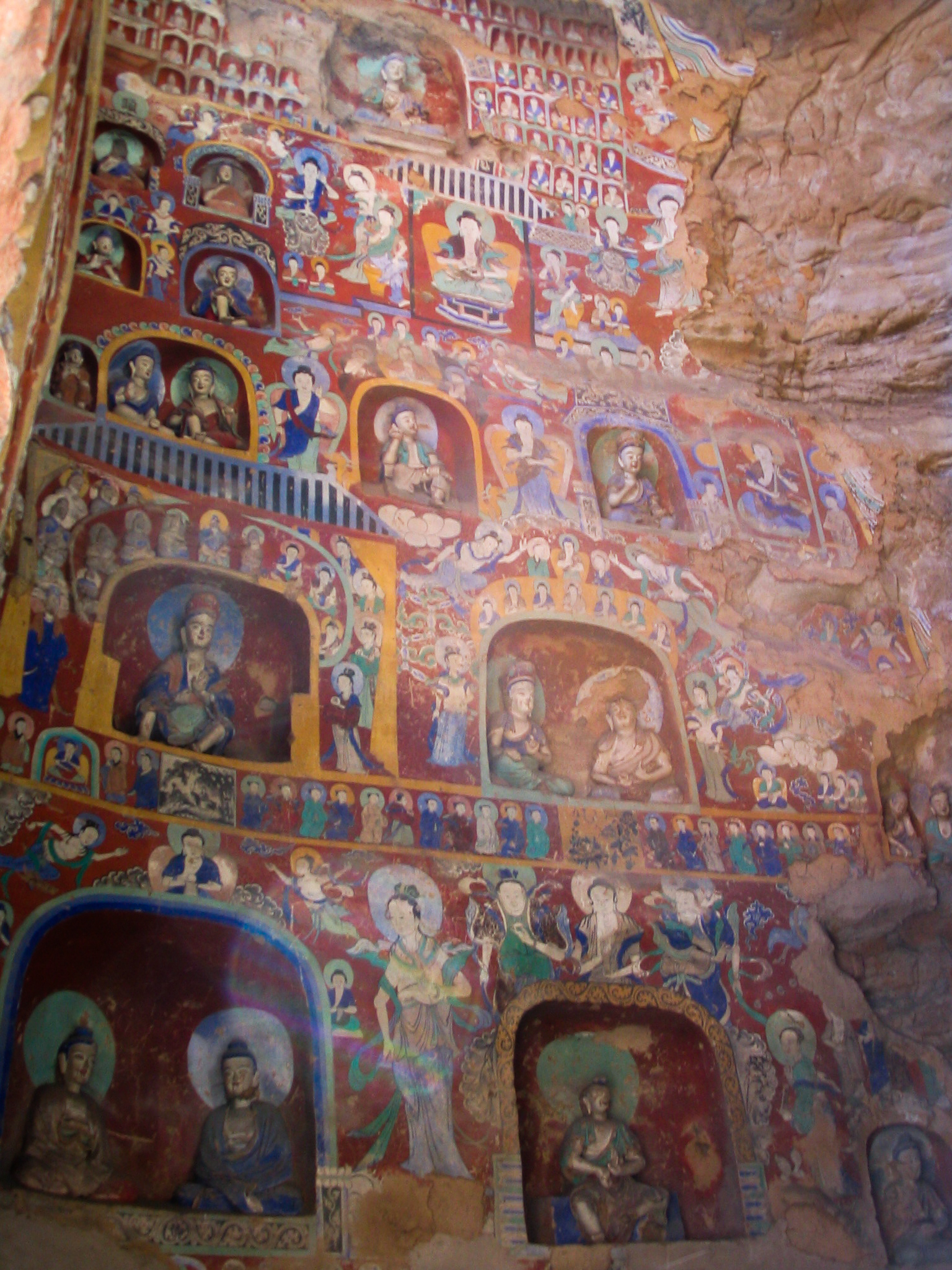
Bích họa và các bức tượng nhỏ tại hang đá Vân Cương, thời Bắc Ngụy, thế kỷ 5-6.

Cái chết của Nhĩ Chu Vinh đã dẫn tới nội chiến, ban đầu là giữa bè Đảng Nhĩ Chu Vinh với Hiếu Trang Đế. Cháu họ Vinh là Nhĩ Chu Triệu, Nhĩ Chu Thế Long lập thái thú Thái Nguyên là Trường Quảng vương Nguyên Diệp làm vua mới ở Tấn Dương, tháng 11 năm 530 mang quân tấn công Lạc Dương. Khi biết tin quân Nhĩ Chu khởi hành, Hiếu Trang Đế đã sai người mang thư tới cầu viện thủ lĩnh Hạt Đậu Lăng Bộ Phiên tới đánh bộ Tú Dung của họ Nhĩ Chu. Quân Bộ Phiên chưa kịp tới thì tháng 12, quân Nhĩ Chu hạ thành Lạc Dương, bắt Hiếu Trang Đế giết chết. Khi đó Hiếu Trang Đế mới 24 tuổi.
Quân Bộ Phiên đánh Hà Tây, Nhĩ Chu Triệu không chống nổi, bèn cầu cứu thủ hạ cũ của Nhĩ Chu Vinh là Cao Hoan đang làm thứ sử Tấn Châu. Cao Hoan hợp binh với họ Nhĩ Chu giết chết Bộ Phiên, được sự tín nhiệm rất cao của họ Nhĩ Chu.
Vài chục vạn quân của Cát Vinh trước đây được Nhĩ Chu Vinh cho giải tán, chạy về ngụ ở Tinh Châu, Tứ Châu, bị người Khiết Hồ khinh rẻ ngược đãi, thành ra phát sinh biến loạn trong vùng. Nhĩ Chu Triệu lo lắng, bèn hỏi kế Cao Hoan. Cao Hoan xin đi chinh phạt, rồi nhân đó li khai họ Nhĩ Chu, chiếm đóng Ký Châu.
Sang tháng 2 năm 531, Nhĩ Chu Triệu lại phế Nguyên Diệp mà lập cháu Hiếu Văn Đế là Nguyên Cung làm vua, tức là Tiết Mẫn Đế.
Cao Hoan muốn mộ binh đánh họ Nhĩ Chu, bèn phao ra tin rằng họ Nhĩ Chu muốn mang lưu dân sáu trấn cấp cho người Khiết Hồ làm tôi tớ. Những người đó rất hoảng sợ, đều xin theo Cao Hoan phản lại họ Nhĩ Chu. Nhân lúc nhuệ khí binh sĩ lên cao, tháng 6 năm 531, Cao Hoan khởi binh đánh họ Nhĩ Chu ở Tín Đô, lập thái thú Bột Hải là Nguyên Lãng làm vua, tức là Ngụy An Định Vương.
Lực lượng họ Nhĩ Chu đông và mạnh hơn Cao Hoan nhiều nhưng mất đoàn kết. Nhĩ Chu Thế Long làm thượng thư lệnh ở Lạc Dương, khống chế Tiết Mẫn Đế; Nhĩ Chu Triệu chiếm cứ Tấn Dương; Nhĩ Chu Thiên Quang làm thứ sử Ung Châu, chiếm cứ Quan Lũng; Nhĩ Chu Trọng Viễn trấn thủ Đại Lương, địa bàn có Từ Châu và Duyện Châu; 4 người không ai theo ai.
Cao Hoan dấy binh, Trọng Viễn và Triệu ra quân đánh - Trọng Viễn đóng ở Bình Dương, còn Triệu đóng ở Tỉnh Hình. Cao Hoan tung tin li gián rằng:
Anh em Trọng Viễn và Thế Long muốn diệt Nhĩ Chu Triệu
Nhĩ Chu Triệu đồng mưu với Cao Hoan để giết anh em Trọng Viễn.
Họ Nhĩ Chu nghi ngờ lẫn nhau. Trọng Viễn không đánh mà rút quân. Cao Hoan thừa cơ Nhĩ Chu Triệu cô thế hoang mang, bèn tiến quân đánh bại Triệu, mang quân vây Nghiệp Thành. Triệu bỏ chạy về Tấn Dương. Tháng 1 năm 532, ông hạ được Nghiệp Thành.
Họ Nhĩ Chu lúc nguy cấp lại liên minh chống Cao Hoan. Tháng 3 năm 532, Nhĩ Chu Thiên Quang từ Trường An, Nhĩ Chu Triệu từ Tấn Dương, Nhĩ Chu Độ Tân từ Lạc Dương, Nhĩ Chu Trọng Viễn từ Đông Quận cùng hội quân ở gần Nghiệp Thành, có tất cả 20 vạn quân. Nhưng trong nội bộ quân Nhĩ Chu cũng vẫn rạn nứt, tướng Hạ Bạt Thắng chưa đánh đã sang hàng Cao Hoan. Cao Hoan chỉ có 3 vạn quân bộ và 3.000 quân kỵ. Ông sai buộc lừa ngựa chắn hết đường về khiến quân sĩ chỉ còn đường tử chiến, đại phá quân Nhĩ Chu, giành chiến thắng quyết định.
Sau khi thua trận, tháng 4 năm 532, một tướng đồng mưu với Hạ Bạt Thắng bên quân Nhĩ Chu là Hộc Tư Thung về Lạc Dương giết chết Thế Long, Ngạn Bá, bắt sống Độ Tân và Thiên Quang giao cho Cao Hoan. Trọng Viễn chạy về nam đầu hàng Lương Vũ Đế. Một thuộc tướng khác của họ Nhĩ Chu là Hạ Bạt Nhạc giết Nhĩ Chu Hiển Thọ đang trấn giữ Trường An để đầu hàng Cao Hoan.
Cao Hoan tiến vào Lạc Dương, giết Tiết Mẫn Đế do họ Nhĩ Chu lập nên và giết cả An Định vương Nguyên Lãng do mình lập, dựng Nguyên Tu làm vua, tức là Ngụy Hiếu Vũ Đế.
Cao Hoan làm đại thừa tướng, cầm quyền chính nhà Bắc Ngụy. Tháng 7 năm 532, ông mang quân đánh Nhĩ Chu Triệu ở Tấn Dương. Triệu bỏ Tấn Dương chạy về Tú Dung. Cuối năm, ông điều Đậu Thái đánh úp Tú Dung, tháng 1 năm 533 thì phá được Tú Dung. Nhĩ Chu Triệu bỏ chạy rồi tự tử. Họ Nhĩ Chu bị tiêu diệt.

### Đông Tây hai vua
Xem chi tiết: Vũ Văn Thái.
Diệt được họ Nhĩ Chu, Cao Hoan tính đến thủ hạ còn sót lại của họ này là Hạ Bạt Nhạc ở Quan Trung. Dù Nhạc đã hàng nhưng không có ý thần phục. Cao Hoan muốn điều Nhạc lên Tinh Châu, Nhạc không muốn rời Quan Trung nên từ chối.
Trong khi đó chính Ngụy Hiếu Vũ Đế Nguyên Tu cũng không muốn bị Cao Hoan khống chế nên muốn dựa vào anh em họ Hạ Bạt, cho Hạ Bạt Thắng làm thứ sử Kinh Châu.
Cao Hoan quyết tâm giải quyết họ Hạ Bạt. Năm 534, ông sai thứ sử Tần Châu là Hầu Mạc Trần Duyệt nhân lúc bất ngờ giết chết Hạ Bạt Nhạc trong tiệc. Thủ hạ Nhạc bèn tôn thuộc tướng của Nhạc là Vũ Văn Thái lên thay.
Vũ Văn Thái lấy cớ báo thù cho Nhạc, đánh thẳng vào Thượng Khuê. Hầu Mạc Trần Duyệt thua trận tự sát. Hiếu Vũ Đế bèn phong cho Thái làm đại đô đốc Quan Tây.
Mùa hè năm 534, Hiếu Vũ Đế giả tiếng đi đánh Lương Vũ Đế, định điều quân đánh vào Tấn Dương là căn cứ mới của Cao Hoan. Mưu ấy không lừa được Cao Hoan, ông cũng dâng biểu nói sẽ đi cùng vua Ngụy đánh Lương. Hai bên thư từ qua lại, cuối cùng đổ lỗi cho nhau, thành ra càng thêm oán giận.
Cuối cùng Hiếu Vũ Đế cũng dời Lạc Dương, nhưng chủ ý sang Quan Trung với tập đoàn quân phiệt Quan Lũng của Vũ Văn Thái chứ không phải đánh Lương. Cao Hoan mang quân truy sát. Tháng 7 năm đó, Hiếu Vũ Đế chạy sang phía tây, thủ hạ trốn hết. Tháng 8, Vũ Văn Thái đón Hiếu Vũ Đế vào Quan Trung. Gặp được bộ hạ Vũ Văn Thái ra tiếp đón, Hiếu Vũ Đế bèn nói:
"Nước sông Hoàng Hà thì chảy về đông, còn ta thì đi về tây, Sau nếu có về được Lạc Dương, toàn bộ đều là công lao của các vị!"
Hạ Bạt Thắng ở Kinh Châu muốn hưởng ứng Hiếu Vũ Đế, bị thủ hạ Cao Hoan là Hầu Cảnh đánh bại, phải chạy về nam hàng Lương Vũ Đế.
Cao Hoan không bắt được Nguyên Tu, bèn lập Nguyên Thiện Kiến làm vua mới, tức là Đông Ngụy Hiếu Tĩnh Đế. Thấy Lạc Dương gần họ Vũ Văn, ông thiên đô về Nghiệp Thành.
Nguyên Tu ở với họ Vũ Văn, nhưng Vũ Văn Thái là kẻ có hùng tài đại lược nên cực kỳ dè chừng. Bởi Nguyên Tu vốn chẳng phải là kẻ cam chịu nghe lời người khác, đến kẻ kiêu hùng như Cao Hoan mà còn dám phản kháng, huống hồ là kẻ thực lực chẳng thể bằng được Cao Hoan như Vũ Văn Thái. Bởi thế Vũ Văn Thái tuy trước mặt tôn làm đế, nhưng một mình chiếm toàn bộ quyền lực. Lâu cũng không coi vào mắt được, chỉ qua được bốn tháng Vũ Văn Thái bèn phái người dùng rượu độc giết chết Nguyên Tu. Vì Nguyên Tu rời bỏ sang tây nên còn được gọi là Xuất Đế. Thái lập Nam Dương vương Nguyên Bảo Cự lên ngôi, tức Tây Ngụy Văn Đế.
Cả Cao Hoan và Vũ Văn Thái tuyên lập những người thừa kế kình địch lên ngai vàng Bắc Ngụy, dẫn tới sự chia cắt lãnh thổ Bắc Ngụy thành hai nhà nước từ khoảng năm 534-535 thành Đông Ngụy và Tây Ngụy.

## Sụp đổ
Cả hai triều đại Đông Ngụy lẫn Tây Ngụy đều chỉ là con rối trong tay các quyền thần từ khi thành lập và không tồn tại lâu. Năm 550, con trai Cao Hoan là Cao Dương buộc Hiếu Tĩnh Đế của Đông Ngụy phải nhường ngôi cho mình, kết thúc nhà Đông Ngụy và thành lập Bắc Tề. Tương tự, năm 556, cháu Vũ Văn Thái là Vũ Văn Hộ cũng buộc Cung Đế của Tây Ngụy phải nhường ngôi cho con trai Vũ Văn Thái là Vũ Văn Giác, kết thúc Tây Ngụy và lập ra Bắc Chu, chấm dứt hoàn toàn sự trị vì của các hậu duệ từ triều Bắc Ngụy.
Cái chết của vua cuối cùng trong tình trạng thống nhất của Bắc Ngụy là Hiếu Vũ Đế đầu năm 535 được xem là mốc kết thúc của nhà Bắc Ngụy. Nhà Bắc Ngụy tồn tại 149 năm, có tất cả 15 vua.
Bắc Ngụy chính là một trong các triều đại Trung Quốc xảy ra nhiều biến động và đau thương nhất trong cung đình: 
- Triều đại này có nhiều vua yểu mệnh (qua đời khi chưa đầy 35 tuổi) và bị sát hại nhất (11/15 vua).
- Triều Bắc Ngụy đặt ra quy tắc "tử quý mẫu tử", tức là nếu con được lập làm thái tử thì người mẹ đẻ phải bị giết. Quy tắc tàn nhẫn này để tránh việc ngoại thích chuyên quyền, nhưng trớ trêu là triều Bắc Ngụy vẫn không tránh được việc có một số vị hoàng hậu, thái hậu khống chế triều chính. Sau hơn 100 năm, quy tắc này mới bị bãi bỏ vào khoảng năm 510, vào thời Bắc Ngụy Tuyên Vũ Đế.
- Điều đáng chú ý là triều Bắc Ngụy có 1 vị vua bị mẹ nuôi sát hại (Hiến Văn Đế bị giết bởi Phùng thái hậu) và 1 vị vua bị chính mẹ ruột sát hại (Hiếu Minh Đế bị giết bởi Hồ thái hậu). Việc giết vua của Phùng thái hậu và Hồ thái hậu lại cũng đều xuất phát từ sự dâm loạn của 2 bà thái hậu này. Trong lịch sử Trung Quốc, họ là 2 trong số rất ít những vị thái hậu đã dám tư thông với nhân tình dù đã ở ngôi thái hậu, rồi sau đó vì nhân tình mà họ đã bất chấp tình nghĩa mà sát hại nhà vua.

## Các hoàng đế
| Thụy hiệu (諡號) | Họ, tên                 | Trị vì  | Niên hiệu (年號), thời gian dùng |
| --- | ----------------------- | ------- | --- |
| Nhà Bắc Ngụy 386-535 |                         |         | |
| Các gia đình hoàng tộc Thác Bạt đổi họ thành Nguyên (元) trong thời kỳ trị vì của Hiếu Văn Đế năm 496 vì thế họ của những người trong bảng này cũng đổi thành Nguyên kể từ đó. |                         |         | |
| Thái Tổ Đạo Vũ Đế (道武帝) | Thác Bạt Khuê (拓拔珪)  | 386-409 | Đăng Quốc (登國) 386-396 Hoàng Thủy (皇始) 396-398 Thiên Hưng (天興) 398-404 Thiên Tứ (天賜) 404-409                                                                  |
| Thái Tông Minh Nguyên Đế (明元帝) | Thác Bạt Tự (拓拔嗣)    | 409-423 | Vĩnh Hưng (永興) 409-413 Thần Thụy (神瑞) 414-416 Thái Thường (泰常) 416-423                                                                                          |
| Thế Tổ Thái Vũ Đế (太武帝) | Thác Bạt Đảo (拓拔燾)   | 424-452 | Thủy Quang (始光) 424-428 Thần Gia (神麚) 428-431 Duyên Hòa (延和) 432-434 Thái Duyên (太延) 435-440 Thái Bình Chân Quân (太平真君) 440-451 Chính Bình (正平) 451-452 |
| Nam An Ẩn Vương (南安隱王) | Thác Bạt Dư (拓拔余)    | 452     | Thừa Bình (承平) 452 |
| Cao Tông Văn Thành Đế (文成帝) | Thác Bạt Tuấn (拓拔濬)  | 452-465 | Hưng An (興安) 452-454 Hưng Quang (興光) 454-455 Thái An (太安) 455-459 Hòa Bình (和平) 460-465                                                                       |
| Hiến Tổ Hiến Văn Đế (獻文帝) | Thác Bạt Hoằng (拓拔弘) | 466-471 | Thiên An (天安) 466-467 Hoàng Hưng (皇興) 467-471 |
| Cao Tổ Hiếu Văn Đế (孝文帝) | Nguyên Hoành (元宏)     | 471-499 | Diên Hưng (延興) 471-476 Thừa Minh (承明) 476 Thái Hòa (太和) 477-499                                                                                                 |
| Thế Tông Tuyên Vũ Đế (宣武帝) | Nguyên Khác (元恪)      | 499-515 | Cảnh Minh (景明) 500-503 Chính Thủy (正始) 504-508 Vĩnh Bình (永平) 508-512 Duyên Xương (延昌) 512-515                                                                |
| Tư Tông Hiếu Minh Đế (孝明帝) | Nguyên Hủ (元詡)        | 516-528 | Hi Bình (熙平) 516-518 Thần Quy (神龜) 518-520 Chính Quang (正光) 520-525 Hiếu Xương (孝昌) 525-527 Vũ Thái (武泰) 528                                                |
| Thương Đế (殤皇帝) |                         | 528     | Vũ Thái (武泰) 528 |
| Ấu Chủ (幼主) | Nguyên Chiêu (元釗)     | 528     | Vũ Thái (武泰) 528 |
| Cảnh Tông Hiếu Trang Đế (孝莊帝) | Nguyên Tử Du (元子攸)   | 528-530 | Kiến Nghĩa (建義) 528 Vĩnh An (永安) 528-530 |
| Trường Quảng vương (長廣王) | Nguyên Diệp (元曄)      | 530-531 | Kiến Minh (建明) 530-531 |
| Tiết Mẫn Đế (節閔帝) | Nguyên Cung (元恭)      | 531-532 | Phổ Thái (普泰) 531-532 |
| An Định vương (安定王) | Nguyên Lãng (元朗)      | 531-532 | Trung Hưng (中興) 531-532 |
| Hiếu Vũ Đế (孝武帝) hay Xuất Đế (出帝) | Nguyên Tu (元脩)        | 532-535 | Thái Xương (太昌) 532 Vĩnh Hưng (永興) 532 Vĩnh Hi (永熙) 532-535 |

## Thế phả các hoàng đế
|                                                 |                                                 |                                                 |                                                 |                                                 |                                                 |                             |                             |                                               |                                               |                                               |                                               |                                               |                                               |  |  |                                                  |                                                  |                                                  |                                                  |                                                  |                                                  |  |  |                                              |                                              |                                              |                                              |                                              |                                              |  |  |                                                    |                                                    |                                                    |                                                    |                                                    |                                                    |  |  |                                                             |                                                             |                                                             |                                                             |                                                             |                                                             |  |  | Thác Bạt Sách Đầu bộ                             | Thác Bạt Sách Đầu bộ                             | Thác Bạt Sách Đầu bộ                             | Thác Bạt Sách Đầu bộ                             | Thác Bạt Sách Đầu bộ                             | Thác Bạt Sách Đầu bộ                             |  |  |                                                     |                                                     |                                                     |                                                     |                                                     |                                                     |                                               |                                               | Thời kỳ tam phân                              | Thời kỳ tam phân                              | Thời kỳ tam phân                           | Thời kỳ tam phân                           | Thời kỳ tam phân                           | Thời kỳ tam phân                           |  |  |                                                  |                                                  |                                                  |                                                  |                                                  |                                                  |  |  |  |  |  |  |  |  |  |  |  |  |  |  |  |  |  |  |  |  |
|                                                 |                                                 |                                                 |                                                 |                                                 |                                                 |                             |                             |                                               |                                               |                                               |                                               |                                               |                                               |  |  |                                                  |                                                  |                                                  |                                                  |                                                  |                                                  |  |  |                                              |                                              |                                              |                                              |                                              |                                              |  |  |                                                    |                                                    |                                                    |                                                    |                                                    |                                                    |  |  |                                                             |                                                             |                                                             |                                                             |                                                             |                                                             |  |  | Thác Bạt Sách Đầu bộ                             | Thác Bạt Sách Đầu bộ                             | Thác Bạt Sách Đầu bộ                             | Thác Bạt Sách Đầu bộ                             | Thác Bạt Sách Đầu bộ                             | Thác Bạt Sách Đầu bộ                             |  |  | Đại                                                 |                                                     |                                                     |                                                     |                                                     |                                                     |                                               |                                               | Thời kỳ tam phân                              | Thời kỳ tam phân                              | Thời kỳ tam phân                           | Thời kỳ tam phân                           | Thời kỳ tam phân                           | Thời kỳ tam phân                           |  |  |                                                  |                                                  |                                                  |                                                  |                                                  |                                                  |  |  |  |  |  |  |  |  |  |  |  |  |  |  |  |  |  |  |  |  |
|                                                 |                                                 |                                                 |                                                 |                                                 |                                                 |                             |                             |                                               |                                               |                                               |                                               |                                               |                                               |  |  |                                                  |                                                  |                                                  |                                                  |                                                  |                                                  |  |  |                                              |                                              |                                              |                                              |                                              |                                              |  |  |                                                    |                                                    |                                                    |                                                    |                                                    |                                                    |  |  |                                                             |                                                             |                                                             |                                                             |                                                             |                                                             |  |  | Nam Lương                                        |                                                  |                                                  |                                                  |                                                  |                                                  |  |  |                                                     |                                                     |                                                     |                                                     |                                                     |                                                     |                                               |                                               |                                               |                                               |                                            |                                            |                                            |                                            |  |  |                                                  |                                                  |                                                  |                                                  |                                                  |                                                  |  |  |  |  |  |  |  |  |  |  |  |  |  |  |  |  |  |  |  |  |
|                                                 |                                                 |                                                 |                                                 |                                                 |                                                 |                             |                             |                                               |                                               |                                               |                                               |                                               |                                               |  |  |                                                  |                                                  |                                                  |                                                  |                                                  |                                                  |  |  |                                              |                                              |                                              |                                              |                                              |                                              |  |  |                                                    |                                                    |                                                    |                                                    |                                                    |                                                    |  |  |                                                             |                                                             |                                                             |                                                             |                                                             |                                                             |  |  |                                                  |                                                  |                                                  |                                                  |                                                  |                                                  |  |  | Bắc Ngụy                                            |                                                     |                                                     |                                                     |                                                     |                                                     |                                               |                                               |                                               |                                               |                                            |                                            |                                            |                                            |  |  |                                                  |                                                  |                                                  |                                                  |                                                  |                                                  |  |  |  |  |  |  |  |  |  |  |  |  |  |  |  |  |  |  |  |  |
|                                                 |                                                 |                                                 |                                                 |                                                 |                                                 |                             |                             |                                               |                                               |                                               |                                               |                                               |                                               |  |  |                                                  |                                                  |                                                  |                                                  |                                                  |                                                  |  |  |                                              |                                              |                                              |                                              |                                              |                                              |  |  |                                                    |                                                    |                                                    |                                                    |                                                    |                                                    |  |  |                                                             |                                                             |                                                             |                                                             |                                                             |                                                             |  |  | Đông Ngụy                                        |                                                  |                                                  |                                                  |                                                  |                                                  |  |  |                                                     |                                                     |                                                     |                                                     |                                                     |                                                     |                                               |                                               |                                               |                                               |                                            |                                            |                                            |                                            |  |  |                                                  |                                                  |                                                  |                                                  |                                                  |                                                  |  |  |  |  |  |  |  |  |  |  |  |  |  |  |  |  |  |  |  |  |
|                                                 |                                                 |                                                 |                                                 |                                                 |                                                 |                             |                             |                                               |                                               |                                               |                                               |                                               |                                               |  |  |                                                  |                                                  |                                                  |                                                  |                                                  |                                                  |  |  |                                              |                                              |                                              |                                              |                                              |                                              |  |  |                                                    |                                                    |                                                    |                                                    |                                                    |                                                    |  |  |                                                             |                                                             |                                                             |                                                             |                                                             |                                                             |  |  |                                                  |                                                  |                                                  |                                                  |                                                  |                                                  |  |  | Tây Ngụy                                            |                                                     |                                                     |                                                     |                                                     |                                                     |                                               |                                               |                                               |                                               |                                            |                                            |                                            |                                            |  |  |                                                  |                                                  |                                                  |                                                  |                                                  |                                                  |  |  |  |  |  |  |  |  |  |  |  |  |  |  |  |  |  |  |  |  |
|                                                 |                                                 |                                                 |                                                 |                                                 |                                                 |                             |                             |                                               |                                               |                                               |                                               |                                               |                                               |  |  |                                                  |                                                  |                                                  |                                                  |                                                  |                                                  |  |  |                                              |                                              |                                              |                                              |                                              |                                              |  |  |                                                    |                                                    |                                                    |                                                    |                                                    |                                                    |  |  |                                                             |                                                             |                                                             |                                                             |                                                             |                                                             |  |  |                                                  |                                                  | nhận nuôi                                        |                                                  |                                                  |                                                  |  |  |                                                     |                                                     |                                                     |                                                     |                                                     |                                                     |                                               |                                               |                                               |                                               |                                            |                                            |                                            |                                            |  |  |                                                  |                                                  |                                                  |                                                  |                                                  |                                                  |  |  |  |  |  |  |  |  |  |  |  |  |  |  |  |  |  |  |  |  |
|                                                 |                                                 |                                                 |                                                 |                                                 |                                                 |                             |                             |                                               |                                               |                                               |                                               |                                               |                                               |  |  |                                                  |                                                  |                                                  |                                                  |                                                  |                                                  |  |  |                                              |                                              |                                              |                                              |                                              |                                              |  |  | Thành Đế Thác Bạt Mao                              |                                                    |                                                    |                                                    |                                                    |                                                    |  |  |                                                             |                                                             |                                                             |                                                             |                                                             |                                                             |  |  |                                                  |                                                  |                                                  |                                                  |                                                  |                                                  |  |  |                                                     |                                                     |                                                     |                                                     |                                                     |                                                     |                                               |                                               |                                               |                                               |                                            |                                            |                                            |                                            |  |  |                                                  |                                                  |                                                  |                                                  |                                                  |                                                  |  |  |  |  |  |  |  |  |  |  |  |  |  |  |  |  |  |  |  |  |
|                                                 |                                                 |                                                 |                                                 |                                                 |                                                 |                             |                             |                                               |                                               |                                               |                                               |                                               |                                               |  |  |                                                  |                                                  |                                                  |                                                  |                                                  |                                                  |  |  |                                              |                                              |                                              |                                              |                                              |                                              |  |  |                                                    |                                                    |                                                    |                                                    |                                                    |                                                    |  |  |                                                             |                                                             |                                                             |                                                             |                                                             |                                                             |  |  |                                                  |                                                  |                                                  |                                                  |                                                  |                                                  |  |  |                                                     |                                                     |                                                     |                                                     |                                                     |                                                     |                                               |                                               |                                               |                                               |                                            |                                            |                                            |                                            |  |  |                                                  |                                                  |                                                  |                                                  |                                                  |                                                  |  |  |  |  |  |  |  |  |  |  |  |  |  |  |  |  |  |  |  |  |
|                                                 |                                                 |                                                 |                                                 |                                                 |                                                 |                             |                             |                                               |                                               |                                               |                                               |                                               |                                               |  |  |                                                  |                                                  |                                                  |                                                  |                                                  |                                                  |  |  |                                              |                                              |                                              |                                              |                                              |                                              |  |  | Tiết Đế Thác Bạt Thải                              |                                                    |                                                    |                                                    |                                                    |                                                    |  |  |                                                             |                                                             |                                                             |                                                             |                                                             |                                                             |  |  |                                                  |                                                  |                                                  |                                                  |                                                  |                                                  |  |  |                                                     |                                                     |                                                     |                                                     |                                                     |                                                     |                                               |                                               |                                               |                                               |                                            |                                            |                                            |                                            |  |  |                                                  |                                                  |                                                  |                                                  |                                                  |                                                  |  |  |  |  |  |  |  |  |  |  |  |  |  |  |  |  |  |  |  |  |
|                                                 |                                                 |                                                 |                                                 |                                                 |                                                 |                             |                             |                                               |                                               |                                               |                                               |                                               |                                               |  |  |                                                  |                                                  |                                                  |                                                  |                                                  |                                                  |  |  |                                              |                                              |                                              |                                              |                                              |                                              |  |  |                                                    |                                                    |                                                    |                                                    |                                                    |                                                    |  |  |                                                             |                                                             |                                                             |                                                             |                                                             |                                                             |  |  |                                                  |                                                  |                                                  |                                                  |                                                  |                                                  |  |  |                                                     |                                                     |                                                     |                                                     |                                                     |                                                     |                                               |                                               |                                               |                                               |                                            |                                            |                                            |                                            |  |  |                                                  |                                                  |                                                  |                                                  |                                                  |                                                  |  |  |  |  |  |  |  |  |  |  |  |  |  |  |  |  |  |  |  |  |
|                                                 |                                                 |                                                 |                                                 |                                                 |                                                 |                             |                             |                                               |                                               |                                               |                                               |                                               |                                               |  |  |                                                  |                                                  |                                                  |                                                  |                                                  |                                                  |  |  |                                              |                                              |                                              |                                              |                                              |                                              |  |  | Trang Đế Thác Bạt Quan                             |                                                    |                                                    |                                                    |                                                    |                                                    |  |  |                                                             |                                                             |                                                             |                                                             |                                                             |                                                             |  |  |                                                  |                                                  |                                                  |                                                  |                                                  |                                                  |  |  |                                                     |                                                     |                                                     |                                                     |                                                     |                                                     |                                               |                                               |                                               |                                               |                                            |                                            |                                            |                                            |  |  |                                                  |                                                  |                                                  |                                                  |                                                  |                                                  |  |  |  |  |  |  |  |  |  |  |  |  |  |  |  |  |  |  |  |  |
|                                                 |                                                 |                                                 |                                                 |                                                 |                                                 |                             |                             |                                               |                                               |                                               |                                               |                                               |                                               |  |  |                                                  |                                                  |                                                  |                                                  |                                                  |                                                  |  |  |                                              |                                              |                                              |                                              |                                              |                                              |  |  |                                                    |                                                    |                                                    |                                                    |                                                    |                                                    |  |  |                                                             |                                                             |                                                             |                                                             |                                                             |                                                             |  |  |                                                  |                                                  |                                                  |                                                  |                                                  |                                                  |  |  |                                                     |                                                     |                                                     |                                                     |                                                     |                                                     |                                               |                                               |                                               |                                               |                                            |                                            |                                            |                                            |  |  |                                                  |                                                  |                                                  |                                                  |                                                  |                                                  |  |  |  |  |  |  |  |  |  |  |  |  |  |  |  |  |  |  |  |  |
|                                                 |                                                 |                                                 |                                                 |                                                 |                                                 |                             |                             |                                               |                                               |                                               |                                               |                                               |                                               |  |  |                                                  |                                                  |                                                  |                                                  |                                                  |                                                  |  |  |                                              |                                              |                                              |                                              |                                              |                                              |  |  | Minh Đế Thác Bạt Lâu                               |                                                    |                                                    |                                                    |                                                    |                                                    |  |  |                                                             |                                                             |                                                             |                                                             |                                                             |                                                             |  |  |                                                  |                                                  |                                                  |                                                  |                                                  |                                                  |  |  |                                                     |                                                     |                                                     |                                                     |                                                     |                                                     |                                               |                                               |                                               |                                               |                                            |                                            |                                            |                                            |  |  |                                                  |                                                  |                                                  |                                                  |                                                  |                                                  |  |  |  |  |  |  |  |  |  |  |  |  |  |  |  |  |  |  |  |  |
|                                                 |                                                 |                                                 |                                                 |                                                 |                                                 |                             |                             |                                               |                                               |                                               |                                               |                                               |                                               |  |  |                                                  |                                                  |                                                  |                                                  |                                                  |                                                  |  |  |                                              |                                              |                                              |                                              |                                              |                                              |  |  |                                                    |                                                    |                                                    |                                                    |                                                    |                                                    |  |  |                                                             |                                                             |                                                             |                                                             |                                                             |                                                             |  |  |                                                  |                                                  |                                                  |                                                  |                                                  |                                                  |  |  |                                                     |                                                     |                                                     |                                                     |                                                     |                                                     |                                               |                                               |                                               |                                               |                                            |                                            |                                            |                                            |  |  |                                                  |                                                  |                                                  |                                                  |                                                  |                                                  |  |  |  |  |  |  |  |  |  |  |  |  |  |  |  |  |  |  |  |  |
|                                                 |                                                 |                                                 |                                                 |                                                 |                                                 |                             |                             |                                               |                                               |                                               |                                               |                                               |                                               |  |  |                                                  |                                                  |                                                  |                                                  |                                                  |                                                  |  |  |                                              |                                              |                                              |                                              |                                              |                                              |  |  | An Đế Thác Bạt Việt                                |                                                    |                                                    |                                                    |                                                    |                                                    |  |  |                                                             |                                                             |                                                             |                                                             |                                                             |                                                             |  |  |                                                  |                                                  |                                                  |                                                  |                                                  |                                                  |  |  |                                                     |                                                     |                                                     |                                                     |                                                     |                                                     |                                               |                                               |                                               |                                               |                                            |                                            |                                            |                                            |  |  |                                                  |                                                  |                                                  |                                                  |                                                  |                                                  |  |  |  |  |  |  |  |  |  |  |  |  |  |  |  |  |  |  |  |  |
|                                                 |                                                 |                                                 |                                                 |                                                 |                                                 |                             |                             |                                               |                                               |                                               |                                               |                                               |                                               |  |  |                                                  |                                                  |                                                  |                                                  |                                                  |                                                  |  |  |                                              |                                              |                                              |                                              |                                              |                                              |  |  |                                                    |                                                    |                                                    |                                                    |                                                    |                                                    |  |  |                                                             |                                                             |                                                             |                                                             |                                                             |                                                             |  |  |                                                  |                                                  |                                                  |                                                  |                                                  |                                                  |  |  |                                                     |                                                     |                                                     |                                                     |                                                     |                                                     |                                               |                                               |                                               |                                               |                                            |                                            |                                            |                                            |  |  |                                                  |                                                  |                                                  |                                                  |                                                  |                                                  |  |  |  |  |  |  |  |  |  |  |  |  |  |  |  |  |  |  |  |  |
|                                                 |                                                 |                                                 |                                                 |                                                 |                                                 |                             |                             |                                               |                                               |                                               |                                               |                                               |                                               |  |  |                                                  |                                                  |                                                  |                                                  |                                                  |                                                  |  |  |                                              |                                              |                                              |                                              |                                              |                                              |  |  | Tuyên Đế Thác Bạt Thôi Dần                         |                                                    |                                                    |                                                    |                                                    |                                                    |  |  |                                                             |                                                             |                                                             |                                                             |                                                             |                                                             |  |  |                                                  |                                                  |                                                  |                                                  |                                                  |                                                  |  |  |                                                     |                                                     |                                                     |                                                     |                                                     |                                                     |                                               |                                               |                                               |                                               |                                            |                                            |                                            |                                            |  |  |                                                  |                                                  |                                                  |                                                  |                                                  |                                                  |  |  |  |  |  |  |  |  |  |  |  |  |  |  |  |  |  |  |  |  |
|                                                 |                                                 |                                                 |                                                 |                                                 |                                                 |                             |                             |                                               |                                               |                                               |                                               |                                               |                                               |  |  |                                                  |                                                  |                                                  |                                                  |                                                  |                                                  |  |  |                                              |                                              |                                              |                                              |                                              |                                              |  |  |                                                    |                                                    |                                                    |                                                    |                                                    |                                                    |  |  |                                                             |                                                             |                                                             |                                                             |                                                             |                                                             |  |  |                                                  |                                                  |                                                  |                                                  |                                                  |                                                  |  |  |                                                     |                                                     |                                                     |                                                     |                                                     |                                                     |                                               |                                               |                                               |                                               |                                            |                                            |                                            |                                            |  |  |                                                  |                                                  |                                                  |                                                  |                                                  |                                                  |  |  |  |  |  |  |  |  |  |  |  |  |  |  |  |  |  |  |  |  |
|                                                 |                                                 |                                                 |                                                 |                                                 |                                                 |                             |                             |                                               |                                               |                                               |                                               |                                               |                                               |  |  |                                                  |                                                  |                                                  |                                                  |                                                  |                                                  |  |  |                                              |                                              |                                              |                                              |                                              |                                              |  |  | Cảnh Đế Thác Bạt Lợi                               |                                                    |                                                    |                                                    |                                                    |                                                    |  |  |                                                             |                                                             |                                                             |                                                             |                                                             |                                                             |  |  |                                                  |                                                  |                                                  |                                                  |                                                  |                                                  |  |  |                                                     |                                                     |                                                     |                                                     |                                                     |                                                     |                                               |                                               |                                               |                                               |                                            |                                            |                                            |                                            |  |  |                                                  |                                                  |                                                  |                                                  |                                                  |                                                  |  |  |  |  |  |  |  |  |  |  |  |  |  |  |  |  |  |  |  |  |
|                                                 |                                                 |                                                 |                                                 |                                                 |                                                 |                             |                             |                                               |                                               |                                               |                                               |                                               |                                               |  |  |                                                  |                                                  |                                                  |                                                  |                                                  |                                                  |  |  |                                              |                                              |                                              |                                              |                                              |                                              |  |  |                                                    |                                                    |                                                    |                                                    |                                                    |                                                    |  |  |                                                             |                                                             |                                                             |                                                             |                                                             |                                                             |  |  |                                                  |                                                  |                                                  |                                                  |                                                  |                                                  |  |  |                                                     |                                                     |                                                     |                                                     |                                                     |                                                     |                                               |                                               |                                               |                                               |                                            |                                            |                                            |                                            |  |  |                                                  |                                                  |                                                  |                                                  |                                                  |                                                  |  |  |  |  |  |  |  |  |  |  |  |  |  |  |  |  |  |  |  |  |
|                                                 |                                                 |                                                 |                                                 |                                                 |                                                 |                             |                             |                                               |                                               |                                               |                                               |                                               |                                               |  |  |                                                  |                                                  |                                                  |                                                  |                                                  |                                                  |  |  |                                              |                                              |                                              |                                              |                                              |                                              |  |  | Nguyên Đế Thác Bạt Sĩ                              |                                                    |                                                    |                                                    |                                                    |                                                    |  |  |                                                             |                                                             |                                                             |                                                             |                                                             |                                                             |  |  |                                                  |                                                  |                                                  |                                                  |                                                  |                                                  |  |  |                                                     |                                                     |                                                     |                                                     |                                                     |                                                     |                                               |                                               |                                               |                                               |                                            |                                            |                                            |                                            |  |  |                                                  |                                                  |                                                  |                                                  |                                                  |                                                  |  |  |  |  |  |  |  |  |  |  |  |  |  |  |  |  |  |  |  |  |
|                                                 |                                                 |                                                 |                                                 |                                                 |                                                 |                             |                             |                                               |                                               |                                               |                                               |                                               |                                               |  |  |                                                  |                                                  |                                                  |                                                  |                                                  |                                                  |  |  |                                              |                                              |                                              |                                              |                                              |                                              |  |  |                                                    |                                                    |                                                    |                                                    |                                                    |                                                    |  |  |                                                             |                                                             |                                                             |                                                             |                                                             |                                                             |  |  |                                                  |                                                  |                                                  |                                                  |                                                  |                                                  |  |  |                                                     |                                                     |                                                     |                                                     |                                                     |                                                     |                                               |                                               |                                               |                                               |                                            |                                            |                                            |                                            |  |  |                                                  |                                                  |                                                  |                                                  |                                                  |                                                  |  |  |  |  |  |  |  |  |  |  |  |  |  |  |  |  |  |  |  |  |
|                                                 |                                                 |                                                 |                                                 |                                                 |                                                 |                             |                             |                                               |                                               |                                               |                                               |                                               |                                               |  |  |                                                  |                                                  |                                                  |                                                  |                                                  |                                                  |  |  |                                              |                                              |                                              |                                              |                                              |                                              |  |  | Hòa Đế Thác Bạt Tứ                                 |                                                    |                                                    |                                                    |                                                    |                                                    |  |  |                                                             |                                                             |                                                             |                                                             |                                                             |                                                             |  |  |                                                  |                                                  |                                                  |                                                  |                                                  |                                                  |  |  |                                                     |                                                     |                                                     |                                                     |                                                     |                                                     |                                               |                                               |                                               |                                               |                                            |                                            |                                            |                                            |  |  |                                                  |                                                  |                                                  |                                                  |                                                  |                                                  |  |  |  |  |  |  |  |  |  |  |  |  |  |  |  |  |  |  |  |  |
|                                                 |                                                 |                                                 |                                                 |                                                 |                                                 |                             |                             |                                               |                                               |                                               |                                               |                                               |                                               |  |  |                                                  |                                                  |                                                  |                                                  |                                                  |                                                  |  |  |                                              |                                              |                                              |                                              |                                              |                                              |  |  |                                                    |                                                    |                                                    |                                                    |                                                    |                                                    |  |  |                                                             |                                                             |                                                             |                                                             |                                                             |                                                             |  |  |                                                  |                                                  |                                                  |                                                  |                                                  |                                                  |  |  |                                                     |                                                     |                                                     |                                                     |                                                     |                                                     |                                               |                                               |                                               |                                               |                                            |                                            |                                            |                                            |  |  |                                                  |                                                  |                                                  |                                                  |                                                  |                                                  |  |  |  |  |  |  |  |  |  |  |  |  |  |  |  |  |  |  |  |  |
|                                                 |                                                 |                                                 |                                                 |                                                 |                                                 |                             |                             |                                               |                                               |                                               |                                               |                                               |                                               |  |  |                                                  |                                                  |                                                  |                                                  |                                                  |                                                  |  |  |                                              |                                              |                                              |                                              |                                              |                                              |  |  | Định Đế Thác Bạt Cơ                                |                                                    |                                                    |                                                    |                                                    |                                                    |  |  |                                                             |                                                             |                                                             |                                                             |                                                             |                                                             |  |  |                                                  |                                                  |                                                  |                                                  |                                                  |                                                  |  |  |                                                     |                                                     |                                                     |                                                     |                                                     |                                                     |                                               |                                               |                                               |                                               |                                            |                                            |                                            |                                            |  |  |                                                  |                                                  |                                                  |                                                  |                                                  |                                                  |  |  |  |  |  |  |  |  |  |  |  |  |  |  |  |  |  |  |  |  |
|                                                 |                                                 |                                                 |                                                 |                                                 |                                                 |                             |                             |                                               |                                               |                                               |                                               |                                               |                                               |  |  |                                                  |                                                  |                                                  |                                                  |                                                  |                                                  |  |  |                                              |                                              |                                              |                                              |                                              |                                              |  |  |                                                    |                                                    |                                                    |                                                    |                                                    |                                                    |  |  |                                                             |                                                             |                                                             |                                                             |                                                             |                                                             |  |  |                                                  |                                                  |                                                  |                                                  |                                                  |                                                  |  |  |                                                     |                                                     |                                                     |                                                     |                                                     |                                                     |                                               |                                               |                                               |                                               |                                            |                                            |                                            |                                            |  |  |                                                  |                                                  |                                                  |                                                  |                                                  |                                                  |  |  |  |  |  |  |  |  |  |  |  |  |  |  |  |  |  |  |  |  |
|                                                 |                                                 |                                                 |                                                 |                                                 |                                                 |                             |                             |                                               |                                               |                                               |                                               |                                               |                                               |  |  |                                                  |                                                  |                                                  |                                                  |                                                  |                                                  |  |  |                                              |                                              |                                              |                                              |                                              |                                              |  |  | Hy Đế Thác Bạt Cái                                 |                                                    |                                                    |                                                    |                                                    |                                                    |  |  |                                                             |                                                             |                                                             |                                                             |                                                             |                                                             |  |  |                                                  |                                                  |                                                  |                                                  |                                                  |                                                  |  |  |                                                     |                                                     |                                                     |                                                     |                                                     |                                                     |                                               |                                               |                                               |                                               |                                            |                                            |                                            |                                            |  |  |                                                  |                                                  |                                                  |                                                  |                                                  |                                                  |  |  |  |  |  |  |  |  |  |  |  |  |  |  |  |  |  |  |  |  |
|                                                 |                                                 |                                                 |                                                 |                                                 |                                                 |                             |                             |                                               |                                               |                                               |                                               |                                               |                                               |  |  |                                                  |                                                  |                                                  |                                                  |                                                  |                                                  |  |  |                                              |                                              |                                              |                                              |                                              |                                              |  |  |                                                    |                                                    |                                                    |                                                    |                                                    |                                                    |  |  |                                                             |                                                             |                                                             |                                                             |                                                             |                                                             |  |  |                                                  |                                                  |                                                  |                                                  |                                                  |                                                  |  |  |                                                     |                                                     |                                                     |                                                     |                                                     |                                                     |                                               |                                               |                                               |                                               |                                            |                                            |                                            |                                            |  |  |                                                  |                                                  |                                                  |                                                  |                                                  |                                                  |  |  |  |  |  |  |  |  |  |  |  |  |  |  |  |  |  |  |  |  |
|                                                 |                                                 |                                                 |                                                 |                                                 |                                                 |                             |                             |                                               |                                               |                                               |                                               |                                               |                                               |  |  |                                                  |                                                  |                                                  |                                                  |                                                  |                                                  |  |  |                                              |                                              |                                              |                                              |                                              |                                              |  |  | Uy Đế Thác Bạt Quái                                |                                                    |                                                    |                                                    |                                                    |                                                    |  |  |                                                             |                                                             |                                                             |                                                             |                                                             |                                                             |  |  |                                                  |                                                  |                                                  |                                                  |                                                  |                                                  |  |  |                                                     |                                                     |                                                     |                                                     |                                                     |                                                     |                                               |                                               |                                               |                                               |                                            |                                            |                                            |                                            |  |  |                                                  |                                                  |                                                  |                                                  |                                                  |                                                  |  |  |  |  |  |  |  |  |  |  |  |  |  |  |  |  |  |  |  |  |
|                                                 |                                                 |                                                 |                                                 |                                                 |                                                 |                             |                             |                                               |                                               |                                               |                                               |                                               |                                               |  |  |                                                  |                                                  |                                                  |                                                  |                                                  |                                                  |  |  |                                              |                                              |                                              |                                              |                                              |                                              |  |  |                                                    |                                                    |                                                    |                                                    |                                                    |                                                    |  |  |                                                             |                                                             |                                                             |                                                             |                                                             |                                                             |  |  |                                                  |                                                  |                                                  |                                                  |                                                  |                                                  |  |  |                                                     |                                                     |                                                     |                                                     |                                                     |                                                     |                                               |                                               |                                               |                                               |                                            |                                            |                                            |                                            |  |  |                                                  |                                                  |                                                  |                                                  |                                                  |                                                  |  |  |  |  |  |  |  |  |  |  |  |  |  |  |  |  |  |  |  |  |
|                                                 |                                                 |                                                 |                                                 |                                                 |                                                 |                             |                             |                                               |                                               |                                               |                                               |                                               |                                               |  |  |                                                  |                                                  |                                                  |                                                  |                                                  |                                                  |  |  |                                              |                                              |                                              |                                              |                                              |                                              |  |  | Hiến Đế Thác Bạt Lân                               |                                                    |                                                    |                                                    |                                                    |                                                    |  |  |                                                             |                                                             |                                                             |                                                             |                                                             |                                                             |  |  |                                                  |                                                  |                                                  |                                                  |                                                  |                                                  |  |  |                                                     |                                                     |                                                     |                                                     |                                                     |                                                     |                                               |                                               |                                               |                                               |                                            |                                            |                                            |                                            |  |  |                                                  |                                                  |                                                  |                                                  |                                                  |                                                  |  |  |  |  |  |  |  |  |  |  |  |  |  |  |  |  |  |  |  |  |
|                                                 |                                                 |                                                 |                                                 |                                                 |                                                 |                             |                             |                                               |                                               |                                               |                                               |                                               |                                               |  |  |                                                  |                                                  |                                                  |                                                  |                                                  |                                                  |  |  |                                              |                                              |                                              |                                              |                                              |                                              |  |  |                                                    |                                                    |                                                    |                                                    |                                                    |                                                    |  |  |                                                             |                                                             |                                                             |                                                             |                                                             |                                                             |  |  |                                                  |                                                  |                                                  |                                                  |                                                  |                                                  |  |  |                                                     |                                                     |                                                     |                                                     |                                                     |                                                     |                                               |                                               |                                               |                                               |                                            |                                            |                                            |                                            |  |  |                                                  |                                                  |                                                  |                                                  |                                                  |                                                  |  |  |  |  |  |  |  |  |  |  |  |  |  |  |  |  |  |  |  |  |
|                                                 |                                                 |                                                 |                                                 |                                                 |                                                 |                             |                             |                                               |                                               |                                               |                                               |                                               |                                               |  |  |                                                  |                                                  |                                                  |                                                  |                                                  |                                                  |  |  |                                              |                                              |                                              |                                              |                                              |                                              |  |  | Thánh Vũ Đế Thác Bạt Cật Phần ?-220                |                                                    |                                                    |                                                    |                                                    |                                                    |  |  |                                                             |                                                             |                                                             |                                                             |                                                             |                                                             |  |  |                                                  |                                                  |                                                  |                                                  |                                                  |                                                  |  |  |                                                     |                                                     |                                                     |                                                     |                                                     |                                                     |                                               |                                               |                                               |                                               |                                            |                                            |                                            |                                            |  |  |                                                  |                                                  |                                                  |                                                  |                                                  |                                                  |  |  |  |  |  |  |  |  |  |  |  |  |  |  |  |  |  |  |  |  |
|                                                 |                                                 |                                                 |                                                 |                                                 |                                                 |                             |                             |                                               |                                               |                                               |                                               |                                               |                                               |  |  |                                                  |                                                  |                                                  |                                                  |                                                  |                                                  |  |  |                                              |                                              |                                              |                                              |                                              |                                              |  |  |                                                    |                                                    |                                                    |                                                    |                                                    |                                                    |  |  |                                                             |                                                             |                                                             |                                                             |                                                             |                                                             |  |  |                                                  |                                                  |                                                  |                                                  |                                                  |                                                  |  |  |                                                     |                                                     |                                                     |                                                     |                                                     |                                                     |                                               |                                               |                                               |                                               |                                            |                                            |                                            |                                            |  |  |                                                  |                                                  |                                                  |                                                  |                                                  |                                                  |  |  |  |  |  |  |  |  |  |  |  |  |  |  |  |  |  |  |  |  |
|                                                 |                                                 |                                                 |                                                 |                                                 |                                                 |                             |                             |                                               |                                               |                                               |                                               |                                               |                                               |  |  |                                                  |                                                  |                                                  |                                                  |                                                  |                                                  |  |  |                                              |                                              |                                              |                                              |                                              |                                              |  |  |                                                    |                                                    |                                                    |                                                    |                                                    |                                                    |  |  |                                                             |                                                             |                                                             |                                                             |                                                             |                                                             |  |  |                                                  |                                                  |                                                  |                                                  |                                                  |                                                  |  |  |                                                     |                                                     |                                                     |                                                     |                                                     |                                                     |                                               |                                               |                                               |                                               |                                            |                                            |                                            |                                            |  |  |                                                  |                                                  |                                                  |                                                  |                                                  |                                                  |  |  |  |  |  |  |  |  |  |  |  |  |  |  |  |  |  |  |  |  |
| Hà Tây Tiên Ti                                  | Hà Tây Tiên Ti                                  | Hà Tây Tiên Ti                                  | Hà Tây Tiên Ti                                  | Hà Tây Tiên Ti                                  | Hà Tây Tiên Ti                                  |                             |                             |                                               |                                               |                                               |                                               |                                               |                                               |  |  |                                                  |                                                  |                                                  |                                                  |                                                  |                                                  |  |  |                                              |                                              |                                              |                                              |                                              |                                              |  |  |                                                    |                                                    |                                                    |                                                    |                                                    |                                                    |  |  |                                                             |                                                             |                                                             |                                                             |                                                             |                                                             |  |  | Sách Đầu bộ Tiên Ti                              | Sách Đầu bộ Tiên Ti                              | Sách Đầu bộ Tiên Ti                              | Sách Đầu bộ Tiên Ti                              | Sách Đầu bộ Tiên Ti                              | Sách Đầu bộ Tiên Ti                              |  |  |                                                     |                                                     |                                                     |                                                     |                                                     |                                                     |                                               |                                               |                                               |                                               |                                            |                                            |                                            |                                            |  |  |                                                  |                                                  |                                                  |                                                  |                                                  |                                                  |  |  |  |  |  |  |  |  |  |  |  |  |  |  |  |  |  |  |  |  |
| Hà Tây Tiên Ti                                  | Hà Tây Tiên Ti                                  | Hà Tây Tiên Ti                                  | Hà Tây Tiên Ti                                  | Hà Tây Tiên Ti                                  | Hà Tây Tiên Ti                                  | Thốc Phát Thất Cô ?-210-231 | Thốc Phát Thất Cô ?-210-231 | Thốc Phát Thất Cô ?-210-231                   | Thốc Phát Thất Cô ?-210-231                   | Thốc Phát Thất Cô ?-210-231                   | Thốc Phát Thất Cô ?-210-231                   |                                               |                                               |  |  |                                                  |                                                  |                                                  |                                                  |                                                  |                                                  |  |  |                                              |                                              |                                              |                                              |                                              |                                              |  |  |                                                    |                                                    |                                                    |                                                    |                                                    |                                                    |  |  |                                                             |                                                             |                                                             |                                                             |                                                             |                                                             |  |  | Sách Đầu bộ Tiên Ti                              | Sách Đầu bộ Tiên Ti                              | Sách Đầu bộ Tiên Ti                              | Sách Đầu bộ Tiên Ti                              | Sách Đầu bộ Tiên Ti                              | Sách Đầu bộ Tiên Ti                              |  |  |                                                     |                                                     |                                                     |                                                     | (1)Thần Nguyên Đế Thác Bạt Lực Vi 174-220-277       | (1)Thần Nguyên Đế Thác Bạt Lực Vi 174-220-277       | (1)Thần Nguyên Đế Thác Bạt Lực Vi 174-220-277 | (1)Thần Nguyên Đế Thác Bạt Lực Vi 174-220-277 | (1)Thần Nguyên Đế Thác Bạt Lực Vi 174-220-277 | (1)Thần Nguyên Đế Thác Bạt Lực Vi 174-220-277 |                                            |                                            |                                            |                                            |  |  |                                                  |                                                  |                                                  |                                                  |                                                  |                                                  |  |  |  |  |  |  |  |  |  |  |  |  |  |  |  |  |  |  |  |  |
|                                                 |                                                 |                                                 |                                                 |                                                 |                                                 | Thốc Phát Thất Cô ?-210-231 | Thốc Phát Thất Cô ?-210-231 | Thốc Phát Thất Cô ?-210-231                   | Thốc Phát Thất Cô ?-210-231                   | Thốc Phát Thất Cô ?-210-231                   | Thốc Phát Thất Cô ?-210-231                   |                                               |                                               |  |  |                                                  |                                                  |                                                  |                                                  |                                                  |                                                  |  |  |                                              |                                              |                                              |                                              |                                              |                                              |  |  |                                                    |                                                    |                                                    |                                                    |                                                    |                                                    |  |  |                                                             |                                                             |                                                             |                                                             |                                                             |                                                             |  |  |                                                  |                                                  |                                                  |                                                  |                                                  |                                                  |  |  |                                                     |                                                     |                                                     |                                                     | (1)Thần Nguyên Đế Thác Bạt Lực Vi 174-220-277       | (1)Thần Nguyên Đế Thác Bạt Lực Vi 174-220-277       | (1)Thần Nguyên Đế Thác Bạt Lực Vi 174-220-277 | (1)Thần Nguyên Đế Thác Bạt Lực Vi 174-220-277 | (1)Thần Nguyên Đế Thác Bạt Lực Vi 174-220-277 | (1)Thần Nguyên Đế Thác Bạt Lực Vi 174-220-277 |                                            |                                            |                                            |                                            |  |  |                                                  |                                                  |                                                  |                                                  |                                                  |                                                  |  |  |  |  |  |  |  |  |  |  |  |  |  |  |  |  |  |  |  |  |
|                                                 |                                                 |                                                 |                                                 |                                                 |                                                 |                             |                             |                                               |                                               |                                               |                                               |                                               |                                               |  |  |                                                  |                                                  |                                                  |                                                  |                                                  |                                                  |  |  |                                              |                                              |                                              |                                              |                                              |                                              |  |  |                                                    |                                                    |                                                    |                                                    |                                                    |                                                    |  |  |                                                             |                                                             |                                                             |                                                             |                                                             |                                                             |  |  |                                                  |                                                  |                                                  |                                                  |                                                  |                                                  |  |  |                                                     |                                                     |                                                     |                                                     |                                                     |                                                     |                                               |                                               |                                               |                                               |                                            |                                            |                                            |                                            |  |  |                                                  |                                                  |                                                  |                                                  |                                                  |                                                  |  |  |  |  |  |  |  |  |  |  |  |  |  |  |  |  |  |  |  |  |
| Thốc Phát Thọ Điền ?-231-252                    | Thốc Phát Thọ Điền ?-231-252                    | Thốc Phát Thọ Điền ?-231-252                    | Thốc Phát Thọ Điền ?-231-252                    | Thốc Phát Thọ Điền ?-231-252                    | Thốc Phát Thọ Điền ?-231-252                    |                             |                             |                                               |                                               |                                               |                                               |                                               |                                               |  |  |                                                  |                                                  |                                                  |                                                  |                                                  |                                                  |  |  |                                              |                                              |                                              |                                              |                                              |                                              |  |  | Văn Đế Thác Bạt Sa Mạc Hãn ?-277 (truy phong)      | Văn Đế Thác Bạt Sa Mạc Hãn ?-277 (truy phong)      | Văn Đế Thác Bạt Sa Mạc Hãn ?-277 (truy phong)      | Văn Đế Thác Bạt Sa Mạc Hãn ?-277 (truy phong)      | Văn Đế Thác Bạt Sa Mạc Hãn ?-277 (truy phong)      | Văn Đế Thác Bạt Sa Mạc Hãn ?-277 (truy phong)      |  |  |                                                             |                                                             |                                                             |                                                             |                                                             |                                                             |  |  | (2)Chương Đế Thác Bạt Tất Lộc ?-277-286          | (2)Chương Đế Thác Bạt Tất Lộc ?-277-286          | (2)Chương Đế Thác Bạt Tất Lộc ?-277-286          | (2)Chương Đế Thác Bạt Tất Lộc ?-277-286          | (2)Chương Đế Thác Bạt Tất Lộc ?-277-286          | (2)Chương Đế Thác Bạt Tất Lộc ?-277-286          |  |  | (3)Bình Đế Thác Bạt Xước ?-286-293                  | (3)Bình Đế Thác Bạt Xước ?-286-293                  | (3)Bình Đế Thác Bạt Xước ?-286-293                  | (3)Bình Đế Thác Bạt Xước ?-286-293                  | (3)Bình Đế Thác Bạt Xước ?-286-293                  | (3)Bình Đế Thác Bạt Xước ?-286-293                  |                                               |                                               | (5)Chiêu Đế Thác Bạt Lộc Quan ?-294-307       | (5)Chiêu Đế Thác Bạt Lộc Quan ?-294-307       | (5)Chiêu Đế Thác Bạt Lộc Quan ?-294-307    | (5)Chiêu Đế Thác Bạt Lộc Quan ?-294-307    | (5)Chiêu Đế Thác Bạt Lộc Quan ?-294-307    | (5)Chiêu Đế Thác Bạt Lộc Quan ?-294-307    |  |  |                                                  |                                                  |                                                  |                                                  |                                                  |                                                  |  |  |  |  |  |  |  |  |  |  |  |  |  |  |  |  |  |  |  |  |
| Thốc Phát Thọ Điền ?-231-252                    | Thốc Phát Thọ Điền ?-231-252                    | Thốc Phát Thọ Điền ?-231-252                    | Thốc Phát Thọ Điền ?-231-252                    | Thốc Phát Thọ Điền ?-231-252                    | Thốc Phát Thọ Điền ?-231-252                    |                             |                             |                                               |                                               |                                               |                                               |                                               |                                               |  |  |                                                  |                                                  |                                                  |                                                  |                                                  |                                                  |  |  |                                              |                                              |                                              |                                              |                                              |                                              |  |  | Văn Đế Thác Bạt Sa Mạc Hãn ?-277 (truy phong)      | Văn Đế Thác Bạt Sa Mạc Hãn ?-277 (truy phong)      | Văn Đế Thác Bạt Sa Mạc Hãn ?-277 (truy phong)      | Văn Đế Thác Bạt Sa Mạc Hãn ?-277 (truy phong)      | Văn Đế Thác Bạt Sa Mạc Hãn ?-277 (truy phong)      | Văn Đế Thác Bạt Sa Mạc Hãn ?-277 (truy phong)      |  |  |                                                             |                                                             |                                                             |                                                             |                                                             |                                                             |  |  | (2)Chương Đế Thác Bạt Tất Lộc ?-277-286          | (2)Chương Đế Thác Bạt Tất Lộc ?-277-286          | (2)Chương Đế Thác Bạt Tất Lộc ?-277-286          | (2)Chương Đế Thác Bạt Tất Lộc ?-277-286          | (2)Chương Đế Thác Bạt Tất Lộc ?-277-286          | (2)Chương Đế Thác Bạt Tất Lộc ?-277-286          |  |  | (3)Bình Đế Thác Bạt Xước ?-286-293                  | (3)Bình Đế Thác Bạt Xước ?-286-293                  | (3)Bình Đế Thác Bạt Xước ?-286-293                  | (3)Bình Đế Thác Bạt Xước ?-286-293                  | (3)Bình Đế Thác Bạt Xước ?-286-293                  | (3)Bình Đế Thác Bạt Xước ?-286-293                  |                                               |                                               | (5)Chiêu Đế Thác Bạt Lộc Quan ?-294-307       | (5)Chiêu Đế Thác Bạt Lộc Quan ?-294-307       | (5)Chiêu Đế Thác Bạt Lộc Quan ?-294-307    | (5)Chiêu Đế Thác Bạt Lộc Quan ?-294-307    | (5)Chiêu Đế Thác Bạt Lộc Quan ?-294-307    | (5)Chiêu Đế Thác Bạt Lộc Quan ?-294-307    |  |  |                                                  |                                                  |                                                  |                                                  |                                                  |                                                  |  |  |  |  |  |  |  |  |  |  |  |  |  |  |  |  |  |  |  |  |
|                                                 |                                                 |                                                 |                                                 |                                                 |                                                 |                             |                             |                                               |                                               |                                               |                                               |                                               |                                               |  |  |                                                  |                                                  |                                                  |                                                  |                                                  |                                                  |  |  |                                              |                                              |                                              |                                              |                                              |                                              |  |  |                                                    |                                                    |                                                    |                                                    |                                                    |                                                    |  |  |                                                             |                                                             |                                                             |                                                             |                                                             |                                                             |  |  |                                                  |                                                  |                                                  |                                                  |                                                  |                                                  |  |  |                                                     |                                                     |                                                     |                                                     |                                                     |                                                     |                                               |                                               |                                               |                                               |                                            |                                            |                                            |                                            |  |  |                                                  |                                                  |                                                  |                                                  |                                                  |                                                  |  |  |  |  |  |  |  |  |  |  |  |  |  |  |  |  |  |  |  |  |
|                                                 |                                                 |                                                 |                                                 |                                                 |                                                 |                             |                             | ???                                           | ???                                           | ???                                           | ???                                           | ???                                           | ???                                           |  |  |                                                  |                                                  |                                                  |                                                  |                                                  |                                                  |  |  |                                              |                                              |                                              |                                              |                                              |                                              |  |  |                                                    |                                                    |                                                    |                                                    |                                                    |                                                    |  |  | Đại                                                         | Đại                                                         | Đại                                                         | Đại                                                         | Đại                                                         | Đại                                                         |  |  |                                                  |                                                  |                                                  |                                                  |                                                  |                                                  |  |  |                                                     |                                                     |                                                     |                                                     |                                                     |                                                     |                                               |                                               |                                               |                                               |                                            |                                            |                                            |                                            |  |  |                                                  |                                                  |                                                  |                                                  |                                                  |                                                  |  |  |  |  |  |  |  |  |  |  |  |  |  |  |  |  |  |  |  |  |
|                                                 |                                                 |                                                 |                                                 |                                                 |                                                 |                             |                             | ???                                           | ???                                           | ???                                           | ???                                           | ???                                           | ???                                           |  |  |                                                  |                                                  |                                                  |                                                  |                                                  |                                                  |  |  |                                              |                                              |                                              |                                              |                                              |                                              |  |  |                                                    |                                                    |                                                    |                                                    |                                                    |                                                    |  |  | Đại                                                         | Đại                                                         | Đại                                                         | Đại                                                         | Đại                                                         | Đại                                                         |  |  |                                                  |                                                  |                                                  |                                                  |                                                  |                                                  |  |  |                                                     |                                                     |                                                     |                                                     |                                                     |                                                     |                                               |                                               |                                               |                                               |                                            |                                            |                                            |                                            |  |  |                                                  |                                                  |                                                  |                                                  |                                                  |                                                  |  |  |  |  |  |  |  |  |  |  |  |  |  |  |  |  |  |  |  |  |
| □                                               | □                                               | □                                               | □                                               | □                                               | □                                               |                             |                             |                                               |                                               |                                               |                                               |                                               |                                               |  |  |                                                  |                                                  |                                                  |                                                  |                                                  |                                                  |  |  | (6)Hoàn Đế Thác Bạt Y Đà ?-295-305           | (6)Hoàn Đế Thác Bạt Y Đà ?-295-305           | (6)Hoàn Đế Thác Bạt Y Đà ?-295-305           | (6)Hoàn Đế Thác Bạt Y Đà ?-295-305           | (6)Hoàn Đế Thác Bạt Y Đà ?-295-305           | (6)Hoàn Đế Thác Bạt Y Đà ?-295-305           |  |  | (1)Mục Đế Thác Bạt Y Lư ?-295-307 307-315 315-316  | (1)Mục Đế Thác Bạt Y Lư ?-295-307 307-315 315-316  | (1)Mục Đế Thác Bạt Y Lư ?-295-307 307-315 315-316  | (1)Mục Đế Thác Bạt Y Lư ?-295-307 307-315 315-316  | (1)Mục Đế Thác Bạt Y Lư ?-295-307 307-315 315-316  | (1)Mục Đế Thác Bạt Y Lư ?-295-307 307-315 315-316  |  |  | (4)Tư Đế Thác Bạt Phất ?-293-294                            | (4)Tư Đế Thác Bạt Phất ?-293-294                            | (4)Tư Đế Thác Bạt Phất ?-293-294                            | (4)Tư Đế Thác Bạt Phất ?-293-294                            | (4)Tư Đế Thác Bạt Phất ?-293-294                            | (4)Tư Đế Thác Bạt Phất ?-293-294                            |  |  |                                                  |                                                  |                                                  |                                                  |                                                  |                                                  |  |  |                                                     |                                                     |                                                     |                                                     |                                                     |                                                     |                                               |                                               |                                               |                                               |                                            |                                            |                                            |                                            |  |  |                                                  |                                                  |                                                  |                                                  |                                                  |                                                  |  |  |  |  |  |  |  |  |  |  |  |  |  |  |  |  |  |  |  |  |
| □                                               | □                                               | □                                               | □                                               | □                                               | □                                               |                             |                             |                                               |                                               |                                               |                                               |                                               |                                               |  |  |                                                  |                                                  |                                                  |                                                  |                                                  |                                                  |  |  | (6)Hoàn Đế Thác Bạt Y Đà ?-295-305           | (6)Hoàn Đế Thác Bạt Y Đà ?-295-305           | (6)Hoàn Đế Thác Bạt Y Đà ?-295-305           | (6)Hoàn Đế Thác Bạt Y Đà ?-295-305           | (6)Hoàn Đế Thác Bạt Y Đà ?-295-305           | (6)Hoàn Đế Thác Bạt Y Đà ?-295-305           |  |  | (1)Mục Đế Thác Bạt Y Lư ?-295-307 307-315 315-316  | (1)Mục Đế Thác Bạt Y Lư ?-295-307 307-315 315-316  | (1)Mục Đế Thác Bạt Y Lư ?-295-307 307-315 315-316  | (1)Mục Đế Thác Bạt Y Lư ?-295-307 307-315 315-316  | (1)Mục Đế Thác Bạt Y Lư ?-295-307 307-315 315-316  | (1)Mục Đế Thác Bạt Y Lư ?-295-307 307-315 315-316  |  |  | (4)Tư Đế Thác Bạt Phất ?-293-294                            | (4)Tư Đế Thác Bạt Phất ?-293-294                            | (4)Tư Đế Thác Bạt Phất ?-293-294                            | (4)Tư Đế Thác Bạt Phất ?-293-294                            | (4)Tư Đế Thác Bạt Phất ?-293-294                            | (4)Tư Đế Thác Bạt Phất ?-293-294                            |  |  |                                                  |                                                  |                                                  |                                                  |                                                  |                                                  |  |  |                                                     |                                                     |                                                     |                                                     |                                                     |                                                     |                                               |                                               |                                               |                                               |                                            |                                            |                                            |                                            |  |  |                                                  |                                                  |                                                  |                                                  |                                                  |                                                  |  |  |  |  |  |  |  |  |  |  |  |  |  |  |  |  |  |  |  |  |
|                                                 |                                                 |                                                 |                                                 |                                                 |                                                 |                             |                             |                                               |                                               |                                               |                                               |                                               |                                               |  |  |                                                  |                                                  |                                                  |                                                  |                                                  |                                                  |  |  |                                              |                                              |                                              |                                              |                                              |                                              |  |  |                                                    |                                                    |                                                    |                                                    |                                                    |                                                    |  |  |                                                             |                                                             |                                                             |                                                             |                                                             |                                                             |  |  |                                                  |                                                  |                                                  |                                                  |                                                  |                                                  |  |  |                                                     |                                                     |                                                     |                                                     |                                                     |                                                     |                                               |                                               |                                               |                                               |                                            |                                            |                                            |                                            |  |  |                                                  |                                                  |                                                  |                                                  |                                                  |                                                  |  |  |  |  |  |  |  |  |  |  |  |  |  |  |  |  |  |  |  |  |
| Thốc Phát Thụ Cơ Năng ?-252-279                 | Thốc Phát Thụ Cơ Năng ?-252-279                 | Thốc Phát Thụ Cơ Năng ?-252-279                 | Thốc Phát Thụ Cơ Năng ?-252-279                 | Thốc Phát Thụ Cơ Năng ?-252-279                 | Thốc Phát Thụ Cơ Năng ?-252-279                 |                             |                             | Thốc Phát Vụ Hoàn ?-279-?                     | Thốc Phát Vụ Hoàn ?-279-?                     | Thốc Phát Vụ Hoàn ?-279-?                     | Thốc Phát Vụ Hoàn ?-279-?                     | Thốc Phát Vụ Hoàn ?-279-?                     | Thốc Phát Vụ Hoàn ?-279-?                     |  |  | (2)Thác Bạt Phổ Căn ?-(305-)316                  | (2)Thác Bạt Phổ Căn ?-(305-)316                  | (2)Thác Bạt Phổ Căn ?-(305-)316                  | (2)Thác Bạt Phổ Căn ?-(305-)316                  | (2)Thác Bạt Phổ Căn ?-(305-)316                  | (2)Thác Bạt Phổ Căn ?-(305-)316                  |  |  | (5)Huệ Đế Thác Bạt Hạ Nhục ?-321-325         | (5)Huệ Đế Thác Bạt Hạ Nhục ?-321-325         | (5)Huệ Đế Thác Bạt Hạ Nhục ?-321-325         | (5)Huệ Đế Thác Bạt Hạ Nhục ?-321-325         | (5)Huệ Đế Thác Bạt Hạ Nhục ?-321-325         | (5)Huệ Đế Thác Bạt Hạ Nhục ?-321-325         |  |  | (6)Dương Đế Thác Bạt Hột Na ?-325-329 335-337-?    | (6)Dương Đế Thác Bạt Hột Na ?-325-329 335-337-?    | (6)Dương Đế Thác Bạt Hột Na ?-325-329 335-337-?    | (6)Dương Đế Thác Bạt Hột Na ?-325-329 335-337-?    | (6)Dương Đế Thác Bạt Hột Na ?-325-329 335-337-?    | (6)Dương Đế Thác Bạt Hột Na ?-325-329 335-337-?    |  |  | (4)Bình Văn Đế Thác Bạt Úc Luật ?-316-321                   | (4)Bình Văn Đế Thác Bạt Úc Luật ?-316-321                   | (4)Bình Văn Đế Thác Bạt Úc Luật ?-316-321                   | (4)Bình Văn Đế Thác Bạt Úc Luật ?-316-321                   | (4)Bình Văn Đế Thác Bạt Úc Luật ?-316-321                   | (4)Bình Văn Đế Thác Bạt Úc Luật ?-316-321                   |  |  |                                                  |                                                  |                                                  |                                                  |                                                  |                                                  |  |  |                                                     |                                                     |                                                     |                                                     |                                                     |                                                     |                                               |                                               |                                               |                                               |                                            |                                            |                                            |                                            |  |  |                                                  |                                                  |                                                  |                                                  |                                                  |                                                  |  |  |  |  |  |  |  |  |  |  |  |  |  |  |  |  |  |  |  |  |
| Thốc Phát Thụ Cơ Năng ?-252-279                 | Thốc Phát Thụ Cơ Năng ?-252-279                 | Thốc Phát Thụ Cơ Năng ?-252-279                 | Thốc Phát Thụ Cơ Năng ?-252-279                 | Thốc Phát Thụ Cơ Năng ?-252-279                 | Thốc Phát Thụ Cơ Năng ?-252-279                 |                             |                             | Thốc Phát Vụ Hoàn ?-279-?                     | Thốc Phát Vụ Hoàn ?-279-?                     | Thốc Phát Vụ Hoàn ?-279-?                     | Thốc Phát Vụ Hoàn ?-279-?                     | Thốc Phát Vụ Hoàn ?-279-?                     | Thốc Phát Vụ Hoàn ?-279-?                     |  |  | (2)Thác Bạt Phổ Căn ?-(305-)316                  | (2)Thác Bạt Phổ Căn ?-(305-)316                  | (2)Thác Bạt Phổ Căn ?-(305-)316                  | (2)Thác Bạt Phổ Căn ?-(305-)316                  | (2)Thác Bạt Phổ Căn ?-(305-)316                  | (2)Thác Bạt Phổ Căn ?-(305-)316                  |  |  | (5)Huệ Đế Thác Bạt Hạ Nhục ?-321-325         | (5)Huệ Đế Thác Bạt Hạ Nhục ?-321-325         | (5)Huệ Đế Thác Bạt Hạ Nhục ?-321-325         | (5)Huệ Đế Thác Bạt Hạ Nhục ?-321-325         | (5)Huệ Đế Thác Bạt Hạ Nhục ?-321-325         | (5)Huệ Đế Thác Bạt Hạ Nhục ?-321-325         |  |  | (6)Dương Đế Thác Bạt Hột Na ?-325-329 335-337-?    | (6)Dương Đế Thác Bạt Hột Na ?-325-329 335-337-?    | (6)Dương Đế Thác Bạt Hột Na ?-325-329 335-337-?    | (6)Dương Đế Thác Bạt Hột Na ?-325-329 335-337-?    | (6)Dương Đế Thác Bạt Hột Na ?-325-329 335-337-?    | (6)Dương Đế Thác Bạt Hột Na ?-325-329 335-337-?    |  |  | (4)Bình Văn Đế Thác Bạt Úc Luật ?-316-321                   | (4)Bình Văn Đế Thác Bạt Úc Luật ?-316-321                   | (4)Bình Văn Đế Thác Bạt Úc Luật ?-316-321                   | (4)Bình Văn Đế Thác Bạt Úc Luật ?-316-321                   | (4)Bình Văn Đế Thác Bạt Úc Luật ?-316-321                   | (4)Bình Văn Đế Thác Bạt Úc Luật ?-316-321                   |  |  |                                                  |                                                  |                                                  |                                                  |                                                  |                                                  |  |  |                                                     |                                                     |                                                     |                                                     |                                                     |                                                     |                                               |                                               |                                               |                                               |                                            |                                            |                                            |                                            |  |  |                                                  |                                                  |                                                  |                                                  |                                                  |                                                  |  |  |  |  |  |  |  |  |  |  |  |  |  |  |  |  |  |  |  |  |
|                                                 |                                                 |                                                 |                                                 |                                                 |                                                 |                             |                             |                                               |                                               |                                               |                                               |                                               |                                               |  |  |                                                  |                                                  |                                                  |                                                  |                                                  |                                                  |  |  |                                              |                                              |                                              |                                              |                                              |                                              |  |  |                                                    |                                                    |                                                    |                                                    |                                                    |                                                    |  |  |                                                             |                                                             |                                                             |                                                             |                                                             |                                                             |  |  |                                                  |                                                  |                                                  |                                                  |                                                  |                                                  |  |  |                                                     |                                                     |                                                     |                                                     |                                                     |                                                     |                                               |                                               |                                               |                                               |                                            |                                            |                                            |                                            |  |  |                                                  |                                                  |                                                  |                                                  |                                                  |                                                  |  |  |  |  |  |  |  |  |  |  |  |  |  |  |  |  |  |  |  |  |
|                                                 |                                                 |                                                 |                                                 |                                                 |                                                 |                             |                             | □                                             | □                                             | □                                             | □                                             | □                                             | □                                             |  |  | (3)Thác Bạt Phổ Căn nhi tử 316                   | (3)Thác Bạt Phổ Căn nhi tử 316                   | (3)Thác Bạt Phổ Căn nhi tử 316                   | (3)Thác Bạt Phổ Căn nhi tử 316                   | (3)Thác Bạt Phổ Căn nhi tử 316                   | (3)Thác Bạt Phổ Căn nhi tử 316                   |  |  |                                              |                                              |                                              |                                              |                                              |                                              |  |  | (7)Liệt Đế Thác Bạt Ế Hòe ?-329-335 337-338        | (7)Liệt Đế Thác Bạt Ế Hòe ?-329-335 337-338        | (7)Liệt Đế Thác Bạt Ế Hòe ?-329-335 337-338        | (7)Liệt Đế Thác Bạt Ế Hòe ?-329-335 337-338        | (7)Liệt Đế Thác Bạt Ế Hòe ?-329-335 337-338        | (7)Liệt Đế Thác Bạt Ế Hòe ?-329-335 337-338        |  |  | (8)Chiêu Thành Đế Thác Bạt Thập Dực Kiền 318-338-376        | (8)Chiêu Thành Đế Thác Bạt Thập Dực Kiền 318-338-376        | (8)Chiêu Thành Đế Thác Bạt Thập Dực Kiền 318-338-376        | (8)Chiêu Thành Đế Thác Bạt Thập Dực Kiền 318-338-376        | (8)Chiêu Thành Đế Thác Bạt Thập Dực Kiền 318-338-376        | (8)Chiêu Thành Đế Thác Bạt Thập Dực Kiền 318-338-376        |  |  | Cao Lương vương Thác Bạt Cô                      | Cao Lương vương Thác Bạt Cô                      | Cao Lương vương Thác Bạt Cô                      | Cao Lương vương Thác Bạt Cô                      | Cao Lương vương Thác Bạt Cô                      | Cao Lương vương Thác Bạt Cô                      |  |  |                                                     |                                                     |                                                     |                                                     |                                                     |                                                     |                                               |                                               |                                               |                                               |                                            |                                            |                                            |                                            |  |  |                                                  |                                                  |                                                  |                                                  |                                                  |                                                  |  |  |  |  |  |  |  |  |  |  |  |  |  |  |  |  |  |  |  |  |
|                                                 |                                                 |                                                 |                                                 |                                                 |                                                 |                             |                             | □                                             | □                                             | □                                             | □                                             | □                                             | □                                             |  |  | (3)Thác Bạt Phổ Căn nhi tử 316                   | (3)Thác Bạt Phổ Căn nhi tử 316                   | (3)Thác Bạt Phổ Căn nhi tử 316                   | (3)Thác Bạt Phổ Căn nhi tử 316                   | (3)Thác Bạt Phổ Căn nhi tử 316                   | (3)Thác Bạt Phổ Căn nhi tử 316                   |  |  |                                              |                                              |                                              |                                              |                                              |                                              |  |  | (7)Liệt Đế Thác Bạt Ế Hòe ?-329-335 337-338        | (7)Liệt Đế Thác Bạt Ế Hòe ?-329-335 337-338        | (7)Liệt Đế Thác Bạt Ế Hòe ?-329-335 337-338        | (7)Liệt Đế Thác Bạt Ế Hòe ?-329-335 337-338        | (7)Liệt Đế Thác Bạt Ế Hòe ?-329-335 337-338        | (7)Liệt Đế Thác Bạt Ế Hòe ?-329-335 337-338        |  |  | (8)Chiêu Thành Đế Thác Bạt Thập Dực Kiền 318-338-376        | (8)Chiêu Thành Đế Thác Bạt Thập Dực Kiền 318-338-376        | (8)Chiêu Thành Đế Thác Bạt Thập Dực Kiền 318-338-376        | (8)Chiêu Thành Đế Thác Bạt Thập Dực Kiền 318-338-376        | (8)Chiêu Thành Đế Thác Bạt Thập Dực Kiền 318-338-376        | (8)Chiêu Thành Đế Thác Bạt Thập Dực Kiền 318-338-376        |  |  | Cao Lương vương Thác Bạt Cô                      | Cao Lương vương Thác Bạt Cô                      | Cao Lương vương Thác Bạt Cô                      | Cao Lương vương Thác Bạt Cô                      | Cao Lương vương Thác Bạt Cô                      | Cao Lương vương Thác Bạt Cô                      |  |  |                                                     |                                                     |                                                     |                                                     |                                                     |                                                     |                                               |                                               |                                               |                                               |                                            |                                            |                                            |                                            |  |  |                                                  |                                                  |                                                  |                                                  |                                                  |                                                  |  |  |  |  |  |  |  |  |  |  |  |  |  |  |  |  |  |  |  |  |
|                                                 |                                                 |                                                 |                                                 |                                                 |                                                 |                             |                             | Thốc Phát Thôi Cân ?-?-365                    | Thốc Phát Thôi Cân ?-?-365                    | Thốc Phát Thôi Cân ?-?-365                    | Thốc Phát Thôi Cân ?-?-365                    | Thốc Phát Thôi Cân ?-?-365                    | Thốc Phát Thôi Cân ?-?-365                    |  |  |                                                  |                                                  |                                                  |                                                  |                                                  |                                                  |  |  |                                              |                                              |                                              |                                              |                                              |                                              |  |  |                                                    |                                                    |                                                    |                                                    |                                                    |                                                    |  |  | Hiến Minh Đế Thác Bạt Thật ?-371                            | Hiến Minh Đế Thác Bạt Thật ?-371                            | Hiến Minh Đế Thác Bạt Thật ?-371                            | Hiến Minh Đế Thác Bạt Thật ?-371                            | Hiến Minh Đế Thác Bạt Thật ?-371                            | Hiến Minh Đế Thác Bạt Thật ?-371                            |  |  |                                                  |                                                  |                                                  |                                                  |                                                  |                                                  |  |  |                                                     |                                                     |                                                     |                                                     |                                                     |                                                     |                                               |                                               |                                               |                                               |                                            |                                            |                                            |                                            |  |  |                                                  |                                                  |                                                  |                                                  |                                                  |                                                  |  |  |  |  |  |  |  |  |  |  |  |  |  |  |  |  |  |  |  |  |
|                                                 |                                                 |                                                 |                                                 |                                                 |                                                 |                             |                             | Thốc Phát Thôi Cân ?-?-365                    | Thốc Phát Thôi Cân ?-?-365                    | Thốc Phát Thôi Cân ?-?-365                    | Thốc Phát Thôi Cân ?-?-365                    | Thốc Phát Thôi Cân ?-?-365                    | Thốc Phát Thôi Cân ?-?-365                    |  |  |                                                  |                                                  |                                                  |                                                  |                                                  |                                                  |  |  |                                              |                                              |                                              |                                              |                                              |                                              |  |  |                                                    |                                                    |                                                    |                                                    |                                                    |                                                    |  |  | Hiến Minh Đế Thác Bạt Thật ?-371                            | Hiến Minh Đế Thác Bạt Thật ?-371                            | Hiến Minh Đế Thác Bạt Thật ?-371                            | Hiến Minh Đế Thác Bạt Thật ?-371                            | Hiến Minh Đế Thác Bạt Thật ?-371                            | Hiến Minh Đế Thác Bạt Thật ?-371                            |  |  |                                                  |                                                  |                                                  |                                                  |                                                  |                                                  |  |  |                                                     |                                                     |                                                     |                                                     |                                                     |                                                     |                                               |                                               |                                               |                                               |                                            |                                            |                                            |                                            |  |  |                                                  |                                                  |                                                  |                                                  |                                                  |                                                  |  |  |  |  |  |  |  |  |  |  |  |  |  |  |  |  |  |  |  |  |
|                                                 |                                                 |                                                 |                                                 |                                                 |                                                 |                             |                             |                                               |                                               |                                               |                                               |                                               |                                               |  |  |                                                  |                                                  |                                                  |                                                  |                                                  |                                                  |  |  |                                              |                                              |                                              |                                              |                                              |                                              |  |  |                                                    |                                                    |                                                    |                                                    |                                                    |                                                    |  |  | Bắc Ngụy                                                    |                                                             |                                                             |                                                             |                                                             |                                                             |  |  |                                                  |                                                  |                                                  |                                                  |                                                  |                                                  |  |  |                                                     |                                                     |                                                     |                                                     |                                                     |                                                     |                                               |                                               |                                               |                                               |                                            |                                            |                                            |                                            |  |  |                                                  |                                                  |                                                  |                                                  |                                                  |                                                  |  |  |  |  |  |  |  |  |  |  |  |  |  |  |  |  |  |  |  |  |
|                                                 |                                                 |                                                 |                                                 |                                                 |                                                 |                             |                             | Thốc Phát Tư Phục Kiện ?-365-?                | Thốc Phát Tư Phục Kiện ?-365-?                | Thốc Phát Tư Phục Kiện ?-365-?                | Thốc Phát Tư Phục Kiện ?-365-?                | Thốc Phát Tư Phục Kiện ?-365-?                | Thốc Phát Tư Phục Kiện ?-365-?                |  |  |                                                  |                                                  |                                                  |                                                  |                                                  |                                                  |  |  |                                              |                                              |                                              |                                              |                                              |                                              |  |  |                                                    |                                                    |                                                    |                                                    |                                                    |                                                    |  |  | (1)Bắc Ngụy Đạo Vũ Đế Thác Bạt Khuê 371-386 386-398 398-409 | (1)Bắc Ngụy Đạo Vũ Đế Thác Bạt Khuê 371-386 386-398 398-409 | (1)Bắc Ngụy Đạo Vũ Đế Thác Bạt Khuê 371-386 386-398 398-409 | (1)Bắc Ngụy Đạo Vũ Đế Thác Bạt Khuê 371-386 386-398 398-409 | (1)Bắc Ngụy Đạo Vũ Đế Thác Bạt Khuê 371-386 386-398 398-409 | (1)Bắc Ngụy Đạo Vũ Đế Thác Bạt Khuê 371-386 386-398 398-409 |  |  |                                                  |                                                  |                                                  |                                                  |                                                  |                                                  |  |  |                                                     |                                                     |                                                     |                                                     |                                                     |                                                     |                                               |                                               |                                               |                                               |                                            |                                            |                                            |                                            |  |  |                                                  |                                                  |                                                  |                                                  |                                                  |                                                  |  |  |  |  |  |  |  |  |  |  |  |  |  |  |  |  |  |  |  |  |
|                                                 |                                                 |                                                 |                                                 |                                                 |                                                 |                             |                             | Thốc Phát Tư Phục Kiện ?-365-?                | Thốc Phát Tư Phục Kiện ?-365-?                | Thốc Phát Tư Phục Kiện ?-365-?                | Thốc Phát Tư Phục Kiện ?-365-?                | Thốc Phát Tư Phục Kiện ?-365-?                | Thốc Phát Tư Phục Kiện ?-365-?                |  |  |                                                  |                                                  |                                                  |                                                  |                                                  |                                                  |  |  |                                              |                                              |                                              |                                              |                                              |                                              |  |  |                                                    |                                                    |                                                    |                                                    |                                                    |                                                    |  |  | (1)Bắc Ngụy Đạo Vũ Đế Thác Bạt Khuê 371-386 386-398 398-409 | (1)Bắc Ngụy Đạo Vũ Đế Thác Bạt Khuê 371-386 386-398 398-409 | (1)Bắc Ngụy Đạo Vũ Đế Thác Bạt Khuê 371-386 386-398 398-409 | (1)Bắc Ngụy Đạo Vũ Đế Thác Bạt Khuê 371-386 386-398 398-409 | (1)Bắc Ngụy Đạo Vũ Đế Thác Bạt Khuê 371-386 386-398 398-409 | (1)Bắc Ngụy Đạo Vũ Đế Thác Bạt Khuê 371-386 386-398 398-409 |  |  |                                                  |                                                  |                                                  |                                                  |                                                  |                                                  |  |  |                                                     |                                                     |                                                     |                                                     |                                                     |                                                     |                                               |                                               |                                               |                                               |                                            |                                            |                                            |                                            |  |  |                                                  |                                                  |                                                  |                                                  |                                                  |                                                  |  |  |  |  |  |  |  |  |  |  |  |  |  |  |  |  |  |  |  |  |
|                                                 |                                                 |                                                 |                                                 |                                                 |                                                 |                             |                             |                                               |                                               |                                               |                                               |                                               |                                               |  |  |                                                  |                                                  |                                                  |                                                  |                                                  |                                                  |  |  |                                              |                                              |                                              |                                              |                                              |                                              |  |  |                                                    |                                                    |                                                    |                                                    |                                                    |                                                    |  |  |                                                             |                                                             |                                                             |                                                             |                                                             |                                                             |  |  |                                                  |                                                  |                                                  |                                                  |                                                  |                                                  |  |  |                                                     |                                                     |                                                     |                                                     |                                                     |                                                     |                                               |                                               |                                               |                                               |                                            |                                            |                                            |                                            |  |  |                                                  |                                                  |                                                  |                                                  |                                                  |                                                  |  |  |  |  |  |  |  |  |  |  |  |  |  |  |  |  |  |  |  |  |
| Nam Lương                                       |                                                 |                                                 |                                                 |                                                 |                                                 |                             |                             |                                               |                                               |                                               |                                               |                                               |                                               |  |  |                                                  |                                                  |                                                  |                                                  |                                                  |                                                  |  |  |                                              |                                              |                                              |                                              |                                              |                                              |  |  |                                                    |                                                    |                                                    |                                                    |                                                    |                                                    |  |  |                                                             |                                                             |                                                             |                                                             |                                                             |                                                             |  |  |                                                  |                                                  |                                                  |                                                  |                                                  |                                                  |  |  |                                                     |                                                     |                                                     |                                                     |                                                     |                                                     |                                               |                                               |                                               |                                               |                                            |                                            |                                            |                                            |  |  |                                                  |                                                  |                                                  |                                                  |                                                  |                                                  |  |  |  |  |  |  |  |  |  |  |  |  |  |  |  |  |  |  |  |  |
| (1)Vũ Vương Thốc Phát Ô Cô ?-?-397 397-399      | (1)Vũ Vương Thốc Phát Ô Cô ?-?-397 397-399      | (1)Vũ Vương Thốc Phát Ô Cô ?-?-397 397-399      | (1)Vũ Vương Thốc Phát Ô Cô ?-?-397 397-399      | (1)Vũ Vương Thốc Phát Ô Cô ?-?-397 397-399      | (1)Vũ Vương Thốc Phát Ô Cô ?-?-397 397-399      |                             |                             | (2)Khang Vương Thốc Phát Lợi Lộc Cô ?-399-402 | (2)Khang Vương Thốc Phát Lợi Lộc Cô ?-399-402 | (2)Khang Vương Thốc Phát Lợi Lộc Cô ?-399-402 | (2)Khang Vương Thốc Phát Lợi Lộc Cô ?-399-402 | (2)Khang Vương Thốc Phát Lợi Lộc Cô ?-399-402 | (2)Khang Vương Thốc Phát Lợi Lộc Cô ?-399-402 |  |  | (3)Cảnh Vương Thốc Phát Nục Đàn ?-402-414-415    | (3)Cảnh Vương Thốc Phát Nục Đàn ?-402-414-415    | (3)Cảnh Vương Thốc Phát Nục Đàn ?-402-414-415    | (3)Cảnh Vương Thốc Phát Nục Đàn ?-402-414-415    | (3)Cảnh Vương Thốc Phát Nục Đàn ?-402-414-415    | (3)Cảnh Vương Thốc Phát Nục Đàn ?-402-414-415    |  |  |                                              |                                              |                                              |                                              |                                              |                                              |  |  |                                                    |                                                    |                                                    |                                                    |                                                    |                                                    |  |  | (2)Bắc Ngụy Minh Nguyên Đế Thác Bạt Tự 392-409-423          | (2)Bắc Ngụy Minh Nguyên Đế Thác Bạt Tự 392-409-423          | (2)Bắc Ngụy Minh Nguyên Đế Thác Bạt Tự 392-409-423          | (2)Bắc Ngụy Minh Nguyên Đế Thác Bạt Tự 392-409-423          | (2)Bắc Ngụy Minh Nguyên Đế Thác Bạt Tự 392-409-423          | (2)Bắc Ngụy Minh Nguyên Đế Thác Bạt Tự 392-409-423          |  |  |                                                  |                                                  |                                                  |                                                  |                                                  |                                                  |  |  |                                                     |                                                     |                                                     |                                                     |                                                     |                                                     |                                               |                                               |                                               |                                               |                                            |                                            |                                            |                                            |  |  |                                                  |                                                  |                                                  |                                                  |                                                  |                                                  |  |  |  |  |  |  |  |  |  |  |  |  |  |  |  |  |  |  |  |  |
| (1)Vũ Vương Thốc Phát Ô Cô ?-?-397 397-399      | (1)Vũ Vương Thốc Phát Ô Cô ?-?-397 397-399      | (1)Vũ Vương Thốc Phát Ô Cô ?-?-397 397-399      | (1)Vũ Vương Thốc Phát Ô Cô ?-?-397 397-399      | (1)Vũ Vương Thốc Phát Ô Cô ?-?-397 397-399      | (1)Vũ Vương Thốc Phát Ô Cô ?-?-397 397-399      |                             |                             | (2)Khang Vương Thốc Phát Lợi Lộc Cô ?-399-402 | (2)Khang Vương Thốc Phát Lợi Lộc Cô ?-399-402 | (2)Khang Vương Thốc Phát Lợi Lộc Cô ?-399-402 | (2)Khang Vương Thốc Phát Lợi Lộc Cô ?-399-402 | (2)Khang Vương Thốc Phát Lợi Lộc Cô ?-399-402 | (2)Khang Vương Thốc Phát Lợi Lộc Cô ?-399-402 |  |  | (3)Cảnh Vương Thốc Phát Nục Đàn ?-402-414-415    | (3)Cảnh Vương Thốc Phát Nục Đàn ?-402-414-415    | (3)Cảnh Vương Thốc Phát Nục Đàn ?-402-414-415    | (3)Cảnh Vương Thốc Phát Nục Đàn ?-402-414-415    | (3)Cảnh Vương Thốc Phát Nục Đàn ?-402-414-415    | (3)Cảnh Vương Thốc Phát Nục Đàn ?-402-414-415    |  |  |                                              |                                              |                                              |                                              |                                              |                                              |  |  |                                                    |                                                    |                                                    |                                                    |                                                    |                                                    |  |  | (2)Bắc Ngụy Minh Nguyên Đế Thác Bạt Tự 392-409-423          | (2)Bắc Ngụy Minh Nguyên Đế Thác Bạt Tự 392-409-423          | (2)Bắc Ngụy Minh Nguyên Đế Thác Bạt Tự 392-409-423          | (2)Bắc Ngụy Minh Nguyên Đế Thác Bạt Tự 392-409-423          | (2)Bắc Ngụy Minh Nguyên Đế Thác Bạt Tự 392-409-423          | (2)Bắc Ngụy Minh Nguyên Đế Thác Bạt Tự 392-409-423          |  |  |                                                  |                                                  |                                                  |                                                  |                                                  |                                                  |  |  |                                                     |                                                     |                                                     |                                                     |                                                     |                                                     |                                               |                                               |                                               |                                               |                                            |                                            |                                            |                                            |  |  |                                                  |                                                  |                                                  |                                                  |                                                  |                                                  |  |  |  |  |  |  |  |  |  |  |  |  |  |  |  |  |  |  |  |  |
|                                                 |                                                 |                                                 |                                                 |                                                 |                                                 |                             |                             |                                               |                                               |                                               |                                               |                                               |                                               |  |  |                                                  |                                                  |                                                  |                                                  |                                                  |                                                  |  |  |                                              |                                              |                                              |                                              |                                              |                                              |  |  |                                                    |                                                    |                                                    |                                                    |                                                    |                                                    |  |  | (3)Bắc Ngụy Thái Vũ Đế Thác Bạt Đảo 408-423-452             |                                                             |                                                             |                                                             |                                                             |                                                             |  |  |                                                  |                                                  |                                                  |                                                  |                                                  |                                                  |  |  |                                                     |                                                     |                                                     |                                                     |                                                     |                                                     |                                               |                                               |                                               |                                               |                                            |                                            |                                            |                                            |  |  |                                                  |                                                  |                                                  |                                                  |                                                  |                                                  |  |  |  |  |  |  |  |  |  |  |  |  |  |  |  |  |  |  |  |  |
|                                                 |                                                 |                                                 |                                                 |                                                 |                                                 |                             |                             |                                               |                                               |                                               |                                               |                                               |                                               |  |  |                                                  |                                                  |                                                  |                                                  |                                                  |                                                  |  |  |                                              |                                              |                                              |                                              |                                              |                                              |  |  |                                                    |                                                    |                                                    |                                                    |                                                    |                                                    |  |  |                                                             |                                                             |                                                             |                                                             |                                                             |                                                             |  |  |                                                  |                                                  |                                                  |                                                  |                                                  |                                                  |  |  |                                                     |                                                     |                                                     |                                                     |                                                     |                                                     |                                               |                                               |                                               |                                               |                                            |                                            |                                            |                                            |  |  |                                                  |                                                  |                                                  |                                                  |                                                  |                                                  |  |  |  |  |  |  |  |  |  |  |  |  |  |  |  |  |  |  |  |  |
|                                                 |                                                 |                                                 |                                                 |                                                 |                                                 |                             |                             |                                               |                                               |                                               |                                               |                                               |                                               |  |  |                                                  |                                                  |                                                  |                                                  |                                                  |                                                  |  |  |                                              |                                              |                                              |                                              |                                              |                                              |  |  |                                                    |                                                    |                                                    |                                                    |                                                    |                                                    |  |  |                                                             |                                                             |                                                             |                                                             |                                                             |                                                             |  |  |                                                  |                                                  |                                                  |                                                  |                                                  |                                                  |  |  |                                                     |                                                     |                                                     |                                                     |                                                     |                                                     |                                               |                                               |                                               |                                               |                                            |                                            |                                            |                                            |  |  |                                                  |                                                  |                                                  |                                                  |                                                  |                                                  |  |  |  |  |  |  |  |  |  |  |  |  |  |  |  |  |  |  |  |  |
|                                                 |                                                 |                                                 |                                                 |                                                 |                                                 |                             |                             |                                               |                                               |                                               |                                               |                                               |                                               |  |  |                                                  |                                                  |                                                  |                                                  |                                                  |                                                  |  |  |                                              |                                              |                                              |                                              |                                              |                                              |  |  | Cảnh Mục Đế Thác Bạt Hoảng 428-451                 | Cảnh Mục Đế Thác Bạt Hoảng 428-451                 | Cảnh Mục Đế Thác Bạt Hoảng 428-451                 | Cảnh Mục Đế Thác Bạt Hoảng 428-451                 | Cảnh Mục Đế Thác Bạt Hoảng 428-451                 | Cảnh Mục Đế Thác Bạt Hoảng 428-451                 |  |  |                                                             |                                                             |                                                             |                                                             |                                                             |                                                             |  |  | (4)Nam An Ẩn vương Thác Bạc Dư ?-452             | (4)Nam An Ẩn vương Thác Bạc Dư ?-452             | (4)Nam An Ẩn vương Thác Bạc Dư ?-452             | (4)Nam An Ẩn vương Thác Bạc Dư ?-452             | (4)Nam An Ẩn vương Thác Bạc Dư ?-452             | (4)Nam An Ẩn vương Thác Bạc Dư ?-452             |  |  |                                                     |                                                     |                                                     |                                                     |                                                     |                                                     |                                               |                                               |                                               |                                               |                                            |                                            |                                            |                                            |  |  |                                                  |                                                  |                                                  |                                                  |                                                  |                                                  |  |  |  |  |  |  |  |  |  |  |  |  |  |  |  |  |  |  |  |  |
|                                                 |                                                 |                                                 |                                                 |                                                 |                                                 |                             |                             |                                               |                                               |                                               |                                               |                                               |                                               |  |  |                                                  |                                                  |                                                  |                                                  |                                                  |                                                  |  |  |                                              |                                              |                                              |                                              |                                              |                                              |  |  | Cảnh Mục Đế Thác Bạt Hoảng 428-451                 | Cảnh Mục Đế Thác Bạt Hoảng 428-451                 | Cảnh Mục Đế Thác Bạt Hoảng 428-451                 | Cảnh Mục Đế Thác Bạt Hoảng 428-451                 | Cảnh Mục Đế Thác Bạt Hoảng 428-451                 | Cảnh Mục Đế Thác Bạt Hoảng 428-451                 |  |  |                                                             |                                                             |                                                             |                                                             |                                                             |                                                             |  |  | (4)Nam An Ẩn vương Thác Bạc Dư ?-452             | (4)Nam An Ẩn vương Thác Bạc Dư ?-452             | (4)Nam An Ẩn vương Thác Bạc Dư ?-452             | (4)Nam An Ẩn vương Thác Bạc Dư ?-452             | (4)Nam An Ẩn vương Thác Bạc Dư ?-452             | (4)Nam An Ẩn vương Thác Bạc Dư ?-452             |  |  |                                                     |                                                     |                                                     |                                                     |                                                     |                                                     |                                               |                                               |                                               |                                               |                                            |                                            |                                            |                                            |  |  |                                                  |                                                  |                                                  |                                                  |                                                  |                                                  |  |  |  |  |  |  |  |  |  |  |  |  |  |  |  |  |  |  |  |  |
|                                                 |                                                 |                                                 |                                                 |                                                 |                                                 |                             |                             |                                               |                                               |                                               |                                               |                                               |                                               |  |  |                                                  |                                                  |                                                  |                                                  |                                                  |                                                  |  |  |                                              |                                              |                                              |                                              |                                              |                                              |  |  |                                                    |                                                    |                                                    |                                                    |                                                    |                                                    |  |  |                                                             |                                                             |                                                             |                                                             |                                                             |                                                             |  |  |                                                  |                                                  |                                                  |                                                  |                                                  |                                                  |  |  |                                                     |                                                     |                                                     |                                                     |                                                     |                                                     |                                               |                                               |                                               |                                               |                                            |                                            |                                            |                                            |  |  |                                                  |                                                  |                                                  |                                                  |                                                  |                                                  |  |  |  |  |  |  |  |  |  |  |  |  |  |  |  |  |  |  |  |  |
|                                                 |                                                 |                                                 |                                                 |                                                 |                                                 |                             |                             |                                               |                                               |                                               |                                               |                                               |                                               |  |  |                                                  |                                                  |                                                  |                                                  |                                                  |                                                  |  |  |                                              |                                              |                                              |                                              |                                              |                                              |  |  | (5)Bắc Ngụy Văn Thành Đế Thác Bạt Tuấn 440-452-465 | (5)Bắc Ngụy Văn Thành Đế Thác Bạt Tuấn 440-452-465 | (5)Bắc Ngụy Văn Thành Đế Thác Bạt Tuấn 440-452-465 | (5)Bắc Ngụy Văn Thành Đế Thác Bạt Tuấn 440-452-465 | (5)Bắc Ngụy Văn Thành Đế Thác Bạt Tuấn 440-452-465 | (5)Bắc Ngụy Văn Thành Đế Thác Bạt Tuấn 440-452-465 |  |  |                                                             |                                                             |                                                             |                                                             |                                                             |                                                             |  |  |                                                  |                                                  |                                                  |                                                  |                                                  |                                                  |  |  |                                                     |                                                     |                                                     |                                                     |                                                     |                                                     |                                               |                                               | Nam An Huệ vương Thác Bạt Trinh ?-496         | Nam An Huệ vương Thác Bạt Trinh ?-496         | Nam An Huệ vương Thác Bạt Trinh ?-496      | Nam An Huệ vương Thác Bạt Trinh ?-496      | Nam An Huệ vương Thác Bạt Trinh ?-496      | Nam An Huệ vương Thác Bạt Trinh ?-496      |  |  | Chương Vũ Kính vương Thác Bạt Thái Lạc ?-468     | Chương Vũ Kính vương Thác Bạt Thái Lạc ?-468     | Chương Vũ Kính vương Thác Bạt Thái Lạc ?-468     | Chương Vũ Kính vương Thác Bạt Thái Lạc ?-468     | Chương Vũ Kính vương Thác Bạt Thái Lạc ?-468     | Chương Vũ Kính vương Thác Bạt Thái Lạc ?-468     |  |  |  |  |  |  |  |  |  |  |  |  |  |  |  |  |  |  |  |  |
|                                                 |                                                 |                                                 |                                                 |                                                 |                                                 |                             |                             |                                               |                                               |                                               |                                               |                                               |                                               |  |  |                                                  |                                                  |                                                  |                                                  |                                                  |                                                  |  |  |                                              |                                              |                                              |                                              |                                              |                                              |  |  | (5)Bắc Ngụy Văn Thành Đế Thác Bạt Tuấn 440-452-465 | (5)Bắc Ngụy Văn Thành Đế Thác Bạt Tuấn 440-452-465 | (5)Bắc Ngụy Văn Thành Đế Thác Bạt Tuấn 440-452-465 | (5)Bắc Ngụy Văn Thành Đế Thác Bạt Tuấn 440-452-465 | (5)Bắc Ngụy Văn Thành Đế Thác Bạt Tuấn 440-452-465 | (5)Bắc Ngụy Văn Thành Đế Thác Bạt Tuấn 440-452-465 |  |  |                                                             |                                                             |                                                             |                                                             |                                                             |                                                             |  |  |                                                  |                                                  |                                                  |                                                  |                                                  |                                                  |  |  |                                                     |                                                     |                                                     |                                                     |                                                     |                                                     |                                               |                                               | Nam An Huệ vương Thác Bạt Trinh ?-496         | Nam An Huệ vương Thác Bạt Trinh ?-496         | Nam An Huệ vương Thác Bạt Trinh ?-496      | Nam An Huệ vương Thác Bạt Trinh ?-496      | Nam An Huệ vương Thác Bạt Trinh ?-496      | Nam An Huệ vương Thác Bạt Trinh ?-496      |  |  | Chương Vũ Kính vương Thác Bạt Thái Lạc ?-468     | Chương Vũ Kính vương Thác Bạt Thái Lạc ?-468     | Chương Vũ Kính vương Thác Bạt Thái Lạc ?-468     | Chương Vũ Kính vương Thác Bạt Thái Lạc ?-468     | Chương Vũ Kính vương Thác Bạt Thái Lạc ?-468     | Chương Vũ Kính vương Thác Bạt Thái Lạc ?-468     |  |  |  |  |  |  |  |  |  |  |  |  |  |  |  |  |  |  |  |  |
|                                                 |                                                 |                                                 |                                                 |                                                 |                                                 |                             |                             |                                               |                                               |                                               |                                               |                                               |                                               |  |  |                                                  |                                                  |                                                  |                                                  |                                                  |                                                  |  |  |                                              |                                              |                                              |                                              |                                              |                                              |  |  |                                                    |                                                    |                                                    |                                                    |                                                    |                                                    |  |  |                                                             |                                                             |                                                             |                                                             |                                                             |                                                             |  |  |                                                  |                                                  |                                                  |                                                  |                                                  |                                                  |  |  |                                                     |                                                     |                                                     |                                                     |                                                     |                                                     |                                               |                                               |                                               |                                               |                                            |                                            |                                            |                                            |  |  |                                                  |                                                  |                                                  |                                                  |                                                  |                                                  |  |  |  |  |  |  |  |  |  |  |  |  |  |  |  |  |  |  |  |  |
|                                                 |                                                 |                                                 |                                                 |                                                 |                                                 |                             |                             |                                               |                                               |                                               |                                               |                                               |                                               |  |  |                                                  |                                                  |                                                  |                                                  |                                                  |                                                  |  |  |                                              |                                              |                                              |                                              |                                              |                                              |  |  |                                                    |                                                    |                                                    |                                                    |                                                    |                                                    |  |  |                                                             |                                                             |                                                             |                                                             |                                                             |                                                             |  |  |                                                  |                                                  |                                                  |                                                  |                                                  |                                                  |  |  |                                                     |                                                     |                                                     |                                                     |                                                     |                                                     |                                               |                                               |                                               |                                               |                                            |                                            |                                            |                                            |  |  |                                                  |                                                  |                                                  |                                                  |                                                  |                                                  |  |  |  |  |  |  |  |  |  |  |  |  |  |  |  |  |  |  |  |  |
|                                                 |                                                 |                                                 |                                                 |                                                 |                                                 |                             |                             |                                               |                                               |                                               |                                               |                                               |                                               |  |  |                                                  |                                                  |                                                  |                                                  |                                                  |                                                  |  |  |                                              |                                              |                                              |                                              |                                              |                                              |  |  |                                                    |                                                    |                                                    |                                                    |                                                    |                                                    |  |  |                                                             |                                                             |                                                             |                                                             |                                                             |                                                             |  |  |                                                  |                                                  |                                                  |                                                  |                                                  |                                                  |  |  |                                                     |                                                     |                                                     |                                                     |                                                     |                                                     |                                               |                                               |                                               |                                               |                                            |                                            |                                            |                                            |  |  |                                                  |                                                  |                                                  |                                                  |                                                  |                                                  |  |  |  |  |  |  |  |  |  |  |  |  |  |  |  |  |  |  |  |  |
|                                                 |                                                 |                                                 |                                                 |                                                 |                                                 |                             |                             |                                               |                                               |                                               |                                               |                                               |                                               |  |  |                                                  |                                                  |                                                  |                                                  |                                                  |                                                  |  |  |                                              |                                              |                                              |                                              |                                              |                                              |  |  | (6)Bắc Ngụy Hiến Văn Đế Thác Bạt Hoằng 454-465-476 | (6)Bắc Ngụy Hiến Văn Đế Thác Bạt Hoằng 454-465-476 | (6)Bắc Ngụy Hiến Văn Đế Thác Bạt Hoằng 454-465-476 | (6)Bắc Ngụy Hiến Văn Đế Thác Bạt Hoằng 454-465-476 | (6)Bắc Ngụy Hiến Văn Đế Thác Bạt Hoằng 454-465-476 | (6)Bắc Ngụy Hiến Văn Đế Thác Bạt Hoằng 454-465-476 |  |  |                                                             |                                                             |                                                             |                                                             |                                                             |                                                             |  |  |                                                  |                                                  |                                                  |                                                  |                                                  |                                                  |  |  | Trung Sơn Hiến Vũ vương Nguyên Anh ?-510            | Trung Sơn Hiến Vũ vương Nguyên Anh ?-510            | Trung Sơn Hiến Vũ vương Nguyên Anh ?-510            | Trung Sơn Hiến Vũ vương Nguyên Anh ?-510            | Trung Sơn Hiến Vũ vương Nguyên Anh ?-510            | Trung Sơn Hiến Vũ vương Nguyên Anh ?-510            |                                               |                                               | Chương Vũ vương Nguyên Bân 464-499            | Chương Vũ vương Nguyên Bân 464-499            | Chương Vũ vương Nguyên Bân 464-499         | Chương Vũ vương Nguyên Bân 464-499         | Chương Vũ vương Nguyên Bân 464-499         | Chương Vũ vương Nguyên Bân 464-499         |  |  | Phù Phong vương Nguyên Di ?-?                    | Phù Phong vương Nguyên Di ?-?                    | Phù Phong vương Nguyên Di ?-?                    | Phù Phong vương Nguyên Di ?-?                    | Phù Phong vương Nguyên Di ?-?                    | Phù Phong vương Nguyên Di ?-?                    |  |  |  |  |  |  |  |  |  |  |  |  |  |  |  |  |  |  |  |  |
|                                                 |                                                 |                                                 |                                                 |                                                 |                                                 |                             |                             |                                               |                                               |                                               |                                               |                                               |                                               |  |  |                                                  |                                                  |                                                  |                                                  |                                                  |                                                  |  |  |                                              |                                              |                                              |                                              |                                              |                                              |  |  | (6)Bắc Ngụy Hiến Văn Đế Thác Bạt Hoằng 454-465-476 | (6)Bắc Ngụy Hiến Văn Đế Thác Bạt Hoằng 454-465-476 | (6)Bắc Ngụy Hiến Văn Đế Thác Bạt Hoằng 454-465-476 | (6)Bắc Ngụy Hiến Văn Đế Thác Bạt Hoằng 454-465-476 | (6)Bắc Ngụy Hiến Văn Đế Thác Bạt Hoằng 454-465-476 | (6)Bắc Ngụy Hiến Văn Đế Thác Bạt Hoằng 454-465-476 |  |  |                                                             |                                                             |                                                             |                                                             |                                                             |                                                             |  |  |                                                  |                                                  |                                                  |                                                  |                                                  |                                                  |  |  | Trung Sơn Hiến Vũ vương Nguyên Anh ?-510            | Trung Sơn Hiến Vũ vương Nguyên Anh ?-510            | Trung Sơn Hiến Vũ vương Nguyên Anh ?-510            | Trung Sơn Hiến Vũ vương Nguyên Anh ?-510            | Trung Sơn Hiến Vũ vương Nguyên Anh ?-510            | Trung Sơn Hiến Vũ vương Nguyên Anh ?-510            |                                               |                                               | Chương Vũ vương Nguyên Bân 464-499            | Chương Vũ vương Nguyên Bân 464-499            | Chương Vũ vương Nguyên Bân 464-499         | Chương Vũ vương Nguyên Bân 464-499         | Chương Vũ vương Nguyên Bân 464-499         | Chương Vũ vương Nguyên Bân 464-499         |  |  | Phù Phong vương Nguyên Di ?-?                    | Phù Phong vương Nguyên Di ?-?                    | Phù Phong vương Nguyên Di ?-?                    | Phù Phong vương Nguyên Di ?-?                    | Phù Phong vương Nguyên Di ?-?                    | Phù Phong vương Nguyên Di ?-?                    |  |  |  |  |  |  |  |  |  |  |  |  |  |  |  |  |  |  |  |  |
|                                                 |                                                 |                                                 |                                                 |                                                 |                                                 |                             |                             |                                               |                                               |                                               |                                               |                                               |                                               |  |  |                                                  |                                                  |                                                  |                                                  |                                                  |                                                  |  |  |                                              |                                              |                                              |                                              |                                              |                                              |  |  |                                                    |                                                    |                                                    |                                                    |                                                    |                                                    |  |  |                                                             |                                                             |                                                             |                                                             |                                                             |                                                             |  |  |                                                  |                                                  |                                                  |                                                  |                                                  |                                                  |  |  |                                                     |                                                     |                                                     |                                                     |                                                     |                                                     |                                               |                                               |                                               |                                               |                                            |                                            |                                            |                                            |  |  |                                                  |                                                  |                                                  |                                                  |                                                  |                                                  |  |  |  |  |  |  |  |  |  |  |  |  |  |  |  |  |  |  |  |  |
|                                                 |                                                 |                                                 |                                                 |                                                 |                                                 |                             |                             |                                               |                                               |                                               |                                               |                                               |                                               |  |  | (7)Bắc Ngụy Hiếu Văn Đế Nguyên Hoành 467-471-499 | (7)Bắc Ngụy Hiếu Văn Đế Nguyên Hoành 467-471-499 | (7)Bắc Ngụy Hiếu Văn Đế Nguyên Hoành 467-471-499 | (7)Bắc Ngụy Hiếu Văn Đế Nguyên Hoành 467-471-499 | (7)Bắc Ngụy Hiếu Văn Đế Nguyên Hoành 467-471-499 | (7)Bắc Ngụy Hiếu Văn Đế Nguyên Hoành 467-471-499 |  |  |                                              |                                              |                                              |                                              |                                              |                                              |  |  |                                                    |                                                    |                                                    |                                                    |                                                    |                                                    |  |  |                                                             |                                                             |                                                             |                                                             |                                                             |                                                             |  |  | Tiên Đế Nguyên Vũ 471-501                        | Tiên Đế Nguyên Vũ 471-501                        | Tiên Đế Nguyên Vũ 471-501                        | Tiên Đế Nguyên Vũ 471-501                        | Tiên Đế Nguyên Vũ 471-501                        | Tiên Đế Nguyên Vũ 471-501                        |  |  | Văn Mục Đế Nguyên Hiệp 473-508                      | Văn Mục Đế Nguyên Hiệp 473-508                      | Văn Mục Đế Nguyên Hiệp 473-508                      | Văn Mục Đế Nguyên Hiệp 473-508                      | Văn Mục Đế Nguyên Hiệp 473-508                      | Văn Mục Đế Nguyên Hiệp 473-508                      |                                               |                                               | Chương Vũ Trang Vũ vương Nguyên Dung ?-526    | Chương Vũ Trang Vũ vương Nguyên Dung ?-526    | Chương Vũ Trang Vũ vương Nguyên Dung ?-526 | Chương Vũ Trang Vũ vương Nguyên Dung ?-526 | Chương Vũ Trang Vũ vương Nguyên Dung ?-526 | Chương Vũ Trang Vũ vương Nguyên Dung ?-526 |  |  | (12)Trường Quảng vương Nguyên Diệp ?-530-531-532 | (12)Trường Quảng vương Nguyên Diệp ?-530-531-532 | (12)Trường Quảng vương Nguyên Diệp ?-530-531-532 | (12)Trường Quảng vương Nguyên Diệp ?-530-531-532 | (12)Trường Quảng vương Nguyên Diệp ?-530-531-532 | (12)Trường Quảng vương Nguyên Diệp ?-530-531-532 |  |  |  |  |  |  |  |  |  |  |  |  |  |  |  |  |  |  |  |  |
|                                                 |                                                 |                                                 |                                                 |                                                 |                                                 |                             |                             |                                               |                                               |                                               |                                               |                                               |                                               |  |  | (7)Bắc Ngụy Hiếu Văn Đế Nguyên Hoành 467-471-499 | (7)Bắc Ngụy Hiếu Văn Đế Nguyên Hoành 467-471-499 | (7)Bắc Ngụy Hiếu Văn Đế Nguyên Hoành 467-471-499 | (7)Bắc Ngụy Hiếu Văn Đế Nguyên Hoành 467-471-499 | (7)Bắc Ngụy Hiếu Văn Đế Nguyên Hoành 467-471-499 | (7)Bắc Ngụy Hiếu Văn Đế Nguyên Hoành 467-471-499 |  |  |                                              |                                              |                                              |                                              |                                              |                                              |  |  |                                                    |                                                    |                                                    |                                                    |                                                    |                                                    |  |  |                                                             |                                                             |                                                             |                                                             |                                                             |                                                             |  |  | Tiên Đế Nguyên Vũ 471-501                        | Tiên Đế Nguyên Vũ 471-501                        | Tiên Đế Nguyên Vũ 471-501                        | Tiên Đế Nguyên Vũ 471-501                        | Tiên Đế Nguyên Vũ 471-501                        | Tiên Đế Nguyên Vũ 471-501                        |  |  | Văn Mục Đế Nguyên Hiệp 473-508                      | Văn Mục Đế Nguyên Hiệp 473-508                      | Văn Mục Đế Nguyên Hiệp 473-508                      | Văn Mục Đế Nguyên Hiệp 473-508                      | Văn Mục Đế Nguyên Hiệp 473-508                      | Văn Mục Đế Nguyên Hiệp 473-508                      |                                               |                                               | Chương Vũ Trang Vũ vương Nguyên Dung ?-526    | Chương Vũ Trang Vũ vương Nguyên Dung ?-526    | Chương Vũ Trang Vũ vương Nguyên Dung ?-526 | Chương Vũ Trang Vũ vương Nguyên Dung ?-526 | Chương Vũ Trang Vũ vương Nguyên Dung ?-526 | Chương Vũ Trang Vũ vương Nguyên Dung ?-526 |  |  | (12)Trường Quảng vương Nguyên Diệp ?-530-531-532 | (12)Trường Quảng vương Nguyên Diệp ?-530-531-532 | (12)Trường Quảng vương Nguyên Diệp ?-530-531-532 | (12)Trường Quảng vương Nguyên Diệp ?-530-531-532 | (12)Trường Quảng vương Nguyên Diệp ?-530-531-532 | (12)Trường Quảng vương Nguyên Diệp ?-530-531-532 |  |  |  |  |  |  |  |  |  |  |  |  |  |  |  |  |  |  |  |  |
|                                                 |                                                 |                                                 |                                                 |                                                 |                                                 |                             |                             |                                               |                                               |                                               |                                               |                                               |                                               |  |  |                                                  |                                                  |                                                  |                                                  |                                                  |                                                  |  |  |                                              |                                              |                                              |                                              |                                              |                                              |  |  |                                                    |                                                    |                                                    |                                                    |                                                    |                                                    |  |  |                                                             |                                                             |                                                             |                                                             |                                                             |                                                             |  |  |                                                  |                                                  |                                                  |                                                  |                                                  |                                                  |  |  |                                                     |                                                     |                                                     |                                                     |                                                     |                                                     |                                               |                                               |                                               |                                               |                                            |                                            |                                            |                                            |  |  |                                                  |                                                  |                                                  |                                                  |                                                  |                                                  |  |  |  |  |  |  |  |  |  |  |  |  |  |  |  |  |  |  |  |  |
| (8)Bắc Ngụy Tuyên Vũ Đế Nguyên Khác 483-499-515 | (8)Bắc Ngụy Tuyên Vũ Đế Nguyên Khác 483-499-515 | (8)Bắc Ngụy Tuyên Vũ Đế Nguyên Khác 483-499-515 | (8)Bắc Ngụy Tuyên Vũ Đế Nguyên Khác 483-499-515 | (8)Bắc Ngụy Tuyên Vũ Đế Nguyên Khác 483-499-515 | (8)Bắc Ngụy Tuyên Vũ Đế Nguyên Khác 483-499-515 |                             |                             | Vũ Mục Đế Nguyên Hoài 488-517                 | Vũ Mục Đế Nguyên Hoài 488-517                 | Vũ Mục Đế Nguyên Hoài 488-517                 | Vũ Mục Đế Nguyên Hoài 488-517                 | Vũ Mục Đế Nguyên Hoài 488-517                 | Vũ Mục Đế Nguyên Hoài 488-517                 |  |  | Văn Cảnh Đế Nguyên Du 488-508                    | Văn Cảnh Đế Nguyên Du 488-508                    | Văn Cảnh Đế Nguyên Du 488-508                    | Văn Cảnh Đế Nguyên Du 488-508                    | Văn Cảnh Đế Nguyên Du 488-508                    | Văn Cảnh Đế Nguyên Du 488-508                    |  |  |                                              |                                              |                                              |                                              |                                              |                                              |  |  |                                                    |                                                    |                                                    |                                                    |                                                    |                                                    |  |  | Thanh Hà Văn Hiến vương Nguyên Dịch 487-520                 | Thanh Hà Văn Hiến vương Nguyên Dịch 487-520                 | Thanh Hà Văn Hiến vương Nguyên Dịch 487-520                 | Thanh Hà Văn Hiến vương Nguyên Dịch 487-520                 | Thanh Hà Văn Hiến vương Nguyên Dịch 487-520                 | Thanh Hà Văn Hiến vương Nguyên Dịch 487-520                 |  |  | (13)Bắc Ngụy Tiết Mẫn Đế Nguyên Cung 498-531-532 | (13)Bắc Ngụy Tiết Mẫn Đế Nguyên Cung 498-531-532 | (13)Bắc Ngụy Tiết Mẫn Đế Nguyên Cung 498-531-532 | (13)Bắc Ngụy Tiết Mẫn Đế Nguyên Cung 498-531-532 | (13)Bắc Ngụy Tiết Mẫn Đế Nguyên Cung 498-531-532 | (13)Bắc Ngụy Tiết Mẫn Đế Nguyên Cung 498-531-532 |  |  | (11)Bắc Ngụy Hiếu Trang Đế Nguyên Tử Du 507-528-530 | (11)Bắc Ngụy Hiếu Trang Đế Nguyên Tử Du 507-528-530 | (11)Bắc Ngụy Hiếu Trang Đế Nguyên Tử Du 507-528-530 | (11)Bắc Ngụy Hiếu Trang Đế Nguyên Tử Du 507-528-530 | (11)Bắc Ngụy Hiếu Trang Đế Nguyên Tử Du 507-528-530 | (11)Bắc Ngụy Hiếu Trang Đế Nguyên Tử Du 507-528-530 |                                               |                                               | (14)An Định vương Nguyên Lãng 513-531-532     | (14)An Định vương Nguyên Lãng 513-531-532     | (14)An Định vương Nguyên Lãng 513-531-532  | (14)An Định vương Nguyên Lãng 513-531-532  | (14)An Định vương Nguyên Lãng 513-531-532  | (14)An Định vương Nguyên Lãng 513-531-532  |  |  |                                                  |                                                  |                                                  |                                                  |                                                  |                                                  |  |  |  |  |  |  |  |  |  |  |  |  |  |  |  |  |  |  |  |  |
| (8)Bắc Ngụy Tuyên Vũ Đế Nguyên Khác 483-499-515 | (8)Bắc Ngụy Tuyên Vũ Đế Nguyên Khác 483-499-515 | (8)Bắc Ngụy Tuyên Vũ Đế Nguyên Khác 483-499-515 | (8)Bắc Ngụy Tuyên Vũ Đế Nguyên Khác 483-499-515 | (8)Bắc Ngụy Tuyên Vũ Đế Nguyên Khác 483-499-515 | (8)Bắc Ngụy Tuyên Vũ Đế Nguyên Khác 483-499-515 |                             |                             | Vũ Mục Đế Nguyên Hoài 488-517                 | Vũ Mục Đế Nguyên Hoài 488-517                 | Vũ Mục Đế Nguyên Hoài 488-517                 | Vũ Mục Đế Nguyên Hoài 488-517                 | Vũ Mục Đế Nguyên Hoài 488-517                 | Vũ Mục Đế Nguyên Hoài 488-517                 |  |  | Văn Cảnh Đế Nguyên Du 488-508                    | Văn Cảnh Đế Nguyên Du 488-508                    | Văn Cảnh Đế Nguyên Du 488-508                    | Văn Cảnh Đế Nguyên Du 488-508                    | Văn Cảnh Đế Nguyên Du 488-508                    | Văn Cảnh Đế Nguyên Du 488-508                    |  |  |                                              |                                              |                                              |                                              |                                              |                                              |  |  |                                                    |                                                    |                                                    |                                                    |                                                    |                                                    |  |  | Thanh Hà Văn Hiến vương Nguyên Dịch 487-520                 | Thanh Hà Văn Hiến vương Nguyên Dịch 487-520                 | Thanh Hà Văn Hiến vương Nguyên Dịch 487-520                 | Thanh Hà Văn Hiến vương Nguyên Dịch 487-520                 | Thanh Hà Văn Hiến vương Nguyên Dịch 487-520                 | Thanh Hà Văn Hiến vương Nguyên Dịch 487-520                 |  |  | (13)Bắc Ngụy Tiết Mẫn Đế Nguyên Cung 498-531-532 | (13)Bắc Ngụy Tiết Mẫn Đế Nguyên Cung 498-531-532 | (13)Bắc Ngụy Tiết Mẫn Đế Nguyên Cung 498-531-532 | (13)Bắc Ngụy Tiết Mẫn Đế Nguyên Cung 498-531-532 | (13)Bắc Ngụy Tiết Mẫn Đế Nguyên Cung 498-531-532 | (13)Bắc Ngụy Tiết Mẫn Đế Nguyên Cung 498-531-532 |  |  | (11)Bắc Ngụy Hiếu Trang Đế Nguyên Tử Du 507-528-530 | (11)Bắc Ngụy Hiếu Trang Đế Nguyên Tử Du 507-528-530 | (11)Bắc Ngụy Hiếu Trang Đế Nguyên Tử Du 507-528-530 | (11)Bắc Ngụy Hiếu Trang Đế Nguyên Tử Du 507-528-530 | (11)Bắc Ngụy Hiếu Trang Đế Nguyên Tử Du 507-528-530 | (11)Bắc Ngụy Hiếu Trang Đế Nguyên Tử Du 507-528-530 |                                               |                                               | (14)An Định vương Nguyên Lãng 513-531-532     | (14)An Định vương Nguyên Lãng 513-531-532     | (14)An Định vương Nguyên Lãng 513-531-532  | (14)An Định vương Nguyên Lãng 513-531-532  | (14)An Định vương Nguyên Lãng 513-531-532  | (14)An Định vương Nguyên Lãng 513-531-532  |  |  |                                                  |                                                  |                                                  |                                                  |                                                  |                                                  |  |  |  |  |  |  |  |  |  |  |  |  |  |  |  |  |  |  |  |  |
|                                                 |                                                 |                                                 |                                                 |                                                 |                                                 |                             |                             |                                               |                                               |                                               |                                               |                                               |                                               |  |  |                                                  |                                                  |                                                  |                                                  |                                                  |                                                  |  |  |                                              |                                              |                                              |                                              |                                              |                                              |  |  |                                                    |                                                    |                                                    |                                                    |                                                    |                                                    |  |  |                                                             |                                                             |                                                             |                                                             |                                                             |                                                             |  |  |                                                  |                                                  |                                                  |                                                  |                                                  |                                                  |  |  |                                                     |                                                     |                                                     |                                                     |                                                     |                                                     |                                               |                                               |                                               |                                               |                                            |                                            |                                            |                                            |  |  |                                                  |                                                  |                                                  |                                                  |                                                  |                                                  |  |  |  |  |  |  |  |  |  |  |  |  |  |  |  |  |  |  |  |  |
|                                                 |                                                 |                                                 |                                                 |                                                 |                                                 |                             |                             |                                               |                                               |                                               |                                               |                                               |                                               |  |  |                                                  |                                                  |                                                  |                                                  |                                                  |                                                  |  |  | Tây Ngụy                                     |                                              |                                              |                                              |                                              |                                              |  |  |                                                    |                                                    |                                                    |                                                    |                                                    |                                                    |  |  |                                                             |                                                             |                                                             |                                                             |                                                             |                                                             |  |  |                                                  |                                                  |                                                  |                                                  |                                                  |                                                  |  |  |                                                     |                                                     |                                                     |                                                     |                                                     |                                                     |                                               |                                               |                                               |                                               |                                            |                                            |                                            |                                            |  |  |                                                  |                                                  |                                                  |                                                  |                                                  |                                                  |  |  |  |  |  |  |  |  |  |  |  |  |  |  |  |  |  |  |  |  |
| (9)Bắc Ngụy Hiếu Minh Đế Nguyên Hủ 510-515-528  | (9)Bắc Ngụy Hiếu Minh Đế Nguyên Hủ 510-515-528  | (9)Bắc Ngụy Hiếu Minh Đế Nguyên Hủ 510-515-528  | (9)Bắc Ngụy Hiếu Minh Đế Nguyên Hủ 510-515-528  | (9)Bắc Ngụy Hiếu Minh Đế Nguyên Hủ 510-515-528  | (9)Bắc Ngụy Hiếu Minh Đế Nguyên Hủ 510-515-528  |                             |                             | (15)Bắc Ngụy Hiếu Vũ Đế Nguyên Tu 510-532-534 | (15)Bắc Ngụy Hiếu Vũ Đế Nguyên Tu 510-532-534 | (15)Bắc Ngụy Hiếu Vũ Đế Nguyên Tu 510-532-534 | (15)Bắc Ngụy Hiếu Vũ Đế Nguyên Tu 510-532-534 | (15)Bắc Ngụy Hiếu Vũ Đế Nguyên Tu 510-532-534 | (15)Bắc Ngụy Hiếu Vũ Đế Nguyên Tu 510-532-534 |  |  | Lâm Thao vương Nguyên Bảo Huy ?-?                | Lâm Thao vương Nguyên Bảo Huy ?-?                | Lâm Thao vương Nguyên Bảo Huy ?-?                | Lâm Thao vương Nguyên Bảo Huy ?-?                | Lâm Thao vương Nguyên Bảo Huy ?-?                | Lâm Thao vương Nguyên Bảo Huy ?-?                |  |  | (1)Tây Ngụy Văn Đế Nguyên Bảo Cự 507-535-551 | (1)Tây Ngụy Văn Đế Nguyên Bảo Cự 507-535-551 | (1)Tây Ngụy Văn Đế Nguyên Bảo Cự 507-535-551 | (1)Tây Ngụy Văn Đế Nguyên Bảo Cự 507-535-551 | (1)Tây Ngụy Văn Đế Nguyên Bảo Cự 507-535-551 | (1)Tây Ngụy Văn Đế Nguyên Bảo Cự 507-535-551 |  |  |                                                    |                                                    |                                                    |                                                    |                                                    |                                                    |  |  | Thanh Hà Văn Tuyên vương Nguyên Đản ?-537                   | Thanh Hà Văn Tuyên vương Nguyên Đản ?-537                   | Thanh Hà Văn Tuyên vương Nguyên Đản ?-537                   | Thanh Hà Văn Tuyên vương Nguyên Đản ?-537                   | Thanh Hà Văn Tuyên vương Nguyên Đản ?-537                   | Thanh Hà Văn Tuyên vương Nguyên Đản ?-537                   |  |  |                                                  |                                                  |                                                  |                                                  |                                                  |                                                  |  |  |                                                     |                                                     |                                                     |                                                     |                                                     |                                                     |                                               |                                               |                                               |                                               |                                            |                                            |                                            |                                            |  |  |                                                  |                                                  |                                                  |                                                  |                                                  |                                                  |  |  |  |  |  |  |  |  |  |  |  |  |  |  |  |  |  |  |  |  |
| (9)Bắc Ngụy Hiếu Minh Đế Nguyên Hủ 510-515-528  | (9)Bắc Ngụy Hiếu Minh Đế Nguyên Hủ 510-515-528  | (9)Bắc Ngụy Hiếu Minh Đế Nguyên Hủ 510-515-528  | (9)Bắc Ngụy Hiếu Minh Đế Nguyên Hủ 510-515-528  | (9)Bắc Ngụy Hiếu Minh Đế Nguyên Hủ 510-515-528  | (9)Bắc Ngụy Hiếu Minh Đế Nguyên Hủ 510-515-528  |                             |                             | (15)Bắc Ngụy Hiếu Vũ Đế Nguyên Tu 510-532-534 | (15)Bắc Ngụy Hiếu Vũ Đế Nguyên Tu 510-532-534 | (15)Bắc Ngụy Hiếu Vũ Đế Nguyên Tu 510-532-534 | (15)Bắc Ngụy Hiếu Vũ Đế Nguyên Tu 510-532-534 | (15)Bắc Ngụy Hiếu Vũ Đế Nguyên Tu 510-532-534 | (15)Bắc Ngụy Hiếu Vũ Đế Nguyên Tu 510-532-534 |  |  | Lâm Thao vương Nguyên Bảo Huy ?-?                | Lâm Thao vương Nguyên Bảo Huy ?-?                | Lâm Thao vương Nguyên Bảo Huy ?-?                | Lâm Thao vương Nguyên Bảo Huy ?-?                | Lâm Thao vương Nguyên Bảo Huy ?-?                | Lâm Thao vương Nguyên Bảo Huy ?-?                |  |  | (1)Tây Ngụy Văn Đế Nguyên Bảo Cự 507-535-551 | (1)Tây Ngụy Văn Đế Nguyên Bảo Cự 507-535-551 | (1)Tây Ngụy Văn Đế Nguyên Bảo Cự 507-535-551 | (1)Tây Ngụy Văn Đế Nguyên Bảo Cự 507-535-551 | (1)Tây Ngụy Văn Đế Nguyên Bảo Cự 507-535-551 | (1)Tây Ngụy Văn Đế Nguyên Bảo Cự 507-535-551 |  |  |                                                    |                                                    |                                                    |                                                    |                                                    |                                                    |  |  | Thanh Hà Văn Tuyên vương Nguyên Đản ?-537                   | Thanh Hà Văn Tuyên vương Nguyên Đản ?-537                   | Thanh Hà Văn Tuyên vương Nguyên Đản ?-537                   | Thanh Hà Văn Tuyên vương Nguyên Đản ?-537                   | Thanh Hà Văn Tuyên vương Nguyên Đản ?-537                   | Thanh Hà Văn Tuyên vương Nguyên Đản ?-537                   |  |  |                                                  |                                                  |                                                  |                                                  |                                                  |                                                  |  |  |                                                     |                                                     |                                                     |                                                     |                                                     |                                                     |                                               |                                               |                                               |                                               |                                            |                                            |                                            |                                            |  |  |                                                  |                                                  |                                                  |                                                  |                                                  |                                                  |  |  |  |  |  |  |  |  |  |  |  |  |  |  |  |  |  |  |  |  |
|                                                 |                                                 |                                                 |                                                 |                                                 |                                                 |                             |                             |                                               |                                               |                                               |                                               |                                               |                                               |  |  |                                                  |                                                  |                                                  |                                                  |                                                  |                                                  |  |  |                                              |                                              |                                              |                                              |                                              |                                              |  |  |                                                    |                                                    |                                                    |                                                    |                                                    |                                                    |  |  |                                                             |                                                             |                                                             |                                                             |                                                             |                                                             |  |  |                                                  |                                                  |                                                  |                                                  |                                                  |                                                  |  |  |                                                     |                                                     |                                                     |                                                     |                                                     |                                                     |                                               |                                               |                                               |                                               |                                            |                                            |                                            |                                            |  |  |                                                  |                                                  |                                                  |                                                  |                                                  |                                                  |  |  |  |  |  |  |  |  |  |  |  |  |  |  |  |  |  |  |  |  |
|                                                 |                                                 |                                                 |                                                 |                                                 |                                                 |                             |                             |                                               |                                               |                                               |                                               |                                               |                                               |  |  |                                                  |                                                  |                                                  |                                                  |                                                  |                                                  |  |  |                                              |                                              |                                              |                                              |                                              |                                              |  |  |                                                    |                                                    |                                                    |                                                    |                                                    |                                                    |  |  | Đông Ngụy                                                   |                                                             |                                                             |                                                             |                                                             |                                                             |  |  |                                                  |                                                  |                                                  |                                                  |                                                  |                                                  |  |  |                                                     |                                                     |                                                     |                                                     |                                                     |                                                     |                                               |                                               |                                               |                                               |                                            |                                            |                                            |                                            |  |  |                                                  |                                                  |                                                  |                                                  |                                                  |                                                  |  |  |  |  |  |  |  |  |  |  |  |  |  |  |  |  |  |  |  |  |
| Tuyên Đế Nguyên thị 528-?                       | Tuyên Đế Nguyên thị 528-?                       | Tuyên Đế Nguyên thị 528-?                       | Tuyên Đế Nguyên thị 528-?                       | Tuyên Đế Nguyên thị 528-?                       | Tuyên Đế Nguyên thị 528-?                       |                             |                             |                                               |                                               |                                               |                                               |                                               |                                               |  |  | (10)Bắc Ngụy Ấu Chủ 526-528                      | (10)Bắc Ngụy Ấu Chủ 526-528                      | (10)Bắc Ngụy Ấu Chủ 526-528                      | (10)Bắc Ngụy Ấu Chủ 526-528                      | (10)Bắc Ngụy Ấu Chủ 526-528                      | (10)Bắc Ngụy Ấu Chủ 526-528                      |  |  | (2)Tây Ngụy Phế Đế Nguyên Khâm 525-551-554   | (2)Tây Ngụy Phế Đế Nguyên Khâm 525-551-554   | (2)Tây Ngụy Phế Đế Nguyên Khâm 525-551-554   | (2)Tây Ngụy Phế Đế Nguyên Khâm 525-551-554   | (2)Tây Ngụy Phế Đế Nguyên Khâm 525-551-554   | (2)Tây Ngụy Phế Đế Nguyên Khâm 525-551-554   |  |  | (3)Tây Ngụy Cung Đế Nguyên Khuếch 537-554-557      | (3)Tây Ngụy Cung Đế Nguyên Khuếch 537-554-557      | (3)Tây Ngụy Cung Đế Nguyên Khuếch 537-554-557      | (3)Tây Ngụy Cung Đế Nguyên Khuếch 537-554-557      | (3)Tây Ngụy Cung Đế Nguyên Khuếch 537-554-557      | (3)Tây Ngụy Cung Đế Nguyên Khuếch 537-554-557      |  |  | (1)Đông Ngụy Hiếu Tĩnh Đế Nguyên Thiện Kiến 524-534-550-551 | (1)Đông Ngụy Hiếu Tĩnh Đế Nguyên Thiện Kiến 524-534-550-551 | (1)Đông Ngụy Hiếu Tĩnh Đế Nguyên Thiện Kiến 524-534-550-551 | (1)Đông Ngụy Hiếu Tĩnh Đế Nguyên Thiện Kiến 524-534-550-551 | (1)Đông Ngụy Hiếu Tĩnh Đế Nguyên Thiện Kiến 524-534-550-551 | (1)Đông Ngụy Hiếu Tĩnh Đế Nguyên Thiện Kiến 524-534-550-551 |  |  |                                                  |                                                  |                                                  |                                                  |                                                  |                                                  |  |  |                                                     |                                                     |                                                     |                                                     |                                                     |                                                     |                                               |                                               |                                               |                                               |                                            |                                            |                                            |                                            |  |  |                                                  |                                                  |                                                  |                                                  |                                                  |                                                  |  |  |  |  |  |  |  |  |  |  |  |  |  |  |  |  |  |  |  |  |